# 貿易史
貿易史（ぼうえきし）は、歴史上に存在した貿易や貿易制度の歴史である。日本語の貿易は国家間の取引を指し、国際貿易という表現が用いられる場合もある。交易という語は、国内と国外の双方に用いられる。本記事では、これらの歴史について記述する。
歴史的に有名なものとしては、シルクロードの由来にもなった中国の絹貿易、古代ギリシアの頃から地中海で行われていた穀物貿易、15世紀の陶磁器貿易、16世紀の香辛料貿易、奴隷貿易、砂糖貿易、17世紀の毛皮貿易、18世紀の茶貿易、20世紀の石油貿易などがある。貴金属では、アフリカのサハラ交易で金が地中海にもたらされ、16世紀以降のアメリカ大陸と日本からは銀と金が産出された。ヨーロッパでは、アメリカからの銀によって価格革命とも呼ばれる現象が起きて商工業が促進され、19世紀にはブラジルのゴールドラッシュがイギリスの金本位制の成立にもつながる。1492年にはじまる東半球と西半球のあいだでの広範な交流は、貿易にも多大な影響を与えており、これをコロンブス交換とも呼ぶ。
プランテーションは大量の労働力を必要としたため、奴隷貿易を含む人口移動をもたらした。16世紀以降でアフリカからアメリカへ運ばれた奴隷は、1250万人にのぼった。貿易ルートを開拓する過程で運ばれたトウモロコシ、ジャガイモ、サツマイモ、キャッサバは食料事情の改善にも影響して、18世紀には砂糖、コーヒー、茶の消費が急増して食習慣に大きな変化が起きた。20世紀初頭までは、農産物や鉱物性生産品などの一次産品が貿易で重要だったが、工業製品が世界貿易の大半を占めるようになり、近年ではサービス貿易の比重が増加している。また、中国の急成長や2003年のイラク戦争の影響で資源価格が高騰して、特に2003年から2008年にかけてサブサハラ・アフリカの経済成長につながった。
貿易の拡大による商品や取引の増大は、投機や金融恐慌の原因にもなった。たとえば、1636年オランダのチューリップ、1763年オランダの砂糖、1799年ハンブルクの砂糖やコーヒー、1825年イギリスの綿花などの輸入商品、1830年代のイギリス・アメリカ・フランスの綿花、1848年の小麦、1893年アメリカの銀・金、1907年アメリカのコーヒーなどがある。

## 概要

### 起源

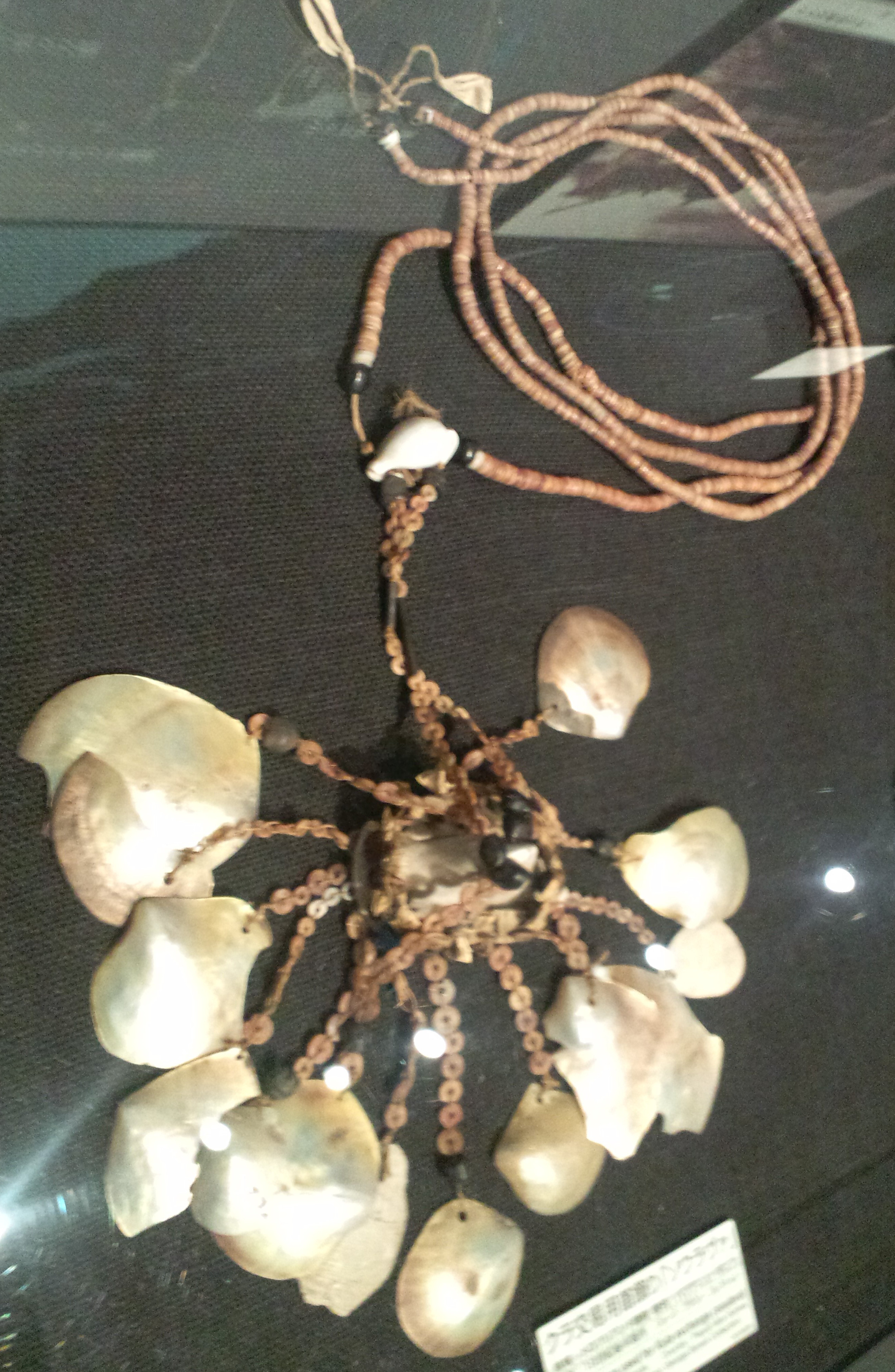
クラ交易用の首飾り

貿易は、その場にはない財を入手するための手段である。そのために狩猟や略奪に似た面を持っているが、貿易には2方向で財をやりとりするという性質がある。また、取り引きでは平和が保たれる必要があり、貿易には集団間の交流をもたらす効果もあった。貿易は、貨幣や市場が存在しない時代から行われていた。なお日本だと、貨幣を介さない時代の交流取引を「交易」と呼ぶことが多い。
最も原初的な交易とされる方法に沈黙交易があり、2つの集団が接触を避けながら交渉をする。取り引きの当事者は接触や会話をせずに品物を置き、品物を気に入れば取り引きは成立となる。財の入手において外部の集団からの影響を受けない点が重要とされ、会話が通じる集団同士でも沈黙交易は行われる。沈黙交易はヘロドトスが記したアフリカのカルタゴとリビュアや、中世のヴォルガ・ブルガールの毛皮貿易、『蝦夷志』のアイヌなど世界各地に存在した記録がある。また、沈黙交易は20世紀においても行われている。
行動規範が同じで隣接している集団との交易では、正直さや儀礼の正確さが求められる。しかし、面識がない集団が相手となると、それぞれの行動規範が機能しない。そのため取り引きの相手をだます行為を認めたり、推奨をする場合もあった。

#### 管理貿易
贈り物の交換や使節の交流などの政治的、儀礼的な面がある貿易は、贈与貿易とも呼ばれる。贈与貿易は、トロブリアンド諸島で2種類の腕輪を贈るクラや、ヴァイキングのサガに書かれた風習に見ることができる。贈与貿易は、集団間の武力衝突を避ける交流としても選ばれた。
遠隔地からの財の獲得は軍事的、外交的な事業でもあり、権力者によって管理貿易が行われた。国家間の管理貿易は条約が定められ、専門の交易者が参加して、用いる財の種類と交換比率が固定されていた。管理貿易では公的な財や権力者の財が取り引きされ、やがて私的な財の取り引きも平行して行われるようになった。たとえばモルッカ諸島の香料貿易では、外国商人は国王が所有するクローブから買い入れ、次に個人所有のクローブを買い入れた。奈良時代の日本では、貴族が優先的に大陸からの財を買い付けた。中国で確立した管理貿易としては朝貢があり、周辺国のあいだでも朝貢が行われた。

#### 交易港

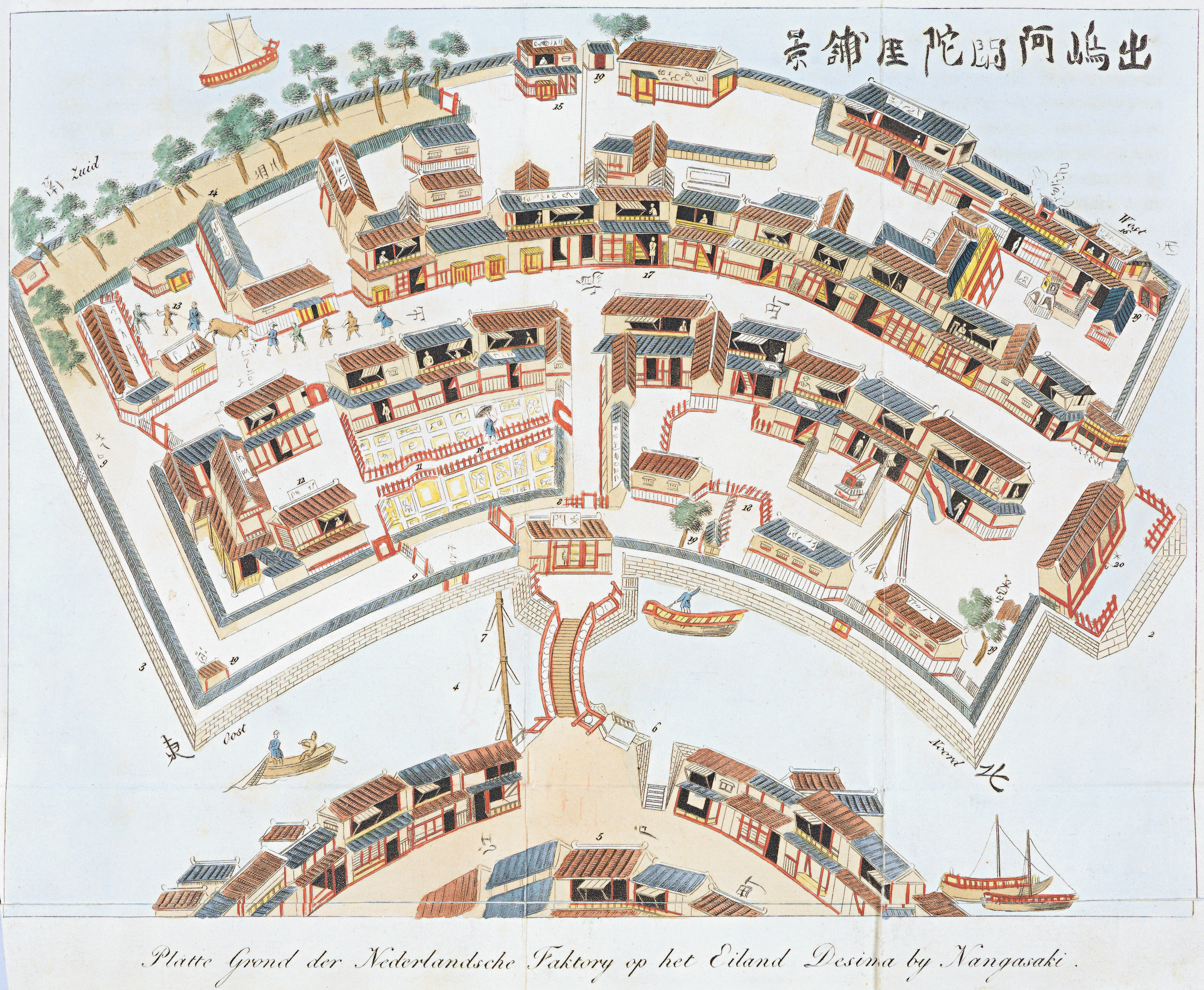
長崎の出島（1824年、もしくは1825年）

管理貿易が確立されると、複数の共同体が参加する制度および場所として、交易港が定められる場合がある。交易港では政治的中立性が維持されて、専門の交易者、政府の代表、特許会社などが取り引きを行った。また、貿易品を扱う市場は、地元の品を扱う市場とは区別された。貿易の促進のために、商品に関税をかけない自由港の制度も古代より存在した。交易港のパターンとしては、（1）共同体の境界上において一時的に開催され、定住人口はない。（2）継続的な性質を持ち、交易者の滞在や手工業者などの定住地がある。（3）貿易を目的としなくなって放棄されるか、在地の経済のために機能したり政治・行政・軍事的な目的を持つようになった場所、などがある。

#### 交易者

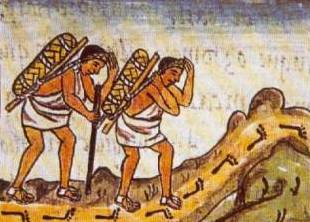
フィレンツェ絵文書に描かれたポチテカ

交易を行う者は、大きく2種類に分かれる。義務や公共に奉仕する身分動機の者と、利潤動機のために交易をする者がおり、以下のような類型がある。
- 身分動機の交易者には、貿易を許された商人がいた。メソポタミアのタムカルム、メソアメリカのポチテカ、元王朝のオルトクは、高い身分を保証されて権力者の貿易を行った[19]。禅僧やイエズス会修道士のように、宗教的に身分の高い者が外交や貿易を任される場合もあった[20]。
- 利潤動機の交易者は、特に古代においては、ギリシアのメトイコイのように低い身分を与えられる場合が多かった。交易民族とも呼ばれる集団が存在し、海路や水路を用いたフェニキア人、ヴァイキング、乾燥地のベドウィン、ハウサ人、ソグド人、中国からの華僑、宗教を背景に持つユダヤ人、アルメニア人などがいる[21]。

### 環境
自然環境によって貿易の開始や発展に違いが生じ、以下のような特徴を持つ。
- 灌漑農耕や牧畜に適した平原があり、金属、石材、木材を入手するための貿易が行われる。エジプトやメソポタミア南部がこれにあたる[22]。
- 乾燥した気候のもとで、遊牧・牧畜と農耕が行われ、対照的な生業が交易の原因となる。都市は遊牧民と商人を交易で結びつけ、遠距離交易と市場の仕組みも発達する。シルクロードが通る中央アジア、サハラ交易の西アフリカ、アラビア半島がこれにあたる[23]。
- 海岸沿いに都市があり、海上貿易で栄える。地中海の沿岸、インドのグジャラート地方やマラバール、東南アジアの多島海、メソアメリカのプトゥン人がこれにあたる。東南アジアは自給的な山地と港市のある海岸に分かれており、貿易ルートを支配した国家を港市国家とも呼ぶ[24]。
- 河川など水路沿いに内陸での長距離交易が行われる。東ヨーロッパやロシアの河川に進出したヴァイキングやルーシがこれにあたる。
- 生態系が異なる低地と山地の間で交易が行われる。メソアメリカの高地と低地や、アンデスの海岸と山岳、雲南地方の森林と山地がこれにあたる[25]。
- 近代の産業革命の成立には、機械燃料となる石炭をはじめとする鉱物資源の調達や、人口増加の解決、製品の輸出先が重要となった。ヨーロッパはアメリカ大陸によってこの問題を解決して、人口増加と手工業の拡大を続けて産業革命がいち早く進行した[26]。

### 交通と情報

#### 貿易ルート

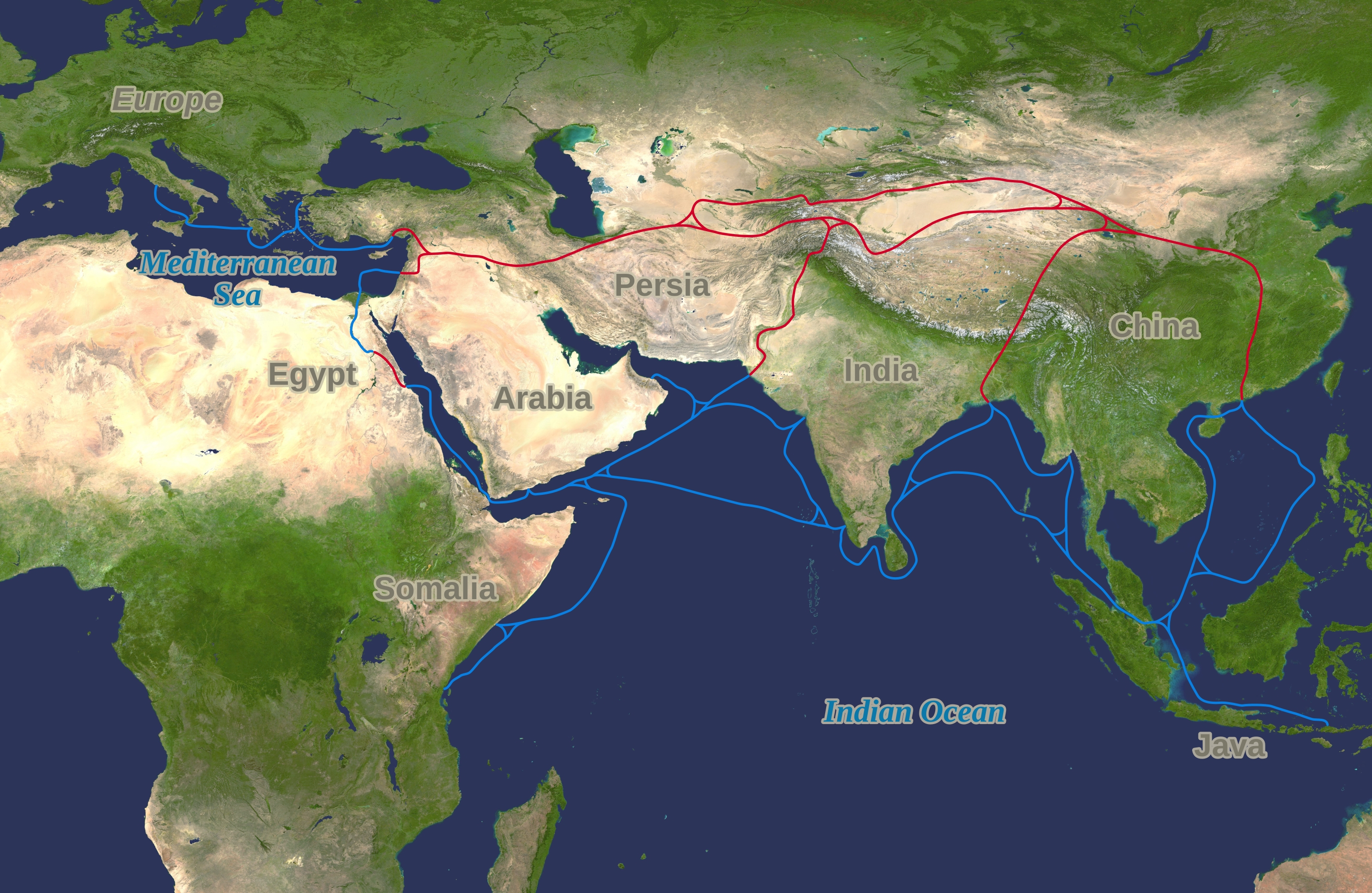
シルクロードの主要ルート。赤色が陸路、青色が海路

- シルクロードは、アジアとヨーロッパ、北アフリカを結ぶ東西交通路であり、主なルートは草原、オアシス、海路の3つがある。草原の道は、ユーラシアのステップ地方を北緯50度付近で東西に横断するルートで、主に遊牧民が利用した。オアシスの道は、中央アジアのオアシス群を北緯40度付近で東西に横断するルートで、ソグド人、ペルシア人、ウイグル人が利用した。海上ルートは紅海またはペルシア湾から華南まで伸び、海のシルクロードとも呼ばれる。中国人、東南アジア人、ペルシア人、アラブ人、ヨーロッパ人が利用した[27]。
- インド洋は東のベンガル湾交易圏と、西のアラビア海交易圏に大きく分かれる。この海域ではムスリムのダウ船が中心となった。東南アジアはジャワ海とシャム湾があり、香料諸島が属している。この海域ではマレー人のプラウ船（英語版）が中心となった。北東アジアからオーストラリア東南部にかけての海域は、複数の交易圏がつながっている。東シナ海交易圏と南シナ海交易圏では、中国のジャンク船が中心となった[28]。

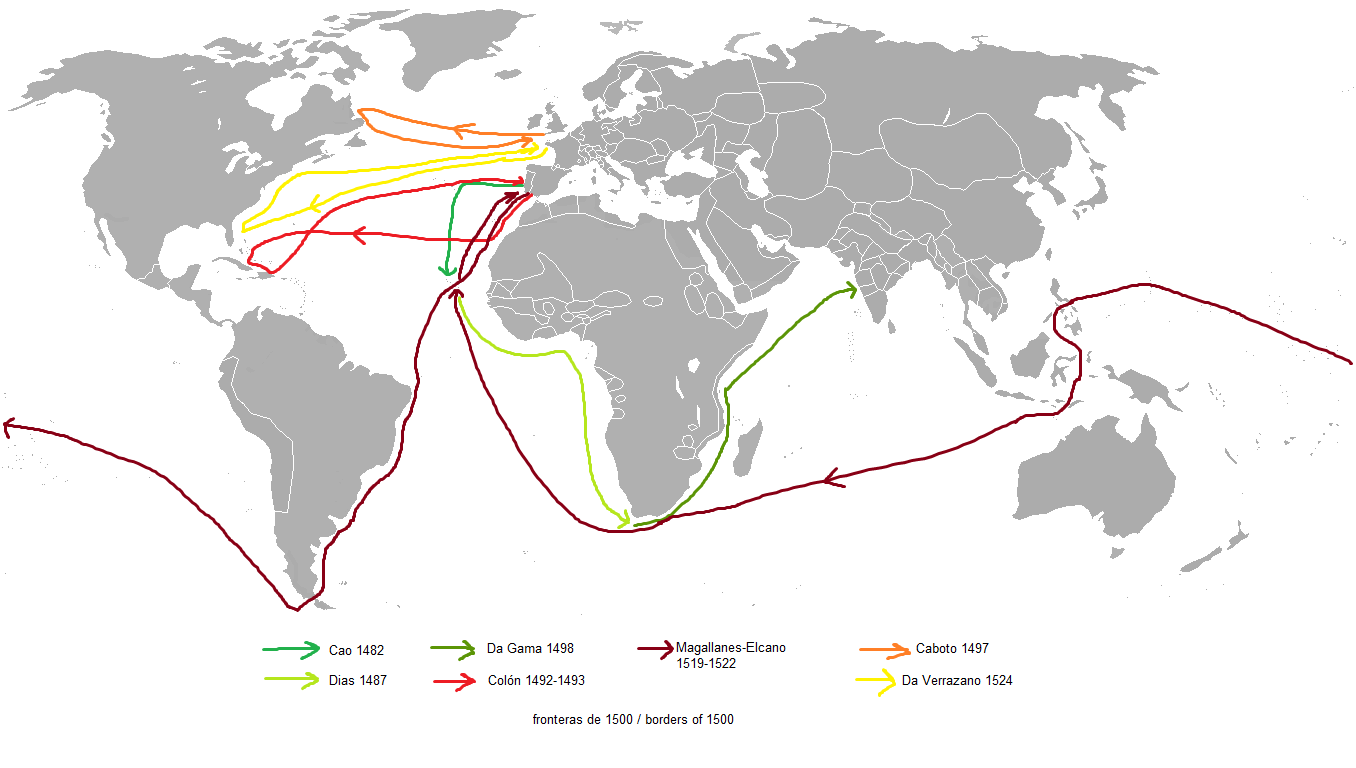
大航海時代の主な航路

- 15世紀から17世紀にかけて、アフリカ周回でインド洋へつながるルート、大西洋を横断するルート、太平洋を横断するルートが確立した。この時代は特に大航海時代とも呼ばれる。19世紀には地中海と紅海をつなぐスエズ運河と、太平洋とカリブ海をつなぐパナマ運河が建設され、さらに貿易を増大させた。
- 大幹道と呼ばれるインドを横断するルートは、アジアで最も古くから利用されている道とされる。ヨーロッパを南北に横断する道としては、琥珀の交易に用いられたことから琥珀の道と呼ばれるルートがある。古代ローマの領土では道路網が整備されてローマ街道と呼ばれ、交易にも利用された。イスラーム以降はマッカへの公式巡礼路としてエジプト道、シリア道、イラク道、イエメン道の4街道でキャラバンが往来した。

#### 交通手段

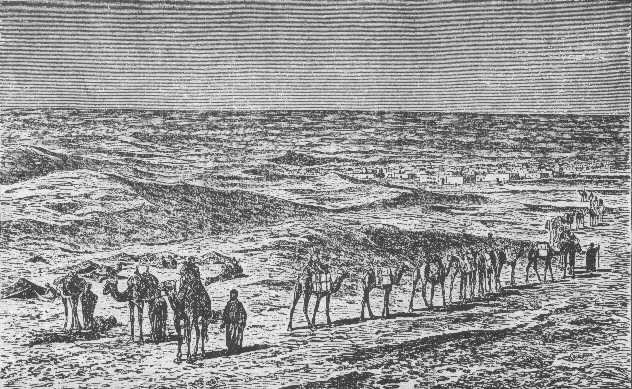
キャラバン

陸路では人力のほかに馬、ロバ、牛、そして荷車が用いられた。西アジアや中央アジアが原産のラクダは乾燥地での運搬に適しており、アフリカをはじめ他の乾燥地にも広まった。運搬力に優れた家畜を得るために、馬とロバの雑種であるラバや、ヒトコブラクダとフタコブラクダの雑種が作られた。南アメリカのアンデスではリャマが用いられた。メソアメリカには運搬に適した大型の家畜や車輪技術が存在せず、運搬は人力で行われたため、遠距離貿易には制約となった。乾燥や降雪が激しい地域では、季節によって交易の時期が制約された。19世紀に鉄道が実用化されると、陸路の輸送量は飛躍的に増加した。
大量の物資を運ぶには、陸路より水路が適していた。品物の種類や水域によって船が使い分けられ、たとえば地中海ではガレー船は積載量が小さいため高価軽量の商品を運び、帆船は積載量が大きいため、穀物、原料、資材などの低価格で重量のある商品を運んだ。機械を動力に用いるまでは風向きや波が重要であり、停泊は長期間に及んだ。1850年代以降は帆船にかわって石炭を燃料とする蒸気船の利用が増加して、次に石油を燃料とする内燃機関による輸送が普及した。19世紀には石油類を輸送するためのタンカーが建造されて、20世紀には海上コンテナを陸路と共有して輸送を迅速にするコンテナ船が登場した。

#### 情報

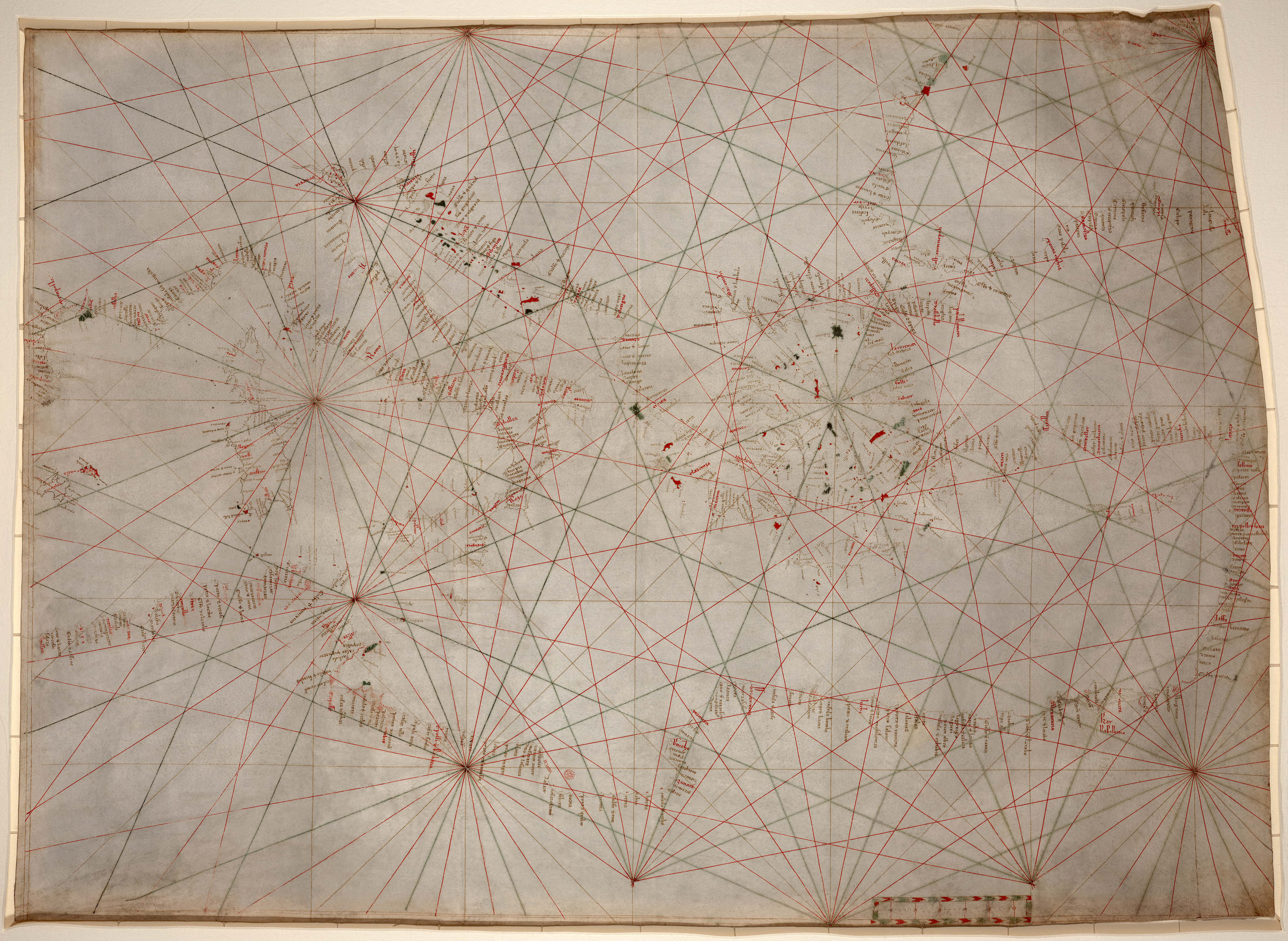
アメリカ議会図書館にある羅針儀海図。14世紀前半末頃の地中海

情報の伝達に時間がかかる時代には、交易者が移動して対面で取り引きを行った。やがて情報の入手が容易になると、交易者が定住して代理人を雇い、郵便や電信で遠隔地と連絡をとるようになる。たとえば11世紀のイスラーム世界では信用情報の照会が容易となり、代理人に取り引きを頼む形式が始まる。イスラーム商人と共に活動をしたマグリブのユダヤ商人が、代理人にあてて書いた文書がエジプトで発見され、カイロ・ゲニザと呼ばれて現存している。
貿易が増えるにつれて、手引書や商業書も増加した。1世紀の『エリュトゥラー海案内記』は紅海やインド洋の航路情報であり、中世の西アジアやヨーロッパでは商業指南書、中国では宋から明にかけて海上貿易の案内書があった。

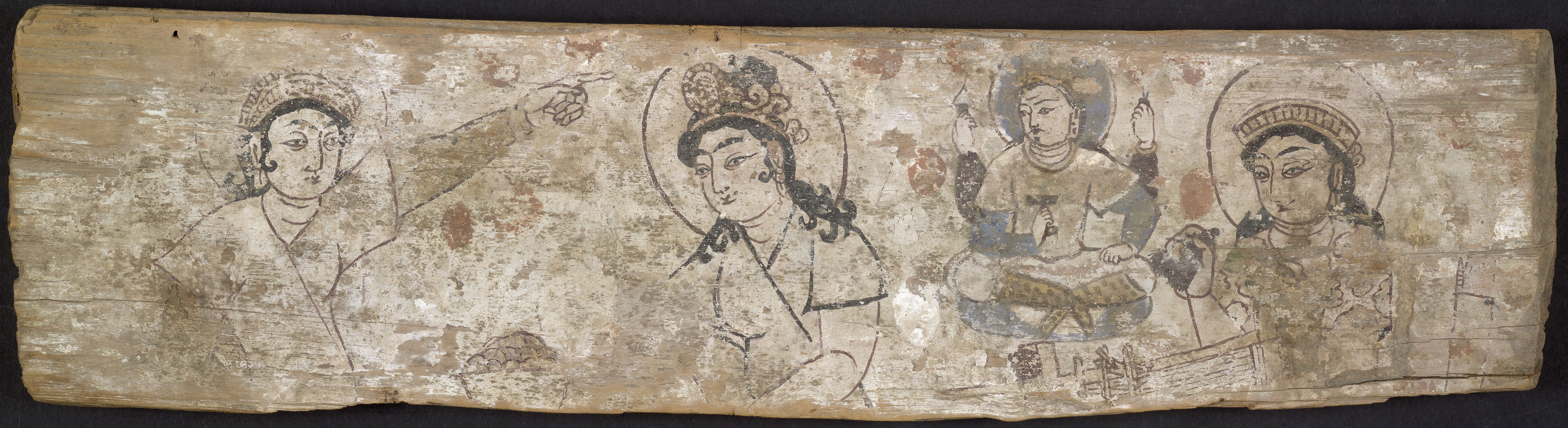
中国からホータン王国へのカイコの伝来を描いた『蚕種西漸図』

重要な貿易品の入手法や製法、地図は機密情報としても扱われた。たとえば中国では絹を作るためのカイコや葉を利用するチャノキは、国外への持ち出しを禁じられていた。大航海時代の羅針儀海図は、当時は機密とされていた。16世紀にポルトガルがマラッカを占領した頃のポルトガル商館員だったトメ・ピレスの記録が、リスボンの宮廷図書館から英訳されたのは、1940年になってからであった。

### 貿易と政治

#### 安全保障
貿易を行う際には、人命や貿易品を守るための安全保障が重要となった。広大な領土を持つ国は、駅伝をはじめとする交通制度を整備して軍事と交易に用いた。また、世界各地で、貿易において協力関係や保護関係をもつ制度が作られた。中世のアイスランドでは、外国商人は地元の有力者であるゴジに保護されるかわりに、滞在中は現地の戦闘に参加するなどの互酬による関係をもった。モンゴル帝国や元の制度であるオルトクも、遊牧民と商人の協力関係が原型とされる。中世の琉球王国と朝鮮の貿易では、案内役兼船乗りとして倭寇が同乗して安全を保障する制度があり、警固と呼ばれた。インド洋や大西洋など広い海域の貿易にヨーロッパが進出すると、ポルトガル、スペイン、オランダ、イギリスは海軍で安全確保を行った。貿易の安全にかかるこうした費用は保護費用（プロテクション・レント）とも呼ばれる。
取り引きの失敗は、武力衝突につながる場合があり、『日本書紀』に記された粛慎などの記録がある。貿易品が原因となった紛争として、ビーバー戦争、アヘン戦争、奴隷貿易用の捕虜を目的としたアフリカの戦争などがある。略奪・交易・貢納が混じりあう例として、中世の地中海、ヴァイキング時代のバルト海や北海、中央アジアの匈奴と唐の関係、東南アジアの多島海、ヨーロッパの私掠船の制度があげられる。

#### 貿易政策
権力者は、長距離交易の国際市場を政治的中立に保ち、安全を保障することで利益を得た。軍事力による国際市場の支配は、貿易ルートの変更を招いて経済が衰える場合もあった。
歴史的に最古の貿易政策は、関税とされる。保護貿易から自由貿易までさまざまな政策がある。保護貿易の思想として16世紀の重商主義があり、経済学では19世紀のフリードリヒ・リストが保護貿易論を主張した。自由貿易は18世紀のアダム・スミスやデヴィッド・リカードの時代から貿易政策の理想として論じられており、産業革命後のイギリス帝国、第二次世界大戦後のアメリカ合衆国は自由貿易を推進した。保護貿易によるブロック経済が第二次世界大戦の一因となったことから、自由貿易のための国際機関として世界貿易機関（WTO）も設立された。現代の貿易政策は、所得の再分配、産業の振興、国際収支の改善などを目的として行われる。そのための方法として、関税、輸出補助金、輸入割当、輸出自主規制や、2国間で貿易を促進する相互主義がある。
貿易政策は、圧力団体などの組織されたグループにとって有利になりやすい。たとえば輸入割当は、特定の生産者が利益を得やすいが、多数にのぼる消費者は損失をこうむるにもかかわらず意見が組織されにくい。このため組織されたグループが特定の貿易政策を支持すると、社会全体の厚生が犠牲にされる場合がある。19世紀のイギリスの穀物法や、世界恐慌を悪化させた1930年のアメリカのスムート・ホーリー法などがある。

## 古代

### アフリカ

#### エジプト

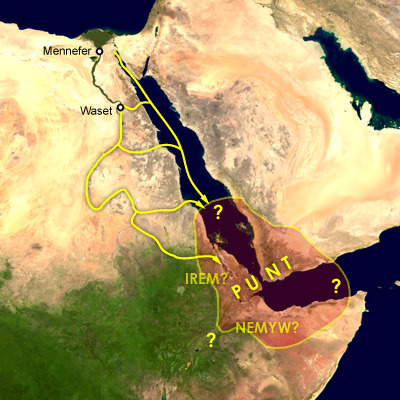
古文献に示されたプントへの道筋と、プント国の比定地

ナイル川に沿って、紀元前5200年頃からエジプト北部、紀元前4200年頃には南部で系統の異なる農耕・牧畜文化が存在した。ナイル下流にナカダ文化が栄えると、南のヌビアとの交易が行われるようになる。ナカダからはビール、油、チーズ、ヌビアからは象牙、黒檀などが輸出された。交易用の土器は、紀元前3200年頃になるとパレスチナ産も含まれており、交易の長距離化が進んでいた。古代エジプトの王朝が統一されて古王国時代になると、官僚や神官によって遠征隊が組織されて、砂漠での採石や採鉱、ミイラの製作に必要なナトロンの採集を行った。貿易においても同様に遠征隊が派遣されて、金や乳香をプント国に求め、象牙や黒檀はヌビア、銀はメソポタミア、木材は東地中海のグブラから輸入した。エジプト王朝が弱体化した時期にはヌビアに遊牧民が生活して交易を行ったが、紀元前2040年以降の中王国時代には、エジプト王朝がナイル川の第2瀑布まで進出して金を採集するようになる。採掘やプント国との貿易で得た金は神殿や王宮に蓄蔵され、地中海やメソポタミアとの貿易にも用いられた。紀元前17世紀から異民族のヒクソスが建国した第15王朝や第16王朝では、クレタ島で栄えたミノア文明などとの貿易が行われた。
マケドニアのアレクサンドロス3世の征服後には、ナイル川の河口にアレクサンドリアが建設され、政治と貿易の拠点となる。穀倉地帯に恵まれていたエジプトは、ギリシア向けの穀物輸出も行った。やがて、世界最古の価格が変動する国際穀物市場が成立して、ナウクラティスのクレオメネスが運営した。クレオメネスは飢饉時に穀物の輸出を規制して、国内の食料を確保した。また、貿易担当者を4つのグループに分けて、本土の輸出、航海の輸送、ロドス島での交渉、ギリシア各地での情報収集を担当させて、価格の最も高い都市へ穀物を運んだ。この政策は国庫に8000タラントンという巨額の富をもたらす一方で、穀物の安定供給を求めるギリシアには批判された。クレオメネスの貿易政策は彼の死後にプトレマイオス朝に引き継がれ、ローマがエジプトを属州としてアエギュプトゥスとなるまで続く。そののちも、アレクサンドリアは地中海貿易で栄えた。プトレマイオス朝時代には紅海を経由したインド洋との貿易も行われ、アデンが中継地として繁栄した。

#### 北アフリカ

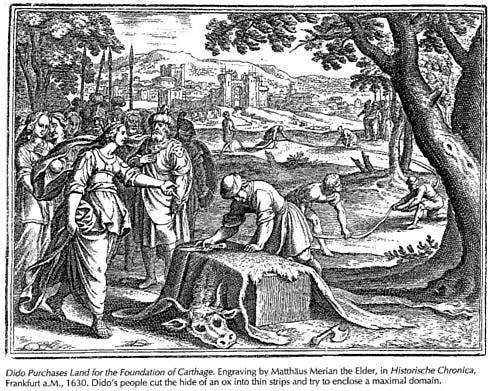
ディードーのカルタゴ建国伝承。牡牛の皮が覆える広さの土地を許されたため、細長くした皮で土地を囲ってビュルサを手に入れた

紀元前10世紀から8世紀にかけて、地中海の沿岸にそってフェニキア人が植民都市を建設した。その中で最も繁栄したのが、ティルス人がチュニジアに建てたカルタゴだった。フェニキアはイベリア半島のタルテッソスから東へ銀や錫を運んで利益を得ており、その帰路に位置するカルタゴは、良港と農地にもめぐまれて発展した。カルタゴは西地中海のサルデーニャ島やイベリア半島に進出したほか、東方のアケメネス朝とも貿易や協力関係を築いた。また、西アフリカやサハラにも関心をもち、航海者ハンノはコートジボワール近辺まで航路を開拓している。貿易ルートの確保をめぐってはギリシアやローマと対立し、紀元前5世紀にはシチリアにおいてギリシアと戦い、紀元前3世紀にはローマと戦った。カルタゴがポエニ戦争でローマに破れたのちの北アフリカはアフリカ属州となり、穀物を輸出してローマの人口を支えた。

#### 東アフリカ、中部アフリカ
中部アフリカでは5000年前から乾燥化が進み、カメルーン西部からバントゥー系の農耕民が東方へと移住して、紀元前3世紀にはヴィクトリア湖に達した。この移動は技術や生計が異なる民族集団が共存するきっかけをもたらした。コンゴ川の流域では、5世紀以降に東南アジア原産のバナナが持ちこまれて農耕が拡大して、焼畑農耕民、狩猟採集民、漁労民のあいだで交易が行われた。
紅海では、紀元前5世紀から紀元後1世紀にアクスム王国が貿易で栄え、ヌビアのメロエ、ローマ帝国、アラビア半島、インドと取り引きを行った。アクスムは現在のイエメンからエチオピアへ移住したセム系の人々が建国したと言われ、金、象牙、奴隷の貿易を行い、2世紀にはアラビア半島に出兵してササン朝と貿易ルートの支配をめぐって争った。4世紀にはキリスト教を国教として栄えたが、7世紀以降はイスラーム帝国に貿易ルートを奪われて衰退した。

### 地中海、黒海

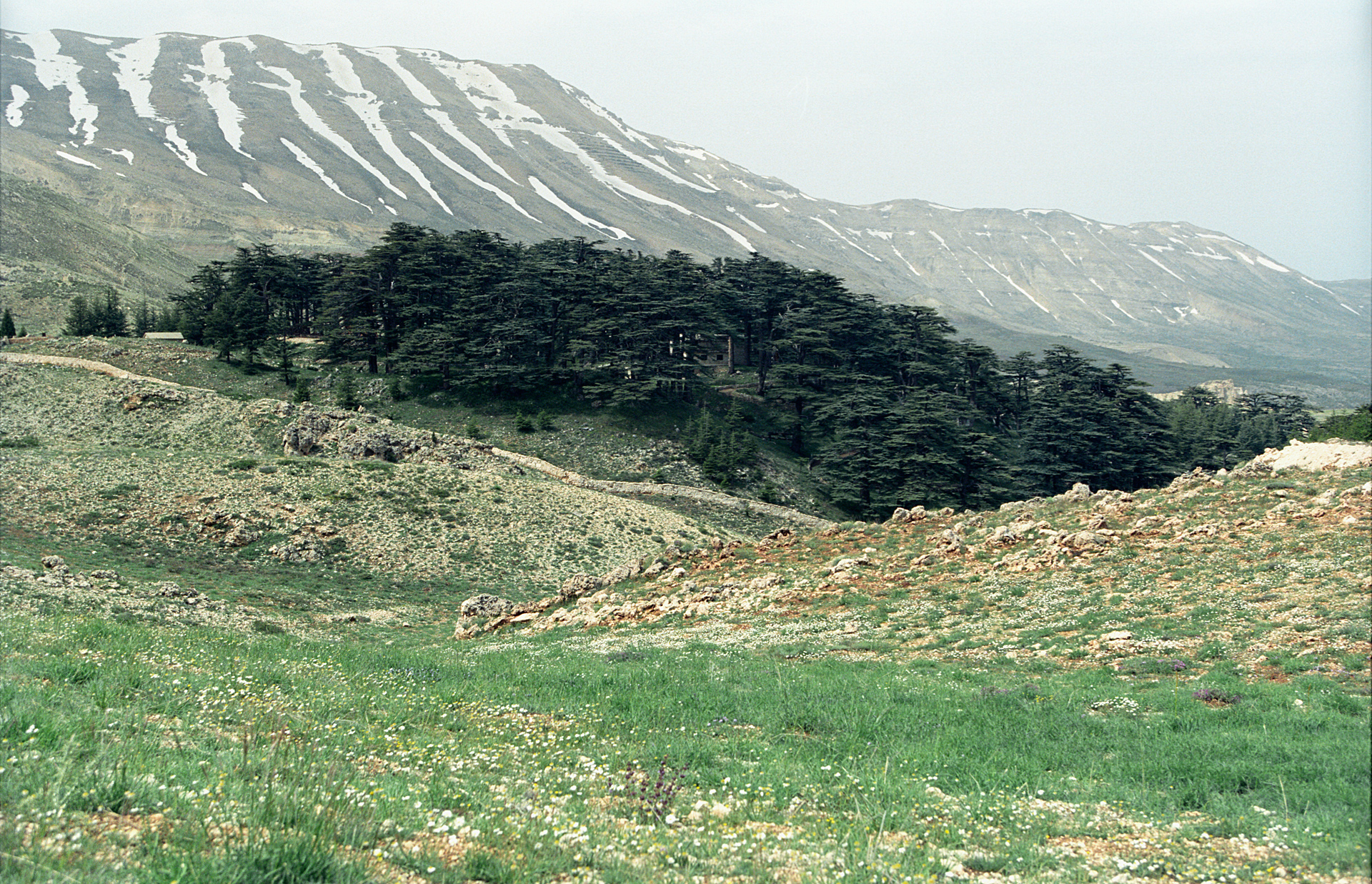
カディーシャ渓谷のレバノンスギ。伐採で約1200本まで減少した

地中海東岸では紀元前3千年紀には都市国家があり、レバノンスギが建築や造船に用いられる優れた木材として有名だった。レバノンスギはエジプトやメソポタミアにも輸出され、グブラでは紀元前2680年にはすでにエジプトから遠征隊が訪れて伐採を行っていた。紀元前23世紀以降に最盛期を迎えたエブラには、紀元前2250年頃の粘土板文書があり、アナトリア、パレスティナ、キプロス島、メソポタミア、エジプトと貿易をしていた記録がある。東岸の諸都市は古くから貿易で栄えており、その富はしばしば周辺国の紛争の原因にもなった。レバノンスギの他にも良質の木材に恵まれていたが、伐採によって森林は減少していった。
紀元前20世紀にはクレタ島にミノア文明が興り、ミノアはエジプトや地中海東岸の都市と取り引きを行った。やがてミノアはペロポネソス半島のミケーネ文明と競合して、ミケーネはミノアによって東への進出をはばまれるが、紀元前15世紀にクレタ島を占領した。金属貿易としてタウロス山の銀、エジプトの金、キプロスの銅を扱うウガリトが紀元前14世紀を頂点に繁栄した。ウガリトの商人は東岸やメソポタミアで取り引きをしつつ、王の使節に同行して管理貿易をする者のほかに私的な商人もいた。ウラの商人は、ヒッタイトから貿易を委託されてウガリトに滞在したが、次第にその経済力が警戒されて、土地の購入を禁じられるようになった。海上では当時から海賊の被害が深刻であり、ウガリトとキプロスが海賊対策で協定を結んだこともあった。

#### フェニキア

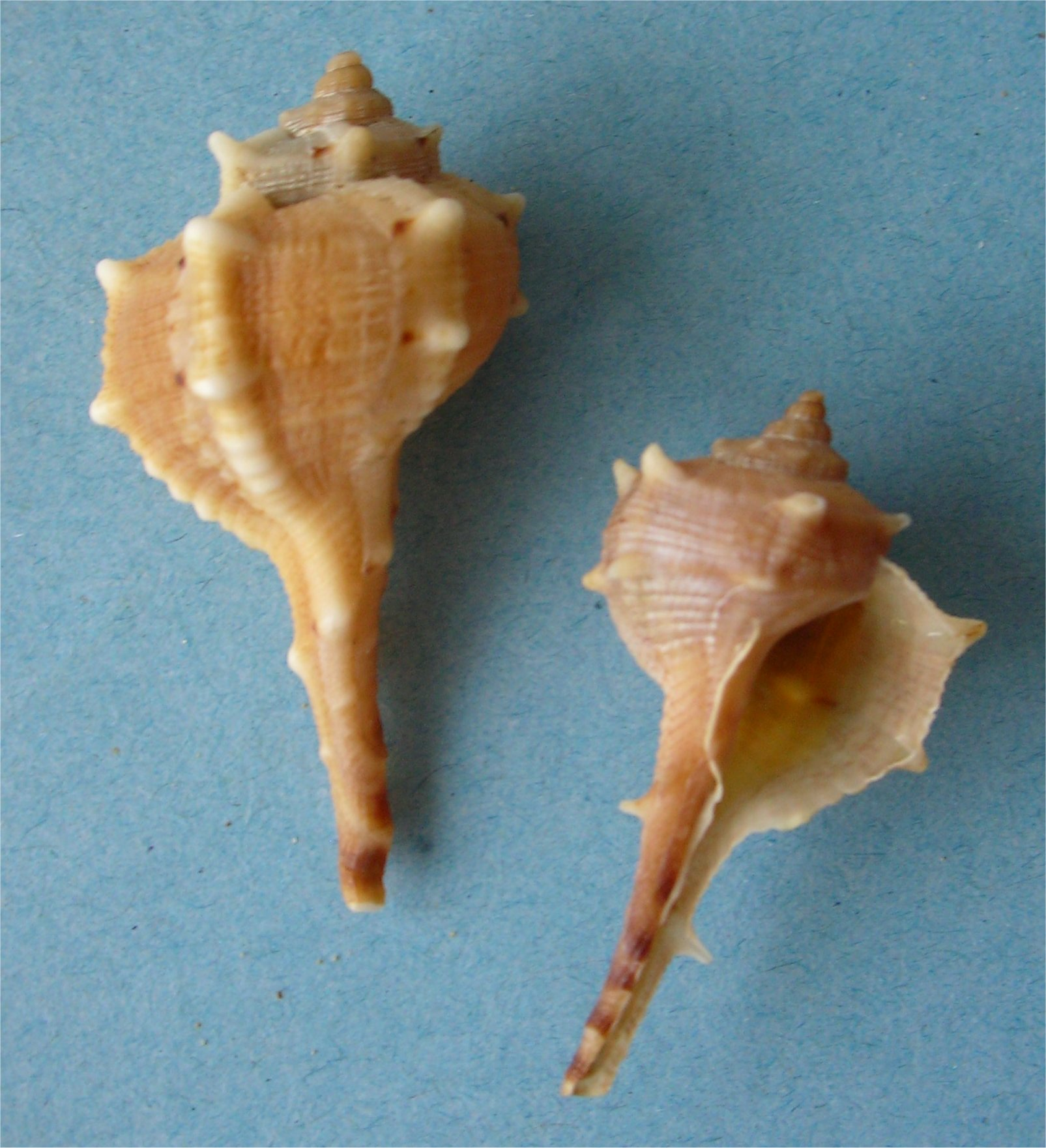
貝紫色に用いたシリアツブリガイ

東地中海は前1200年のカタストロフとも呼ばれる大変動によってヒッタイトが滅亡し、エジプトやミケーネも衰退する。青銅器時代にカナンと呼ばれていた地域の人々は、この変動の影響を受けて海岸部に集中して住むようになる。それまで農耕を中心としていたカナン人は、居住地の減少のために商工業へと生業を変えて、紀元前12世紀から紀元前8世紀にかけて西地中海へ進出した。こうして、カナンは鉄器時代にはフェニキアと呼ばれるようになる。カナンやフェニキアという名は自称ではなく、特産物であるシリアツブリガイから作った貝紫色の染料を由来とする。

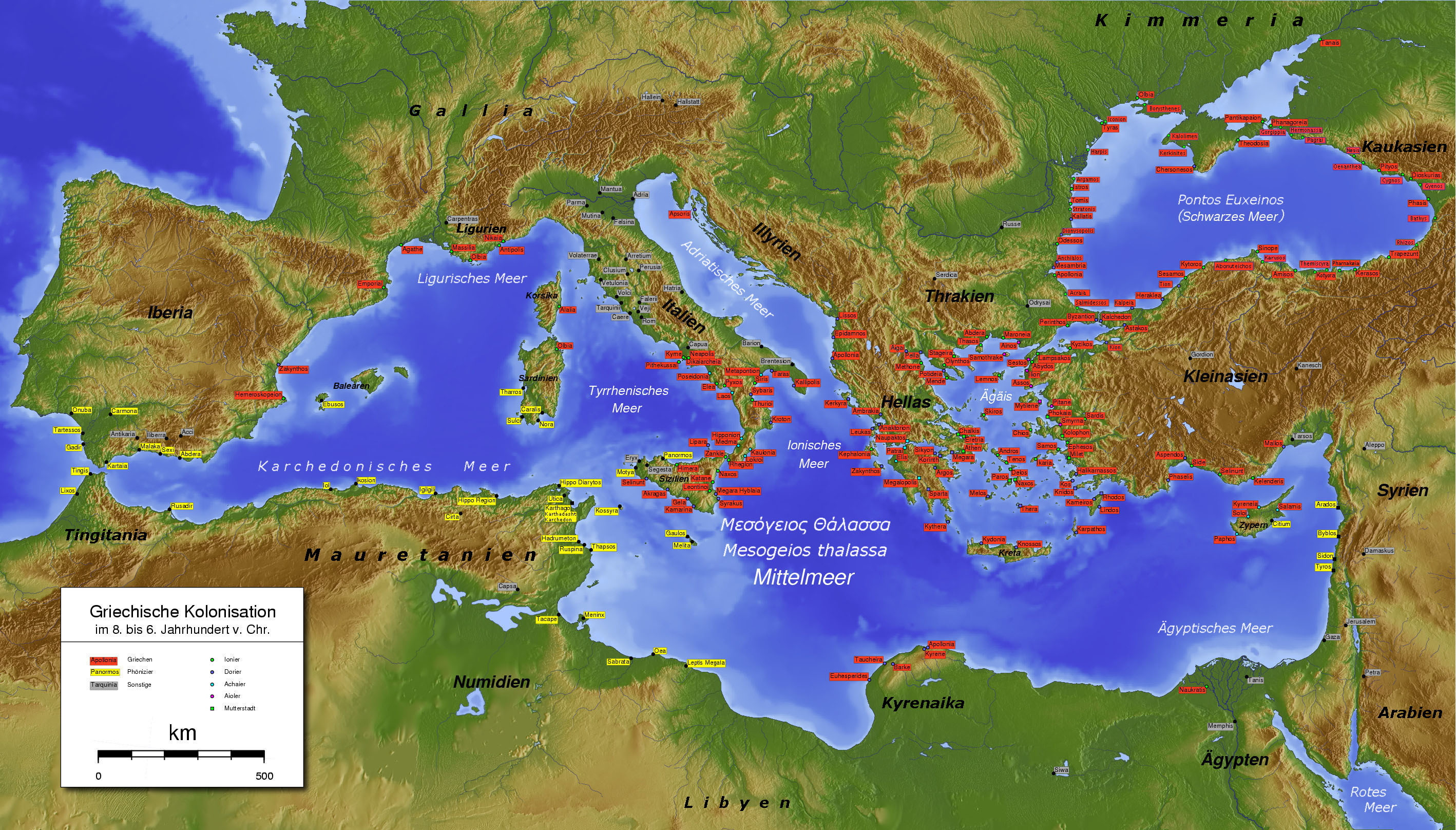
黄がフェニキア人の都市、赤がギリシア人の都市、灰はその他

東地中海では金属が不足しており、フェニキアは金、銀、銅、鉄、鉛、錫などを求めて西方へ航海した。フェニキアが各地で得た金属を西アジアへ送り、海上貿易によってグブラやテュロス、シドンといった都市が栄える。輸出品としては金属の他に特産である貝紫色の染料や木材、そして象牙、ガラス、貴金属などを使った工芸品や奴隷があった。テュロス王のヒラムはイスラエル王のソロモンと協定を結び、テュロスは木材と職人、イスラエルは小麦とオリーブを贈り、エルサレム神殿が完成した。ヒラムとソロモンが協力した紅海の貿易については『旧約聖書』の「列王記」、テュロスの貿易による繁栄は「エゼキエル書」に記されている。テュロスからはイベリア半島やアフリカへの植民が始まり、キプロス、シチリア、マルタ、サルデーニャに拠点を建設した。フェニキア人は、紀元前8世紀から9世紀にギリシア、紀元前6世紀にはローマと接触して、地中海をめぐって対立する。北アフリカのフェニキア植民都市であるカルタゴは、東地中海のフェニキア都市が他国の支配下となったのちも繁栄を続けた。

#### ギリシア

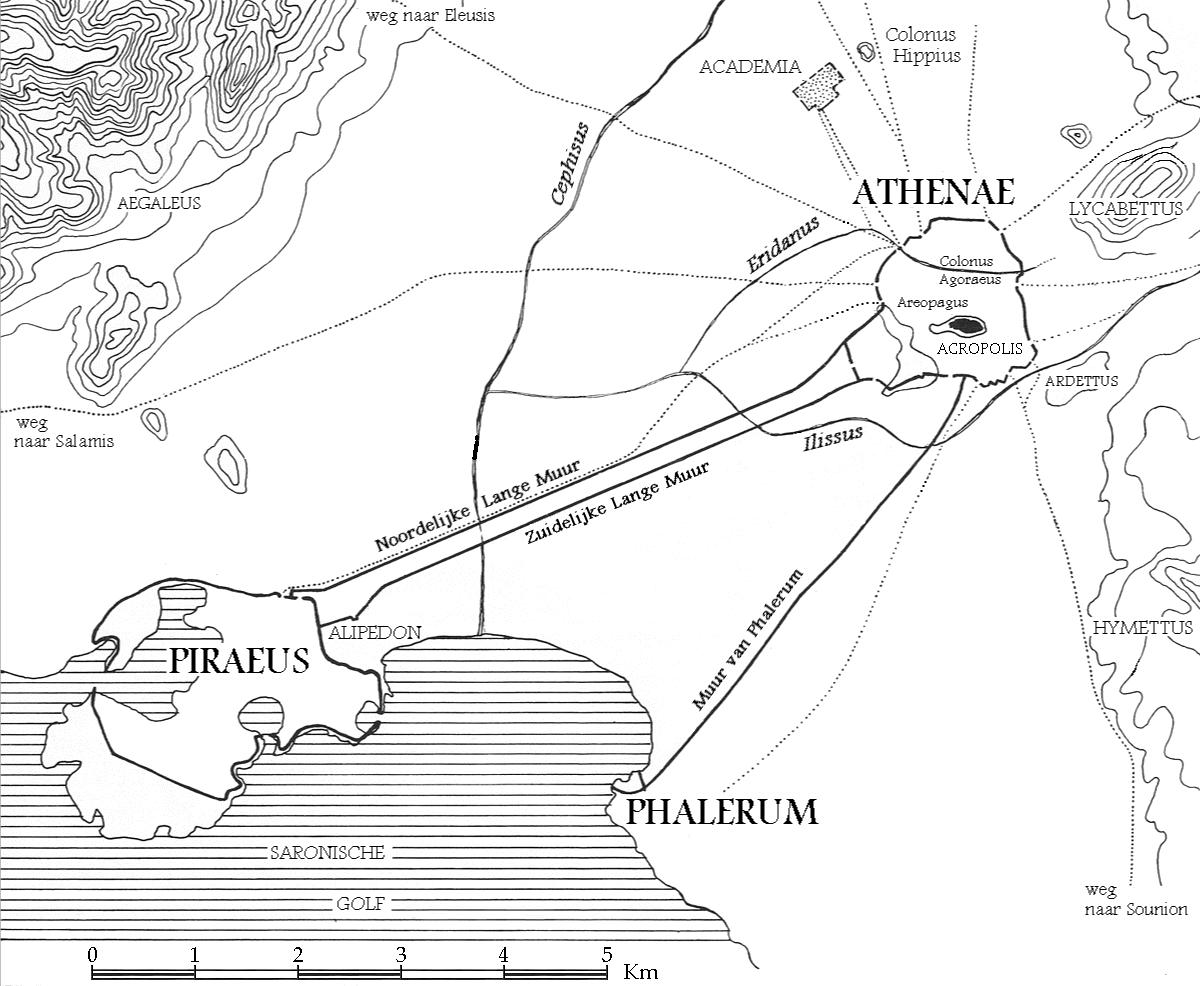
アテナイ（右）と交易港のペイライエウス（左）

ギリシアの都市国家であるポリスは、エジプトやメソポタミアのように大規模な穀倉地帯がなく、地中海や黒海で穀物の輸入と植民をすすめた。紀元前5世紀から4世紀にはアテナイがギリシアの商業の中心地となり、小麦、木材、鉄、銅、奴隷などを輸入して、陶器、オリーブ油、ワインなどを輸出した。貿易のための港はエンポリウムと呼ばれ、アテナイではペイライエウスにエンポリウムが建設され、その他にミレトス、ナウクラティス、アイノス、ビュザンティオン、テオドシア、パンティカパイオンなど各地に存在した。ルートの安全を保障するための軍事力も整備され、デロス同盟で海上支配を強めた。
貿易商人は、商船を所有するナウクレーロスと、商船に同乗したり陸上で貿易をするエンポロスに大きく分かれており、ポリス内の市場で取り引きをするカペーロスとは区別された。土地を所有できない外国人居留者であるメトイコスが、ナウクレーロスやエンポロスに従事した。メトイコスには、ミケーネ文明の崩壊でアテナイに住み着いた難民が多かったとされる。アテナイに届いた穀物には2パーセントの関税がかかり、エンポロスが3分の2を市内に運び、それをカペーロスがアゴラで販売した。
戦争に付随するかたちで奴隷貿易も行われており、従軍商人によって戦利品や捕虜が競売にかけられ、エンポリウムへ送られた。トゥキュディデスの『戦史』や、クセノポンの『アナバシス』には、戦争と結びついた貿易が記されている。

#### ローマ
ギリシアののちには、ローマが地中海沿岸の貿易を独占した。ローマはラティウム地方の交易地であり、北のエトルリア人を征服して拡大してゆく。共和政末期から帝政初期に貿易が盛んとなり、ローマ人のほかにギリシア人、シリア人、ユダヤ人の商人がいた。また解放奴隷の多くは商工業で働いたため、ローマ商人のなかには解放奴隷が多かった。ローマ街道をはじめとする輸送網は軍事と貿易に活用され、大理石や穀物は国家管理に置かれつつも、実際には民間業者が請け負った。

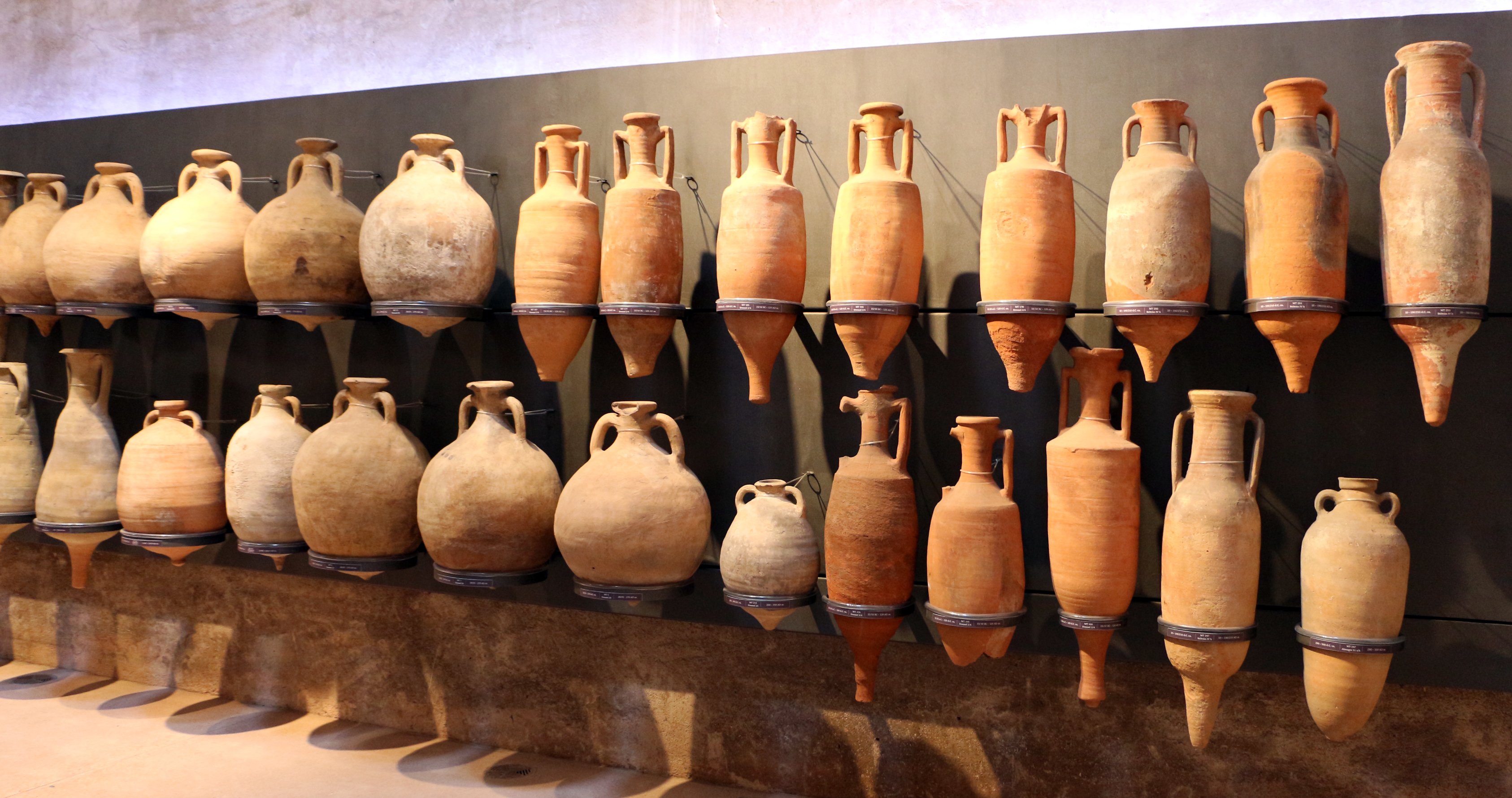
ギリシアやローマではアンフォラも輸送に用いられた

ローマの商人はメルカトルと呼ばれ、その中でも貿易商はネゴティアトルと呼ばれた。遠距離交易では調味料のガルム、ワイン、オリーブ油、陶器、穀物、塩、金属、奴隷などが運ばれ、ネゴティアトルにとって多額の現金を持つ各地の兵士は魅力的な顧客だった。商人には組合組織があって相互扶助が行われたが、企業のような組織とはならなかった。ローマには商業に対する蔑視もあり、紀元前218年のクラウディウス法で元老院議員が所有する船の大きさに制限を設けた。海上輸送は紀元1世紀から2世紀にかけて最盛期を迎え、その後は徐々に衰退した。
ローマ帝国は西アジアでパルティアと絹貿易を行い、紅海からインド洋にかけては南インドのサータヴァーハナ朝と季節風を利用した貿易を行った。インドとの貿易はアウグストゥス時代に急増し、当時の様子はストラボンの『地理誌』や、紀元1世紀に書かれたとされる『エリュトゥラー海案内記』に記されている。2世紀頃の扶南国の交易港であるオケオではローマの金貨も見つかっている。166年には後漢の桓帝が治める洛陽を、大秦王安敦の使節が訪れており、ローマ帝国からの使節とされる。

#### ヨーロッパ
紀元前10世紀には、イベリア半島南部のタルテッソスがフェニキアと銅や銀の貿易をした。タルテッソスはイギリスのコーンウォールなどから錫を運ぶ貿易を独占して繁栄したが、やがて大西洋側にフェニキア人が建設したカディスとの競争が起きて衰退した。
ローマ帝国はゲルマン人との間にリーメスと呼ばれる壁を建設し、その長さはスコットランドから黒海までの5000キロにもおよんだ。ローマ人とゲルマン人はリーメスをはさんで居住し、戦闘のほかに人の往来や交易もあった。ローマの物産が交易や略奪によってゲルマンに浸透するにつれ、その財をめぐってゲルマン人同士の争いも起きるようになる。ゲルマン人はマルコマンニ戦争を起こし、やがて勢力を拡大した西ゴート族は4世紀からイタリア半島やガリアへと移住した。

### 西アジア

#### メソポタミア
メソポタミア文明が栄えた平原は灌漑農耕や牧畜に適している一方で、特に南部メソポタミアは金属、石材、木材に不足していた。そこで、アナトリアやイラン高原から銅、銀、錫などの鉱物、レバノンからは木材を輸入した。メソポタミアからの輸出品には、大麦、羊毛や毛織物、胡麻油などがあった。装飾品としてラピスラズリが珍重され、紀元前4千年紀には中央アジアのバダフシャーン地方で産するラピスラズリがメソポタミアやエジプトまで運ばれていた。シュメル時代にはペルシャ湾方面の海上貿易も活発で、マガンで銅鉱山を開発したり、ディルムン経由でインダス文明と貿易をした。紀元前2千年紀には、キプロス島など地中海からも金属が運ばれた。
都市国家が競合して、エラム、エシュヌンナ、シッパル、アッシュールなどの都市は交易が盛んになり、古バビロニア時代からは広い領域を統治する国が出現する。都市国家の后妃のあいだでは外交の一環で贈与交易も行われて、贈り物には装身具、家畜や家具が選ばれた。王室や神殿の物資調達は商人への委託が進み、交易者にはアッカド語のタムカルムやシュメル語のダムガルと呼ばれる役職があり、王に仕えて取り引きをした。ディルムンで銅貿易をしたウルエンキや、后妃に仕えたウルエムシュといった商人の名前が記録に残っている。私的な取り引きを行う商人も活発になり、アナトリアのキュルテペ遺跡で発見されたキュルテペ文書には、北部メソポタミアのアッシリアの商人の活動が記されている。アッシリア商人は紀元前1900年から紀元前1750年にかけて、ヒッタイト支配下のアナトリアにカールムと呼ばれる居留地を作り、織物や錫との交換で貴金属を調達した。アッシリアの文化はアナトリアに影響を与え、ろくろを使った土器、金属加工技術、文字などが伝わった。アッシリア商人はヒッタイトの鉄に関心を示して、粘土板には鉄が金の40倍の価値があるといった記録も残している。交易の増加にともなって、共同出資や債権管理の法体系が整った。

#### ペルシア

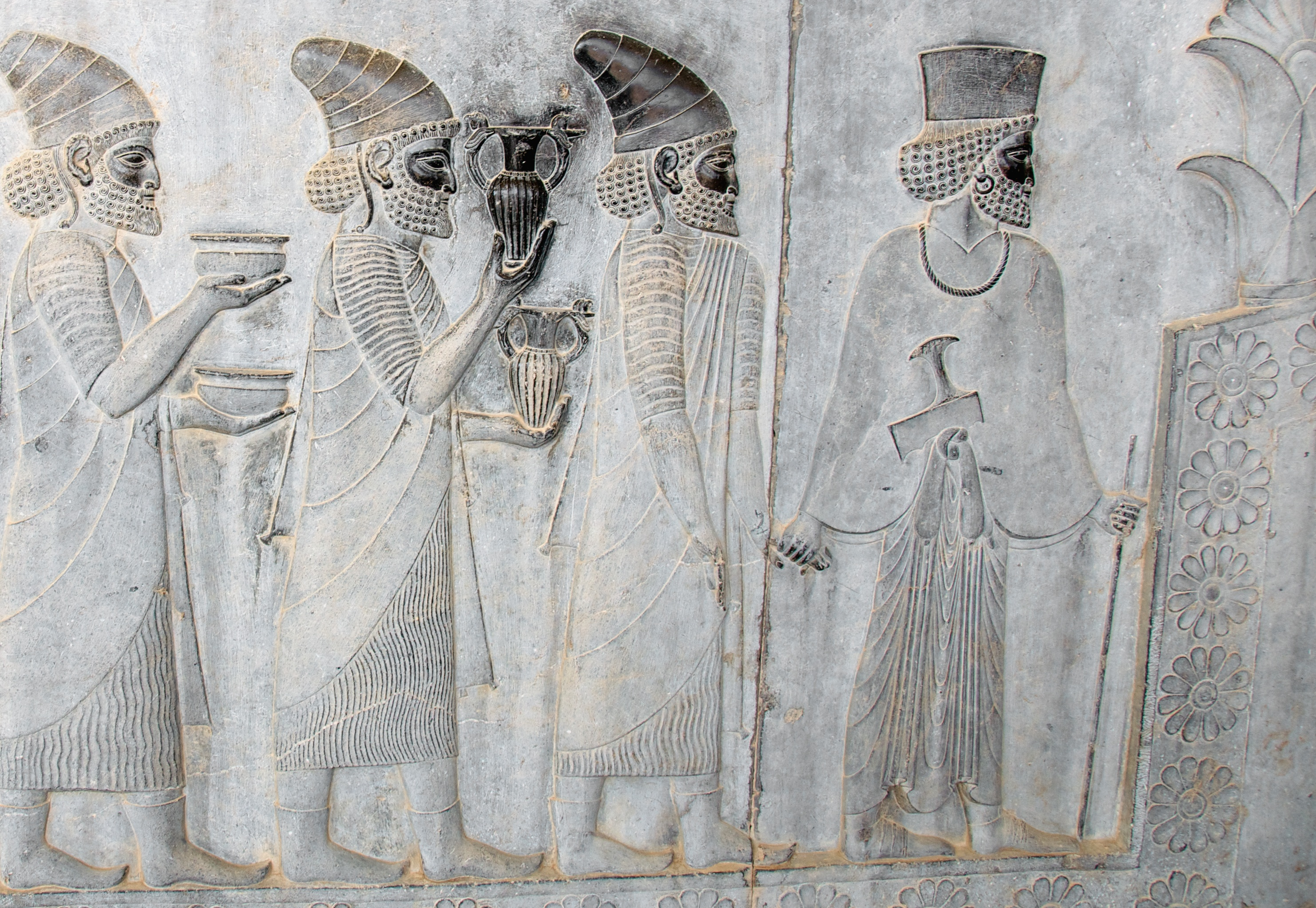
アケメネス朝への貢納使節。アパダナの壁画

紀元前7世紀のアケメネス朝は、西はエジプトから東はガンダーラにわたって領土として、公道として王の道を整備する。そして徴税を担当する総督、軍事を担当する司令官、皇帝直属の監察長官を各地に派遣した。紀元前6世紀にはエジプトからインドに至る海上貿易で各地の産物も取り引きされた。王都だったスーサには、木材がガンダーラやカルマニア、瑠璃と紅玉がソグディアナ、金はバクトリア、象牙がエチオピアやインドからもたらされた。その他にもインドの香辛料、北ヨーロッパの琥珀、カルタゴの織物などがあった。謁見の間であるアパダナには朝貢図の壁画があり、各地からアケメネス朝を訪れてくる民族と、その貢物が描かれている。

#### アラビア半島
アラビア半島では、乾燥した気候のもとで遊牧・牧畜と農耕が行われ、対照的な生業が交易の原因にもなった。都市は遊牧民と農民を交易で結びつけ、遠距離交易と市場の仕組みも発達する。661年にアラビア半島で成立したイスラーム帝国のウマイヤ朝は、ダマスカスを首都としてローマ帝国の制度を取り入れ、中央アジアからイベリア半島にいたる地域を征服した。商業を重んじるイスラームは貿易に影響を与え、のちのアッバース朝の時代に急速に拡大する。

### インド洋、ペルシア湾

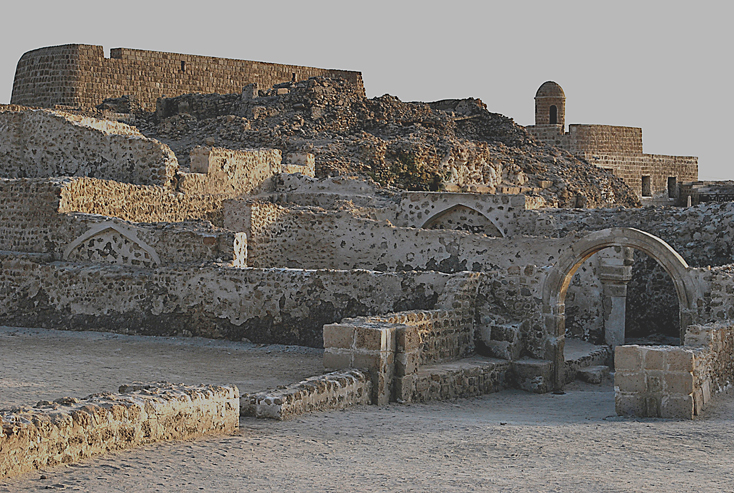
ディルムンの中心地だったとされるバーレーン要塞

紀元前27世紀頃には、メソポタミア文明とインダス文明が海上貿易を行っていたとされる。貿易品はインド洋やペルシャ湾を経由して運ばれ、インダスの名産だったカーネリアンのビーズがメソポタミアで発見されている。アッカド語でメルッハと呼ばれた土地が、インダス文明を指すのではないかという説がある。一方でインダス側にはメソポタミアとの交渉を示す証拠が少なく、インダス文字が解明されていない点も調査を困難としている。インダスとメソポタミアの貿易の中継地としてディルムンが知られ、インダスの装飾品の他にメソポタミアの大麦、青銅、木材が取り引きされていた。アッカド期のメルッハからは、砂金、銀、ラピスラズリ、カーネリアン、青銅といった鉱物のほかに、珍しい生き物としてクジャクなどがもたらされている。

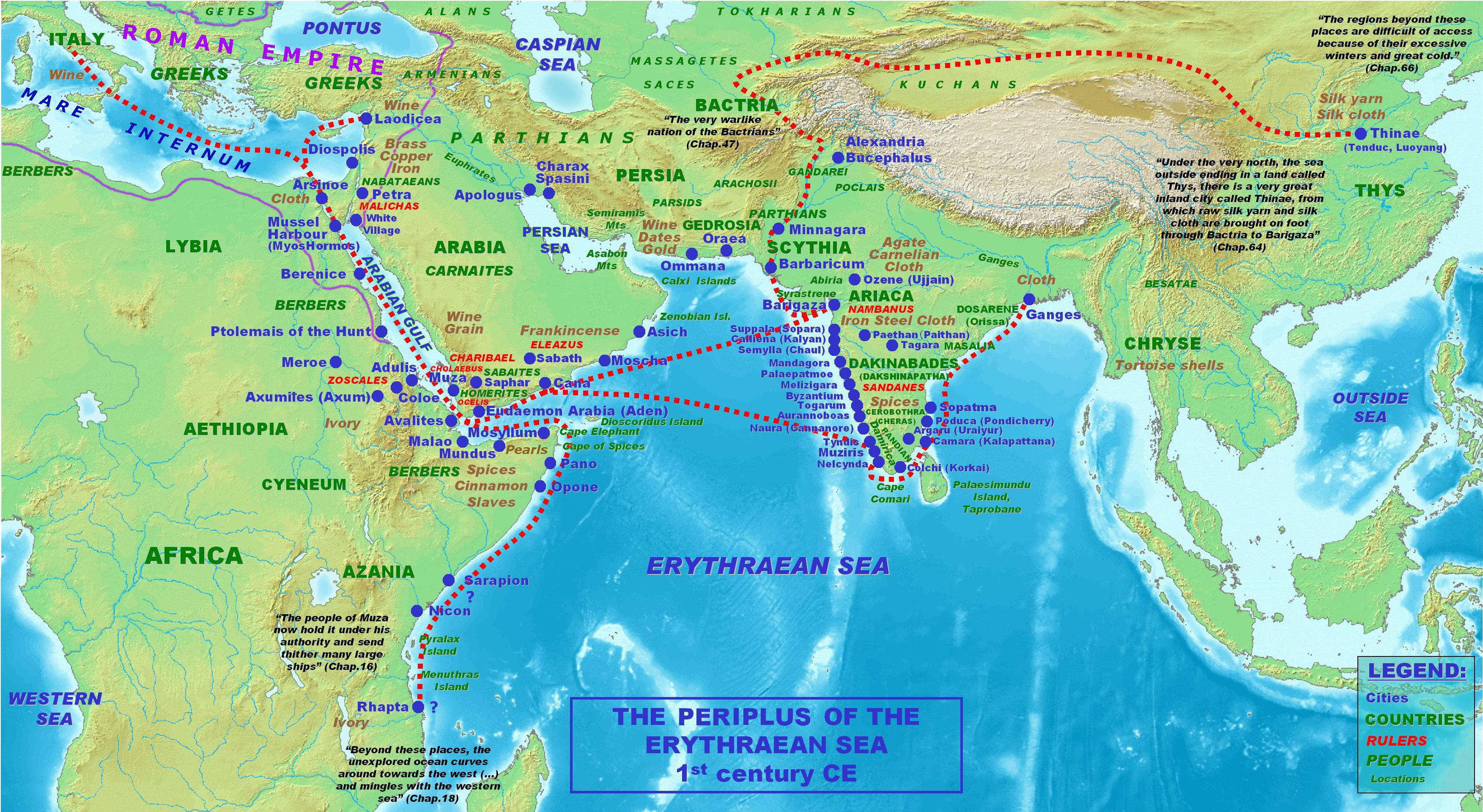
エリュトゥラー海案内記に基づいた1世紀のローマ・インド間貿易のルート

紀元前13世紀からは、アラビア半島南部のサバア王国をはじめとする国が、インドの香料をエジプトやシリアに運んでいた。インド洋の西部では、季節風が4月から9月にかけては南西から北東、11月から3月にかけては北東から南西に吹く。1世紀から2世紀には、アエギュプトゥスに住むギリシア人が、貿易商人のための案内書として『エリュトゥラー海案内記』を書いている。この書では、エリュトゥラー海を指す紅海だけでなく、アラビア海、ペルシア湾、インド洋も含んでいた。案内記によれば、ギリシア人の船乗りであるヒッパロスが季節風を利用する航路を開拓したためにヒッパロスの風とも呼ばれた。

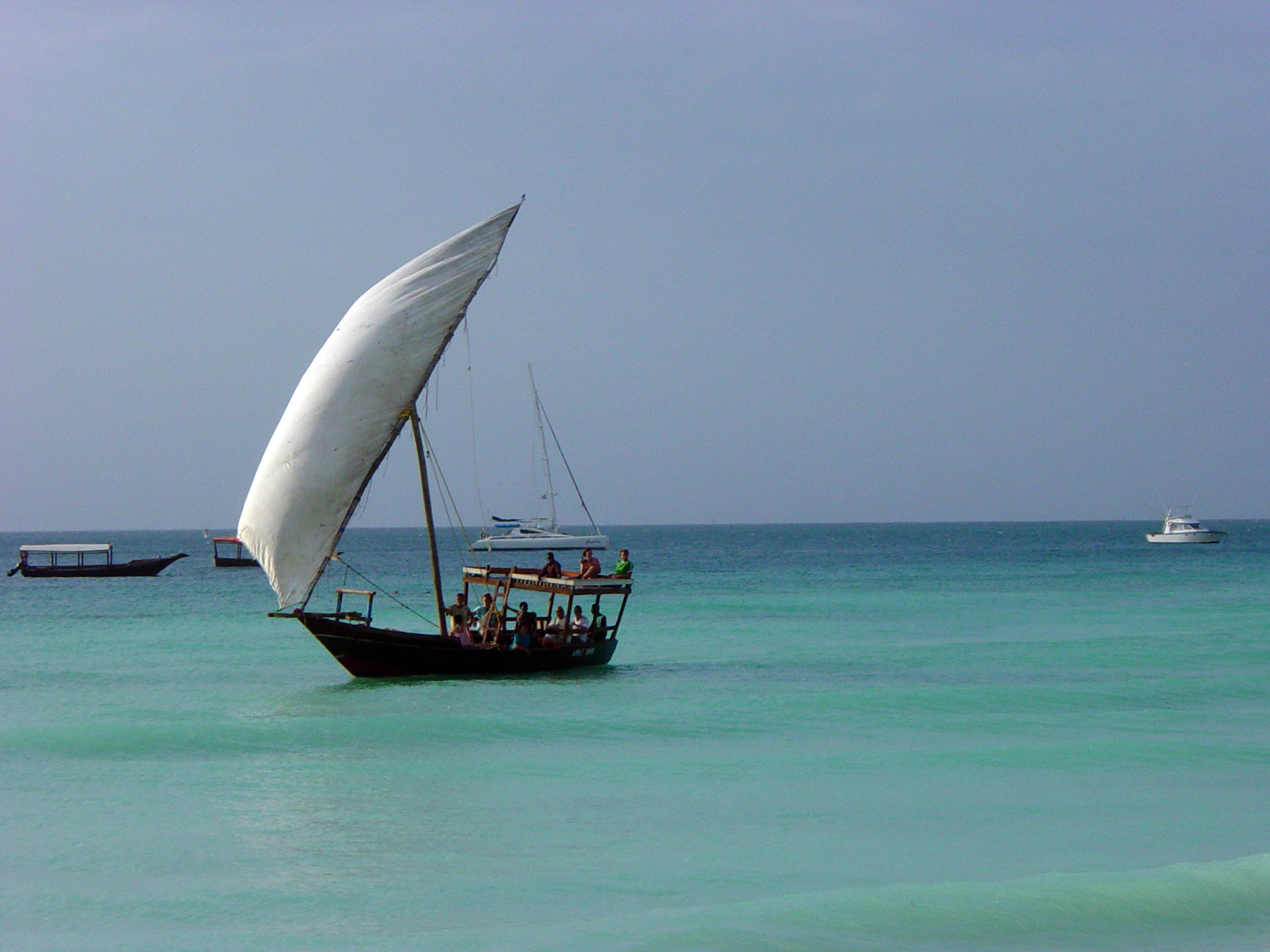
ダウ船（ダルエスサラーム付近）

季節風の利用で貿易が活発となり、インドからアラビア半島、東アフリカまでをつないだ。モカをはじめとするアラビアと東アフリカの港町をつなぐ航路ではダウ船が用いられ、タンザニアからオマーンまでの約4000キロメートルの直行には3週間から4週間かかった。東アフリカから輸出されたのは シナモン、乳香、象牙、サイの角、鼈甲などで、アラビアからアフリカへ輸出されたのは武器、ガラス製品、ワイン、麦などであった。地中海とインド洋のあいだの貿易は1世紀末には衰退するが、インド洋とアフリカを結ぶルートは貿易以外にも用いられ、4世紀から5世紀にかけては東南アジアのマライ系や太平洋のオーストロネシア系の人々が東アフリカへ移住する。移住者によって、米、バナナ、サトウキビ、イモ類がアフリカに伝わった。

### 南アジア、東南アジア

#### インダス文明

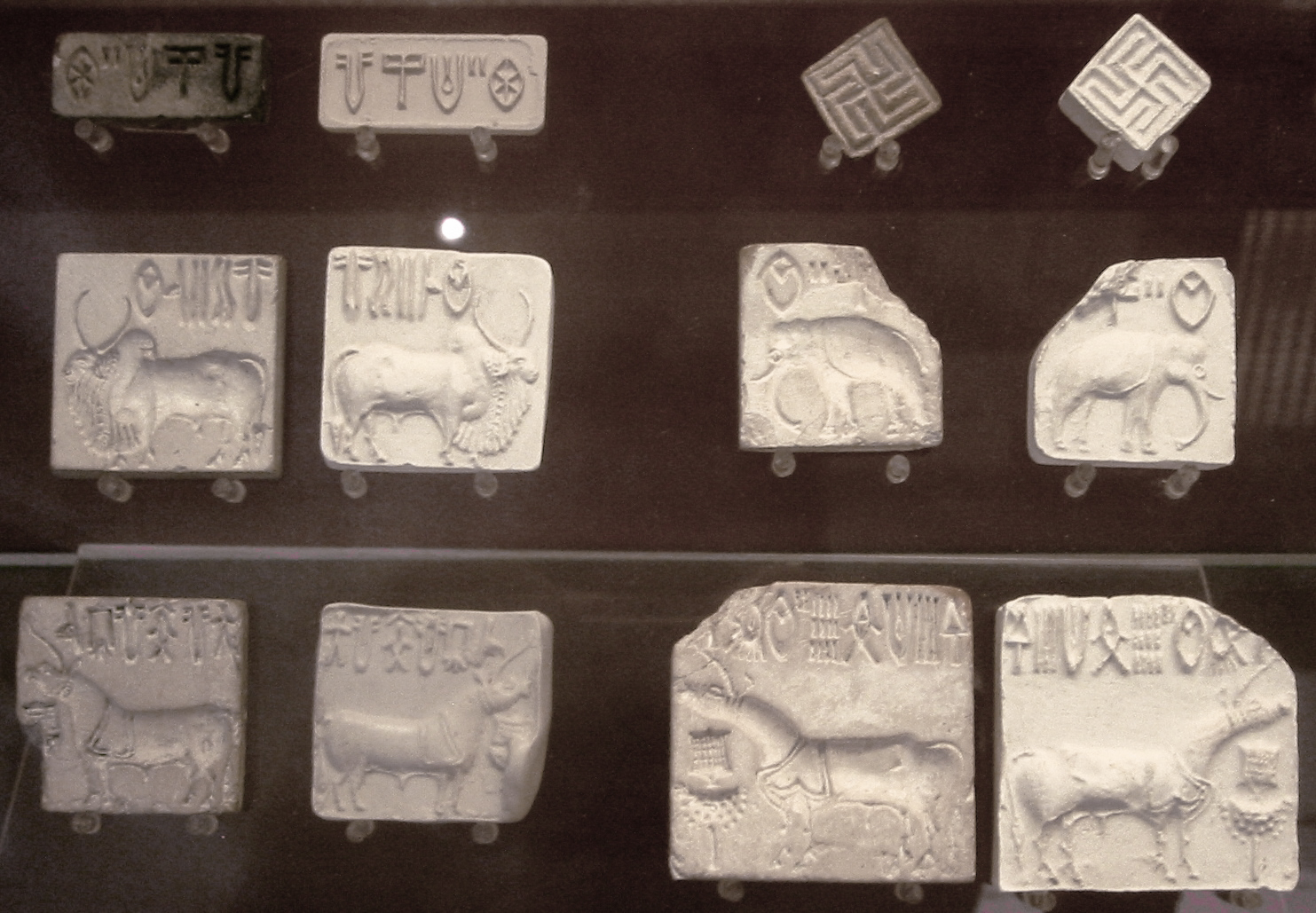
インダス式印章

インダス文明が最盛期を迎えた紀元前2600年から紀元前1900年には、海水面が現在よりも約2メートル高く、内陸部に海岸線があった。インダス川の流域から離れているグジャラート地方やマクラーン地方の集落や都市の多くは当時の海岸線に近く、大河を利用した大規模な灌漑農耕ではなく海上貿易で生活していたとされる。グジャラート地方では良質のカーネリアンを産出して、重要な貿易品にもなった。ドーラビーラはインドと西アジアをつなぐ貿易都市として繁栄して、カーネリアン製ビーズの工房もあった。ロータルには巨大なプール状の施設があり、海洋生物の痕跡やメソポタミアの産物が発見されたことから、交易港のドックだったとする説もある。ドーラビーラやロータルでは、ペルシャ湾沿岸に多い円形の印章も発見されている。メソポタミアに輸出されていた装飾品やインダス式印章の原材料は、インド内陸の各地から遠距離交易で都市へと集められて加工された。陸路には牛車を運搬に用いたほかに、カッチ湿原の周辺では家畜ロバとインドノロバとの雑種を交易に利用していた説もある。

#### 十六大国時代
コーサラ国やマガダ国の時代には、チャンパー、ウッジャイニー、ラージャグリハ、ヴァイシャーリー、ヴァーラーナシー、シュラーヴァスティーなどの都市が栄え、グリハパティと呼ばれる有力者が経済の中心だった。グリハパティは家長を意味する語で、その中でもシュレーシュティンと呼ばれる富裕者やサールタヴァーハ（交易商）らが交易を行い、隊商で国境を越えて活動した。交易品にはヴァーラーナシーの織物、象牙、ガンジス川の高級土器である北方黒色磨研土器、貴金属や宝石、資材や食料が扱われ、この時期に金属貨幣の使用も始まっている。ガンジス川中流の新興都市の商工業者は、シュレーニーやプーガと呼ばれる同業者団体を作った。ヴァルナ制度において商人は第3階級とされ、司祭階級のバラモンからは軽視され、商人がのちの仏教やジャイナ教を支持する一因ともなった。シュラーヴァスティーの祇園精舎も、王侯や商人の寄進によって建てられている。

#### マウリヤ朝以降
マウリヤ朝は官僚制度を整え、その経済政策は『実利論』にも記されている。整備された交易路や交易港は、マウリヤ朝の滅亡後も利用された。北方のクシャーナ朝はシルクロードの一部を押さえ、ガンジス川流域ではグプタ朝の建国までにいくつもの王国が成立した。デカン高原のサータヴァーハナ朝は西方との貿易が盛んで、1世紀頃にはギリシア人やアラビア人が訪れた。中国の絹はガンジス川河口からの海上ルートでも運ばれた。南インドのチョーラ朝は海上貿易でローマに胡椒、絹、綿布、宝石などを輸出し、ローマからワインを輸入し、傭兵にはギリシア人がいたとされる。当時の港湾都市のアリカメドゥでは、ローマの商館跡からアンフォラやガラス製品が発見され、南インド沿岸各地からはローマの金貨も発見された。ギリシア人などの西方人はヤヴァナと呼ばれた。グプタ朝の時代にはローマが紅海のルートを押さえられたため来航が減るが、グプタ朝はベンガルを支配下におき、西アジアや東南アジアとの貿易は続いた。6世紀にはグプタ朝末期の混乱で大都市間の交易が減り、海上貿易もアラブ人やペルシア人に代わられていった。

#### 東南アジア

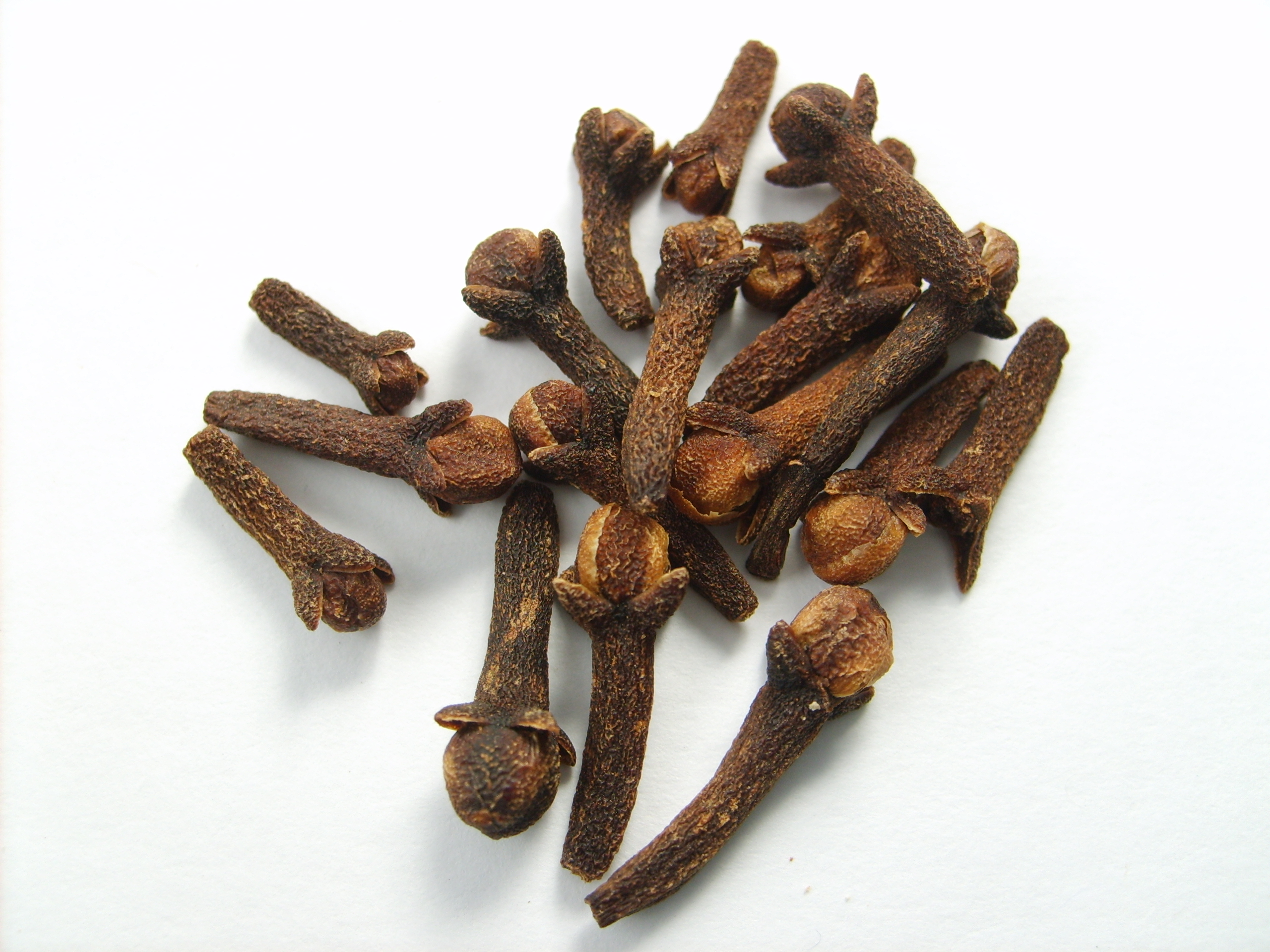
干したクローブ。その形から丁子とも呼ばれる

東南アジアでは、自給的な山地と外部と交流をする港市は異なる経済圏だった。香辛料は山地の森林で産するものが多く、山地の住民は王国への賦役や人頭税として産物を納めていた。その産物が海岸へ運ばれて、管理貿易で輸出されるようになる。港市には首都を兼ねているところもあった。メコン川やチャオプラヤ川の下流に建国された扶南国は中継貿易の中心地となり、ボルネオやスマトラの金やモルッカ諸島のクローブを集め、オケオを中心として港湾都市が栄えた。モルッカ諸島の香辛料であるクローブや、コショウ、 シナモンは、紀元1世紀頃には知られていた。クローブは釘に似ている形から丁子と呼ばれてマライ系民族が運び、コショウやクローブは唐まで輸出されていた。6世紀の梁の『梁書』には、モルッカとされる馬五国の記述がある。インドと中国を結ぶ貿易ルートとしてマラッカ海峡が重要であり、7世紀からはスマトラ島のシュリーヴィジャヤ王国が海峡を支配下に置いた。

### 中央アジア、北アジア

#### 遊牧民とオアシス都市

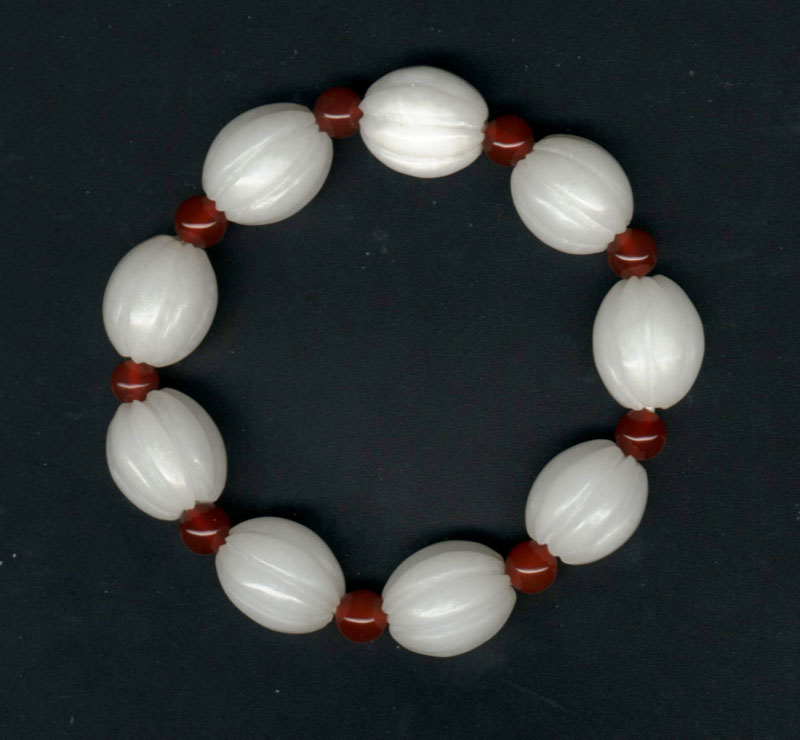
ホータンで産する和田玉

現在シルクロードと呼ばれているルートは、最古は玉（ぎょく）の道だったとも言われている。古代中国では軟玉と呼ばれる翡翠を用いた玉製品が珍重され、紀元前2000年には玉器の貿易が行われていた。軟玉はタリム盆地のホータンで産出され、紀元前1500年には楼蘭が中継地となって蘭州や藍田に運ばれた。中央アジアや西アジアのオアシスでは灌漑農耕が行われ、用水路や地下水路のカナートの建設が進み、紀元前1000年にはオアシス都市が成立して貿易の拠点になった。軍事面に優れた遊牧民と、経済面に優れたオアシス都市とは互恵的な関係を持つようになる。遊牧民は軍事的な庇護を提供して、オアシス都市は食料や人畜を提供した。遊牧民の使節は隊商も兼ねるようになり、オアシス都市や使節に同行する商人にとって遠距離交易の機会が増えた。
紀元前7世紀には南ロシアの遊牧民であるスキタイが、メソポタミアやエジプトへ進入を繰り返した。スキタイは東西交易を行い、黒海のアゾフ海から中央アジアのイッセドネスまで、ステップ地帯を横断するルートが伸びた。スキタイではギリシアの影響を受けた工芸品も作られ、素材には黄金や金銀の合金であるエレクトラムが用いられた。

#### 絹馬交易
紀元前4世紀からは遊牧民の匈奴が西域を支配した。中国では翡翠と交換するための絹の輸出が増え、交易を行っていた月氏は絹の民族とも呼ばれたが、匈奴に征服される。匈奴は河西回廊の貿易ルートに軍を置き、華北で秦と交戦する。その一方で東方とも盛んに交易をして、絹を入手するために馬を送ったため、のちに絹馬交易とも呼ばれた。匈奴は東の中国から入手した絹を用いて西のパルティアと貿易を行い、西方の絨毯や装飾品と交換した。匈奴は紀元前2世紀にはタリム盆地を支配して、西域進出をする前漢と対立した。両者は和平し、前漢は匈奴に絹を貢納するとともに、王族の女性（公主）を匈奴王に嫁がせた。

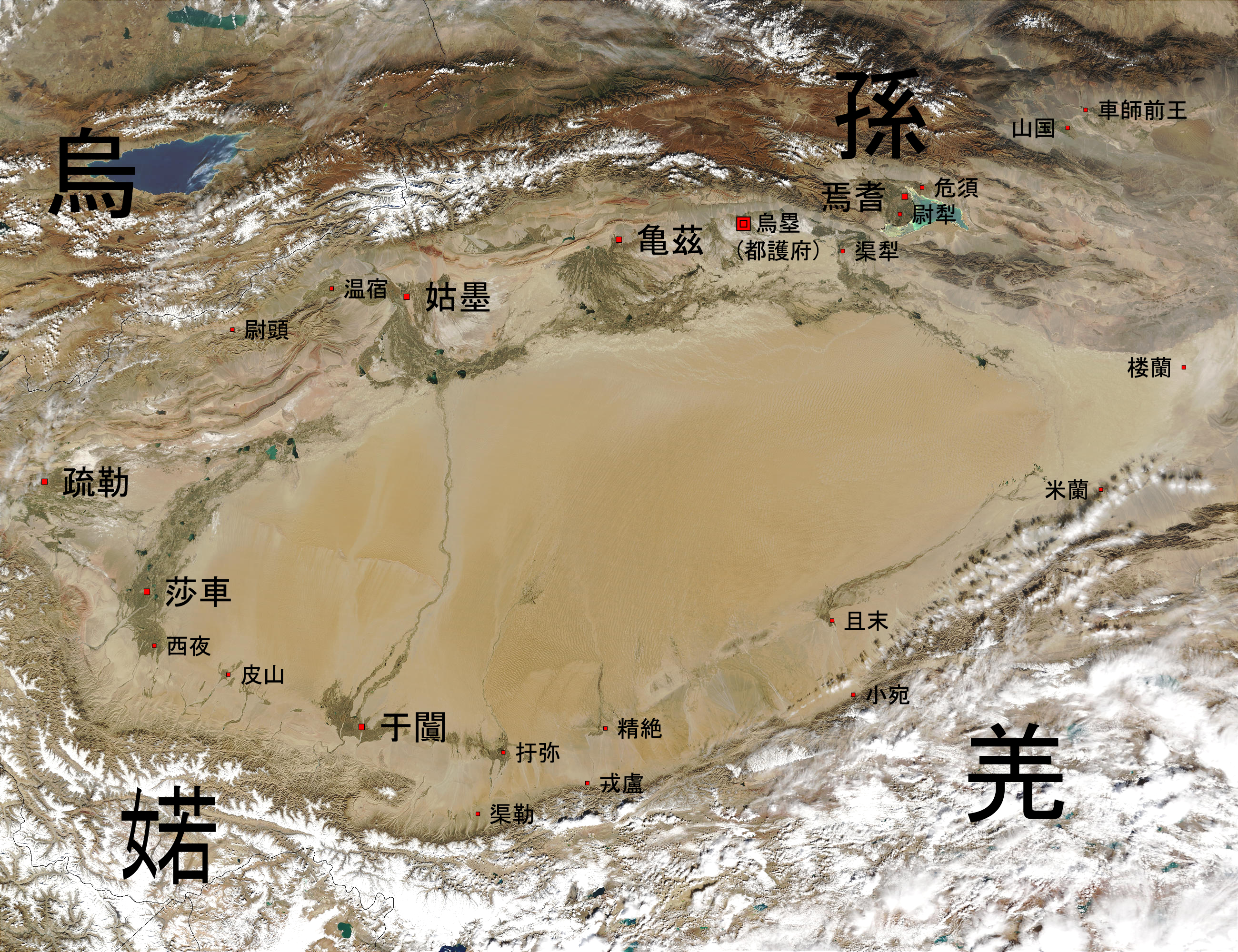
紀元前1世紀のタリム盆地の西域諸国

紀元前1世紀には匈奴が内紛で影響力を弱めたために漢の西域経営が安定して、東西貿易が活発となる。漢からの輸出品では絹が最も重要であり、漢とパルティアが直接に取り引きを行うようになると流通が増加し、絹は西方ではセレスの名で知られた。ローマ帝国の博物学者プリニウスや、天文学者・地理学者のプトレマイオスもセレスについて記しているが、絹の製法はビザンツ帝国のユスティニアヌス帝の時代までヨーロッパでは知られていなかった。
東西貿易はオアシス諸国の技術や文化の向上につながり、人口も増加して55カ国となった。5世紀頃からはソグド人がモンゴル高原や華北での貿易に進出して、交易拠点にコロニーを建設した。ソグド人は漠北、高車、突厥、ウイグルなどの王国でも働き、隊商の指導や官僚として重用された。青海地方では遊牧民の吐谷渾が青海路を支配して5世紀から6世紀にかけて東西貿易で利益を得たが、隋が吐谷渾を攻撃して西域四郡を設置した。6世紀から遊牧民の突厥が中央アジアを領内に収め、7世紀には唐が突厥にかわって進出して、駅道や通行許可証の制度を整えた。

#### 北方の交易圏
北方のオホーツク文化とコリヤーク文化の交易では、工芸品になるセイウチの牙、毛皮、青銅や鉄に金属製品が取り引きされた。オホーツク北岸のコリヤーク文化圏は夜叉国とも呼ばれ、夜叉国ではカムチャッカ半島で狩ったセイウチの牙を送って流鬼国から金属製品を入手した。オホーツク文化圏に属する流鬼国はサハリンに住むニヴフであり、地元で狩ったテンの毛皮や、夜叉から入手したセイウチの牙を送って、黒水靺鞨から金属製品を入手した。黒水靺鞨は中国の唐に朝貢をしており、流鬼から入手したテンの毛皮やセイウチの牙を唐へ送って回賜を受け取っていた。のちには流鬼国も唐へ朝貢を送るようになる。中国の北方では営州が異民族との交流で栄え、契丹や靺鞨が住んでおり、毛皮のほかに薬用人参やジャコウなどの物産も運ばれた。

### 東アジア

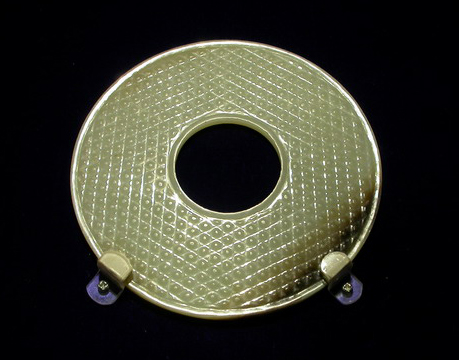
前漢時代の璧

軟玉の翡翠を用いた玉器は、琮や璧と呼ばれるものが紀元前22世紀から作られていた。殷の時代には装身具に用いる軟玉や、貝貨として貨幣にも用いられたタカラガイが遠方から運ばれていた。『禹貢』、『水経注』、『山海経』などによると、翡翠は中央アジアのほかに揚州、浙江、陝西といった中国各地でも産出した記録がある。タカラガイは熱帯や亜熱帯の海で生息しており、南方から運ばれていた。玉製品は秦や漢の時代に入るとさらに普及した。

#### 冊封と朝貢貿易

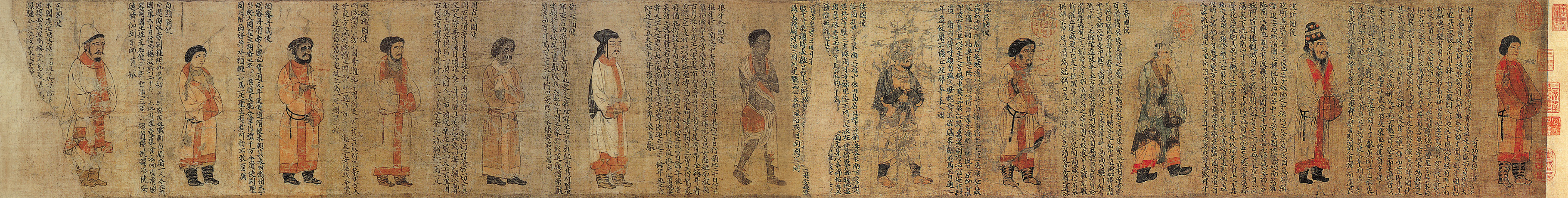
《職貢図》、6世紀の梁朝

冊封とは、中国皇帝が周辺国と結ぶ外交関係であり、周辺国の君主は形式的に中国皇帝の臣下となるかわりに自治を認められた。中国の統治原理では、中央と地方の外には、少数民族の指導者を地方官に任命する間接統治があり、さらに外には異民族統治の藩部、朝貢による統治、相互関係の強い互市国、そして教化が及ばない化外という分類がされていた。冊封を結んだ国とは朝貢という形式で管理貿易を行い、周辺国は貢物として方物（礼物）を送り、中国は貢物よりも高価な回賜（褒美）を送った。朝貢をする国が遠方にあるならば、一定の周期で朝貢するように取り決める場合が多く、年期制と呼ばれた。朝貢は中国側にとって不利な貿易であったが、安全保障として役立った。冊封の体制は前漢の時代に整い、朝貢の制度は中国の周辺国でも行われた。たとえば奈良時代の日本は渤海国から朝貢を受けており、内モンゴルから華北にかけてを領土とした遼は、西夏などの国から朝貢を受けた。

#### 西域経営

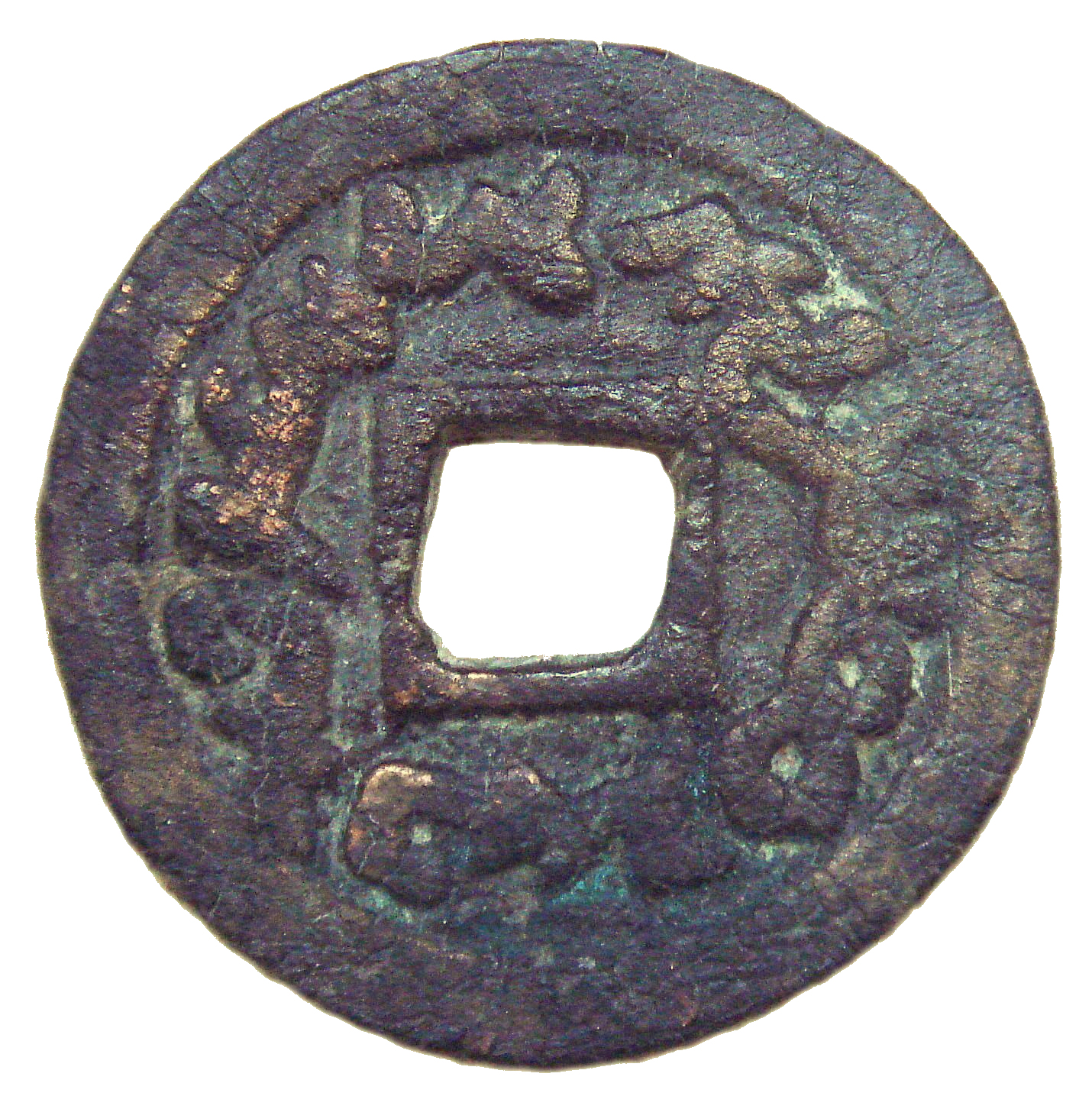
ソグディアナで鋳造された中国様式の硬貨

漢の武帝は、中央アジアの遊牧民である匈奴対策のために、月氏への使者として張騫を送る。張騫は当初の目的を果たせずに帰国するが、彼は西方の情報を武帝に伝えて、漢の西域進出のきっかけとなった。隋は6世紀から吐谷渾を攻撃して、西域での官貿易を再開して、長安や洛陽を訪れる隊商を歓待した。隋の西域経営は唐に引き継がれ、唐は都市と州府を駅道で結んで通行証にあたる過所を発行した。中央アジアにおける過所は隊商の許可も兼ねており、漢人の商人が西域の貿易に参加しやすくなった。唐は外来のソグド人を興胡という身分に定め、内地の商人である行客とともに課税対象とするかわりに過所を発行して通行を保証した。唐の駅伝制では、駅制は国都と州府の使者や緊急の情報伝達用、伝制は公用の交通や輸送として使われ、駅道は貢納、軍事、交易を支えた。絹の産地である河東、河南、剣南道から中央アジアに庸調の絹が送られ、8世紀の中央アジアでは絹が帛練と呼ばれて物品貨幣に用いられた。オアシス国家や遊牧民は、貿易ルートを唐に管理されることと引きかえに唐領内の交易に参加する機会を得て、唐の首都である長安にはソグド人の隊商が西域の産物をもたらした。ササン朝からはペルシアの宝石、香料、貴金属細工、織物などの物産のほかに衣食住の風俗や音楽も流入して、長安に住むペルシア系の人々は胡人と呼ばれた。7世紀にイスラームのカリフ国の攻撃でササン朝が滅び、アラブ軍はソグディアナも占領したため、多数のペルシア人やソグド人が長安に亡命した。

#### 海上貿易

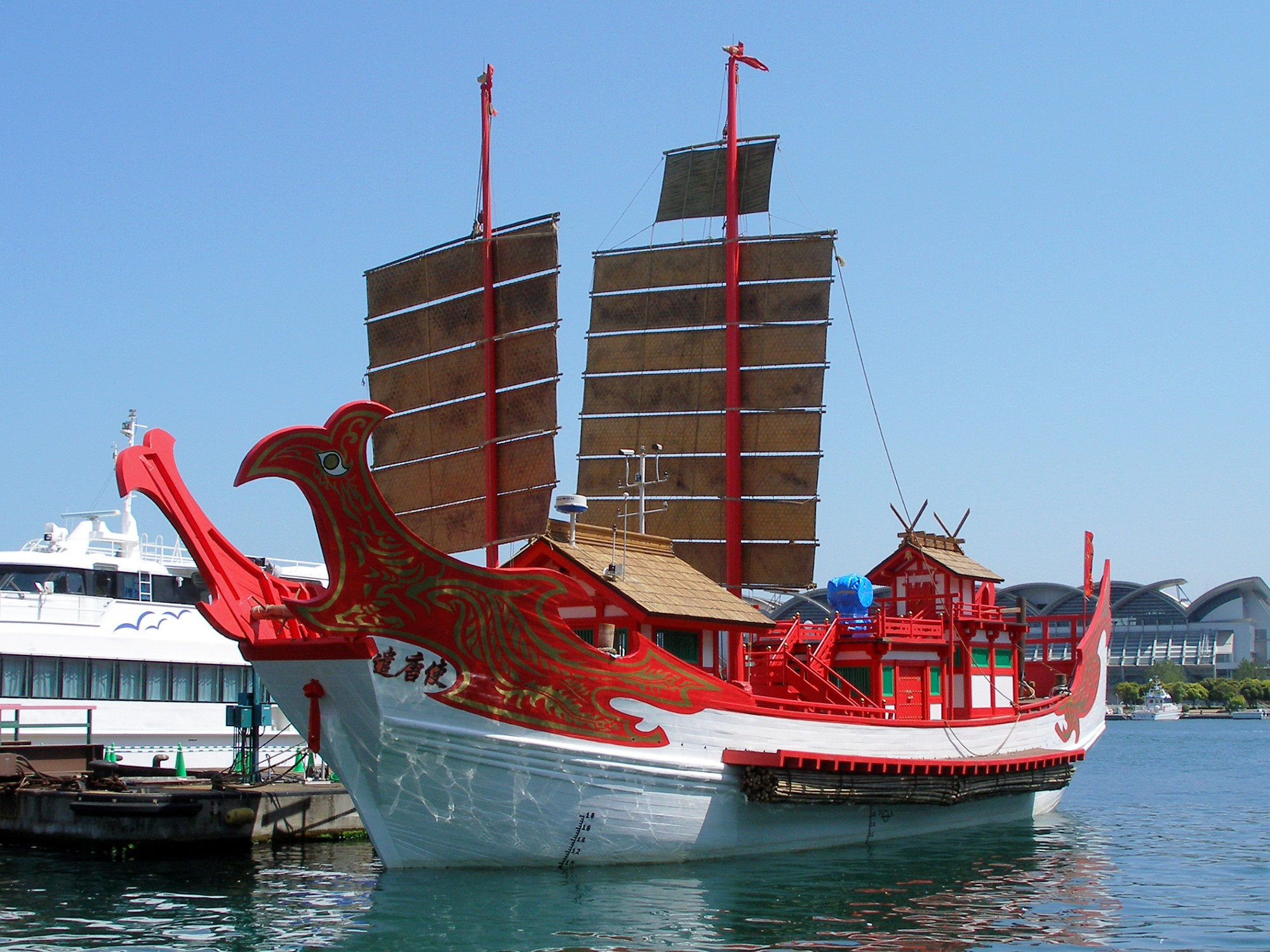
上海万博に際し復元された遣唐使船

前漢の時代には、海賈と呼ばれる商人が日南や黄支国に進出しており、『漢書』に記録がある。絹や金を運んで真珠や宝石、ガラス製品と交換し、移動には港ごとに地元の船を仕立てていたので長期の旅となった。唐の後半には海上貿易が盛んになり、海商と呼ばれる商人も現れた。交易港として栄えた広州、泉州、杭州をはじめとする港市には、海上貿易を管理する市舶司が設置され、イスラーム教徒の商人も訪れる。イスラーム商人は蕃坊に住み、広州に滞在する外国人は住唐と呼ばれた。
コショウ、クローブ、蘇芳といった東南アジアやインド洋の香料や染料が唐に輸入され、朝鮮の新羅はそれを中継貿易で日本へ送った。倭国時代の日本は、卑弥呼や5世紀の倭の五王が中国と冊封を結んでいるが、のちの時代の天皇は結んでいない。ただし遣隋使や遣唐使は、中国では朝貢として記録された。日本は600年に遣隋使を派遣して、838年の最後の遣唐使を送るまで朝貢は続いた。安史の乱ののちは唐の勢力が衰え、新羅では張保皐のように貴族や軍の指導者から私貿易を始めて富を得る者も現れる。唐の商人も私貿易に参加して、唐の商船には新羅や日本の乗員もいた。日本の朝貢品は絁、真綿、銀など国内で納税されたものが中心で、当時は物品貨幣として使えるものが中心で、のちに和紙や砂金が加わる。輸入品には漢籍や仏典などの書物、美術工芸品、薬物と香料がある。ミカンや茶のように食文化や喫茶文化に影響を与えたものもあった。遣唐使が停止したのちも交流は続き、874年の入唐使では外交使節や外国商人ではない役人も香料や薬物を求めて貿易に関わっていた。日本への輸入品は宝物として正倉院に収められて、唐物とも呼ばれて重宝された。

### アメリカ

#### メソアメリカ

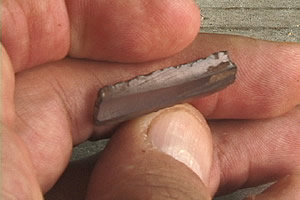
黒曜石の刃物の断片

メソアメリカ文明は、寒冷な高地と、熱帯の低地に大きく分かれる。石器を発達させたマヤ文明では、道具や装身具に用いる石材の交易が盛んで翡翠や黒曜石が重要な品とされ、ほかに装身具となるケツァールの羽根や、低地で産するカカオも珍重された。ただし、メソアメリカには運搬に適した大型の家畜や車輪が存在せず、人力で運ばれたため、穀物のようなかさばる物資の貿易には制約となった。2世紀から6世紀にかけてのメキシコ中央高地では、テオティワカンが黒曜石の交易で繁栄した。
マヤ地域の南東部のモタグア川は上流で黒曜石、中流で翡翠を産出して、高地と低地をつなぐ交易路となった。モタグア川が合流するコパン川流域では、3世紀から8世紀にかけてコパンが黒曜石を低地の都市に輸出して発展した。コパンは高地のイシュテペケから黒曜石を採掘して主に刃物として用いており、中でも緑色黒曜石が珍重された。また、コパンには生息しないウミギク貝が翡翠とセットで発見されており、地域間の広範な交流や交易が存在したとされる。コパンは738年に属領であったキリグアとの戦いに敗れて、交易路の支配権を失う。古典期マヤ文明は8世紀に衰退し、かわってプトゥン・マヤ人がユカタン半島で海上貿易のルートを開拓する。

#### 南アメリカ

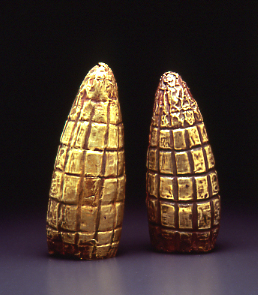
モチェ文化の黄金のトウモロコシ像

アンデス文明は、砂漠が広がる乾燥した海岸地帯と、植生が多様な山岳地帯に大きく分かれる。紀元前2000年から1700年にかけてリャマの家畜化が進み、紀元前1500年から紀元前1000年には海岸と山岳の間で交易が行われた。標高差が激しく環境が変化に富むアンデスでは、垂直統御とも呼ばれる習慣を用いて物資を入手していた。これは生態系が異なる標高の土地へ出向いて、地元にない資源の収集や作物の栽培などを行うというものだった。
山岳地帯のラ・ガルガーダ遺跡では、エクアドルの海岸に生息するウミギクガイで作った装飾品や、アマゾンのインコの羽根が発見されている。紀元前8世紀から5世紀には黒曜石の石器や金製品も交易品に加わり、紀元前4世紀から2世紀からはリャマが運搬に使われて物資の量が増えた。1世紀から7世紀の海岸に存在したモチェはアンデス最初の国家とも言われ、金属の装飾品、精製土器、トルコ石が交易品に加わった。5世紀から7世紀にかけてウミギクガイの出土が急増しており、貝は豊作や豊穣の儀礼に用いられることから、地域の乾燥化との関係も指摘されている。

## 中世
8世紀には、アッバース朝によって西アジア、アフリカ、ヨーロッパまでの貿易ルートがつながった。13世紀には、モンゴル帝国のもとでシルクロードの東西が初めて統一されて、東アジア、アフリカ、ヨーロッパまでの貿易ルートがつながった。こうした交通網の発達は、貿易にまつわる制度や文化の交流ももたらした。

### 西アジア

#### イスラーム帝国

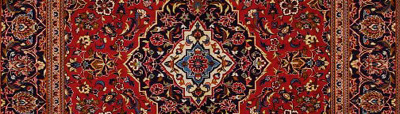
伝統的なペルシア絨毯

ウマイヤ朝を滅ぼして成立したアッバース朝は、メソポタミア平原のバグダードを首都としてサーサーン朝の制度を取り入れた。広大な領土の交通がバリードという駅伝制で整備されると、流通が改善して農業や手工業の商品化が進んだ。農業ではサワードと呼ばれる平野で商品作物が作られ、穀物はエジプトなどの穀倉地帯から自給が困難な地域へと運ばれた。都市では繊維製品の特産物が増え、エジプトの亜麻布、クーファやシーラーズの絹織物、ペルシアやアルメニアの絨毯が有名となる。こうして高級品のほかに穀物や繊維製品の流通も盛んとなった。都市の商業施設が充実し、隊商の宿と倉庫を兼ねたキャラバンサライと、仕入れたものを売るスークやバザールが組み合わせて建設された。外部の人間を一時的に保護して、旅人に食料や宿を提供する互助的なジワール制度もあった。大都市には、ジワールを巡礼や学問に利用する者も多数おり、ムジャーウィルーンと呼ばれた。最盛期のバグダードは人口が100万人を超え、バスラ道とクーファ道にそって貿易用の大市場が設けられ、各国の産物が集まった。

#### 貿易ルートの発達

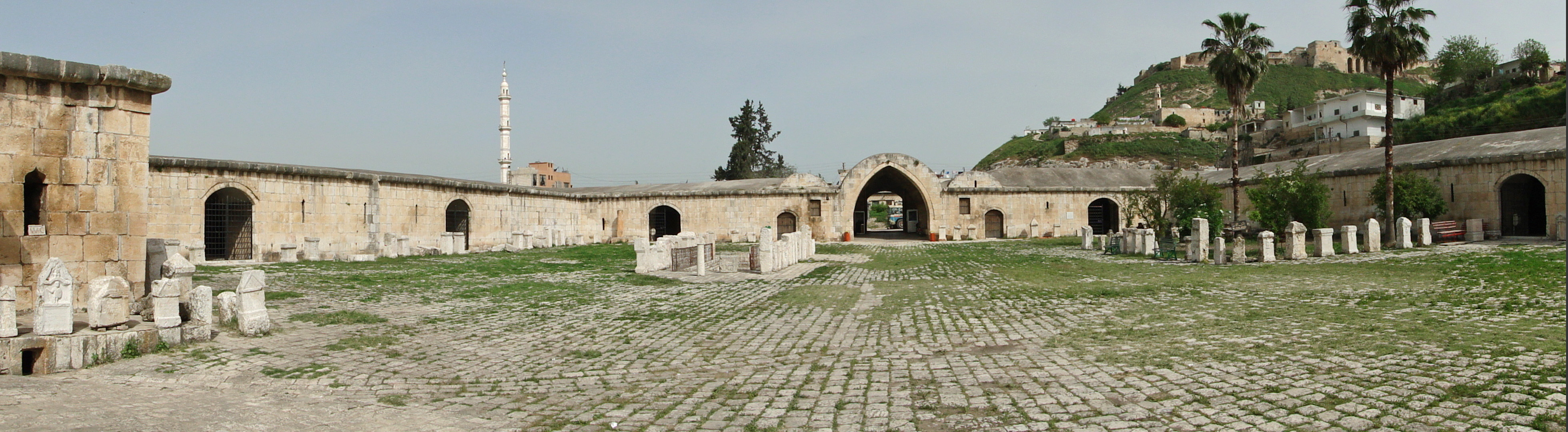
北シリアのキャラバンサライ

アッバース朝のもとで数々の貿易ルートがつながり、陸路と海路の結びつきも強まった。陸路ではラクダがアフリカの隊商にも導入され、海路ではダウ船が普及して、季節ごとに移動手段と方向が使い分けられた。こうして地中海ルート、紅海・インド洋・南シナ海ルート、イベリア半島からモロッコを経由するエジプトへのルート、シリアとイラク間の陸上ルート、ビザンツ帝国のコンスタンティノープルへのルート、フランク王国へのルートなどが存在した。地理学者であるイブン・フルダーズベの『諸道路と諸国の書』には、貿易ルートの商人たちの活動が記録されている。交通の整備は、イスラーム教徒のマッカ巡礼と密接な関係にあり、国家の巡礼キャラバンが組織されていた。商業のキャラバンは、巡礼キャラバンと同じルートを使うことで安全保障の費用を軽減した。巡礼キャラバンの時期に合わせて年市が開かれ、巡礼者と地元の商人や遊牧民との間で取り引きや情報交換が行われた。交通が緊密になると地理学や地理書も盛んになり、イスタフリーやイドリースィーの記録や世界地図を生み出した。旅行者の記録も増え、イブン・ジュバイル、イブン・ハウカル、イブン・バットゥータらが有名である。中でもイブン・バットゥータは、北アフリカのマグリブからマッカに至って中国まで旅をしたと語っており、当時の東西交通の活発さを伝えている。

#### 商業の振興

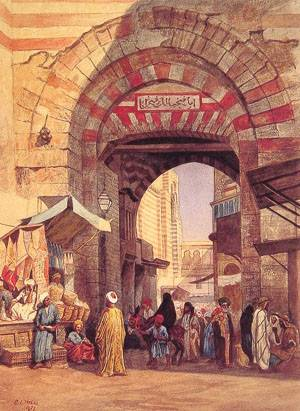
ムーア人のバザール

貿易をする大商人はタージルと呼ばれ、イスラーム法のもとで貿易の制度も整えられた。出資者が事業家に出資する方法や共同出資が発達して、ユダヤ商人やキリスト教の商人との間でも用いられた。イスラーム経済では等価・等量交換を重視することから、ディナール金貨やディルハム銀貨の重量が保たれ、ヨーロッパでも信用の高い貨幣として扱われた。遠隔地貿易の代理人としてアラビア語のワキール、ヘブライ語でバーキードと呼ばれる者がおり、イスラーム商圏で紛争処理、商品保管、仲介などを行った。ワキールにはイスラーム法の知識が求められるため、法官のカーディーが務めることも多かった。アッバース朝以降には商業書も多数書かれ、中でもディマシュキーの『商業の功徳』が有名である。ディマシュキーは、取り引きや品質管理についての経営論、商人の類型なども論じた。ディマシュキーは商人について、倉庫業者で卸売をするハッザーン、運送業者で遠距離交易をするラッカード、各地に代理店を作って買い付けをするムジャッヒズに分類している。『商業の功徳』は、のちにヨーロッパの商業学にも影響を与えた。

### 地中海、黒海
ビザンツ帝国軍とアラブ軍は8世紀から9世紀にかけて海戦を行い、シリア、エジプト、チュニジアがイスラーム王朝の統治下におかれた。アラブやシリアのイスラーム商人、ユダヤ商人、イタリア都市の商人が地中海貿易を活発に行い、イスラームのキラード制度によって、宗教が異なる者同士でも協力をして取り引きを行った。海上商人は武装商人でもあり、機会があれば他船を攻撃して略奪を行う場合もあった。地中海の縦断には1、2週間かかり、チュニスからリヴォルノまでは11日、コンスタンティノープルからアレクサンドリアまでは寄港を含めて2週間ほどで、地中海全域の横断には2、3ヶ月かかった。トゥルン・ウント・タクシス家の郵便事業は、ローマとマドリードを1カ月ほどで結び、重大な知らせは、さらに迅速に運ばれた。

#### シチリア
交通の重要地域で穀倉地でもあるシチリアは、イフリーキーヤのアグラブ朝の属領となる。イスラームの灌漑技術で耕地が拡大して、ヨーロッパで珍しかったレモン、メロン、綿花、パピルス、サトウキビといった作物も栽培され、イブン・ジュバイルやイドリーシーの記録では豊富な果樹園が特筆されている。養蚕も行われてパレルモを中心に絹を輸出して、中継貿易は11世紀に最盛期を迎える。12世紀にはノルマン人によってキリスト教徒の統治下となるが、シチリア王国のルッジェーロ2世はイスラームの制度を引き継ぎ、住民もイタリア人、ギリシア人、アラブ人、ノルマン人が併存した。アラブ人やギリシア人は宮廷の役人としても働き、領内のシチリア、南イタリア、チュニジアは緊密に交易を行い、ルッジェーロ2世は当時のヨーロッパで最も富裕な王とも言われた。1220年代に入るとイスラーム教徒の強制移住が行われて、灌漑技術は衰退した。

#### 東地中海、黒海
ビザンツ帝国との貿易で最も恩恵を受けたのは、ヴェネツィアだった。ヴェネツィアはアドリア海を渡るビザンツ帝国軍の輸送を担当したため、バシレイオス2世は992年にダーダネルス海峡に入るヴェネツィア船の基本税を30ソリドゥスから17ソリドゥスに減額した。
インド洋や陸路を経由して運ばれる香辛料は、イタリアの都市に大きな利益をもたらした。13世紀にはモンゴル帝国による戦乱ののちにモンゴルの地方政権によって交通が安全になり、黒海から中国へ向かう陸路の貿易も増えた。ジェノヴァやヴェネツィアは、モンゴル政権のイルハン朝やジョチ・ウルスと商業協定を結んで黒海から東方へ進出する。フィレンツェの商人ペゴロッティが1330年代頃に編纂したとされる商業書『商業指南』には、中国や黒海方面の貿易の記述が多く、タナから中国まで陸路で早ければ7、8カ月で到着すると書かれている。カッファやトレビゾンドはジェノヴァの拠点となり、本国と紛争にいたることもあった。黒海では穀物、塩、魚といった食料の物産に加えて、イタリア商人を中心に奴隷貿易が行われ、スラヴ系の奴隷はサカーリバと呼ばれた。
15世紀にはオスマン帝国がビザンツ帝国を征服して、地中海貿易は大きく変化する。オスマン帝国は東西の中継貿易に力を入れ、イタリアの都市国家は貿易ルートの支配が低下した。このためヨーロッパでは、地中海以外のルートを開拓する試みが活発となる。サファヴィー朝が建国されるとアルメニアや商人やギリシア商人の進出が増え、イスラーム商人は地中海やインド洋での活動が縮小していった。

### インド洋、ペルシア湾

#### 綿織物と香辛料貿易
インド洋は、イスラームが広まるとマッカ巡礼のルートとしても交流が活発となった。インド洋の貿易ではインド産の綿織物が質がよく、綿織物を入手するためにマラバール海岸、スマトラ、ジャワではコショウやカルダモン、セイロン島ではシナモン、モルッカ諸島ではクローブなどを輸出した。インド洋貿易における香辛料は綿織物と取り引きするための生産物であったが、香辛料がインド洋を横断して地中海に運ばれると珍重され、高値で取引された。そのためモルッカ諸島は香料諸島とも呼ばれた。地中海からインド洋への輸出品は銀を中心とする金属、工芸品、奴隷などに限られ、ヨーロッパでは毛織物も特産物として輸出しようとしたが成功せず、逆にインドの綿織物がヨーロッパで注目されるようになる。地中海からの輸出は品目が増えなかったため、取り引きされる香辛料の量も限られ、高価な状態が続いた。

#### 銀の流通
モンゴル帝国が中国からペルシアにかけて統治するようになると、ペルシアから中国にかけての海上貿易が増加した。キーシュ島やホルムズが海上貿易の中心となり、紅海やペルシア湾からの馬が重要な輸出品となった。インドは馬を大量に輸入して、中国からの銀を支払いに用いた。イスラーム諸国は10世紀から銀不足が続いていたが、東から西へと銀が流入するにつれて13世紀に銀不足は解消された。

#### ヨーロッパの進出

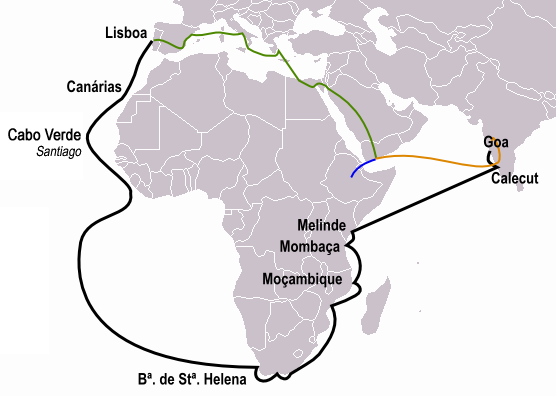
1498年のヴァスコ・ダ・ガマの航海ルート（黒）。緑線は通常のルート、橙線は1488年のペロ・ダ・コビリャの旅程、青線はアフォンソ・デ・パイヴァの旅程

地中海を経由せずに香辛料貿易で利益を得るために、ポルトガルはアフリカを周回してインド洋に達する航路を開拓する。ヴァスコ・ダ・ガマは喜望峰を通過して東アフリカのキルワ王国に着き、1498年にインドのカリカットに到着して、その後も2回の航海でコーチンに着いてポルトガルのアジア進出の基礎を築いた。しかしヴァスコや後任者は各地の行動規範や商慣習に従わなかったため、海賊の疑いをかけられたり武力衝突を起こした。商業ではなく軍事力で貿易を拡大する方法は、のちにアジアへ進出するスペイン、オランダ、イギリスなどのヨーロッパ諸国も用いた。

### 南アジア、東南アジア

#### インド
9世紀から15世紀にかけては、マニグラーラムや五百人組と呼ばれる商人ギルドが活動し、南インドのタミルの商人が中心となる。マニグラーラムはケーララの領主からの特権として、関税の免減、居住区での裁判権などを得ていた。五百人組は商人グループの連合組織であり、スリランカやスマトラで活動する一方、特定の品物だけを扱う商人や、個々の街の商人も含んでいた。13世紀からは綿布の生産が増えて手工業品の輸出も増える。南インドのパーンディヤ朝は中国の元と貿易を盛んにして、元の歴史書『元史』にもその繁栄が記録されている。パーンディヤ朝は中国との貿易で得た銀で、ペルシア湾から馬を大量に輸入して、それまでのインドで伝統的であった象と歩兵の編成から騎馬兵への移行がなされた。
15世紀のグジャラート・スルターン朝はインド洋貿易の統制をせず、ボーラ (イスマーイール派)やボホラと呼ばれるイスマーイール派の商人や、バニヤと呼ばれるヒンドゥー教徒やジャイナ教徒の商人たちが、グジャラートの綿織物やマラバールの香辛料を運んだ。グジャラートの港は古代から重要な中継地であり、9世紀から16世紀にかけてはカンバートが中心となった。グジャラート、コロマンデル海岸、ベンガルで生産される綿織物は、染色が容易で良質であり広く流通した。やがて綿織物はヨーロッパにも輸出されるようになる。

#### 東南アジア

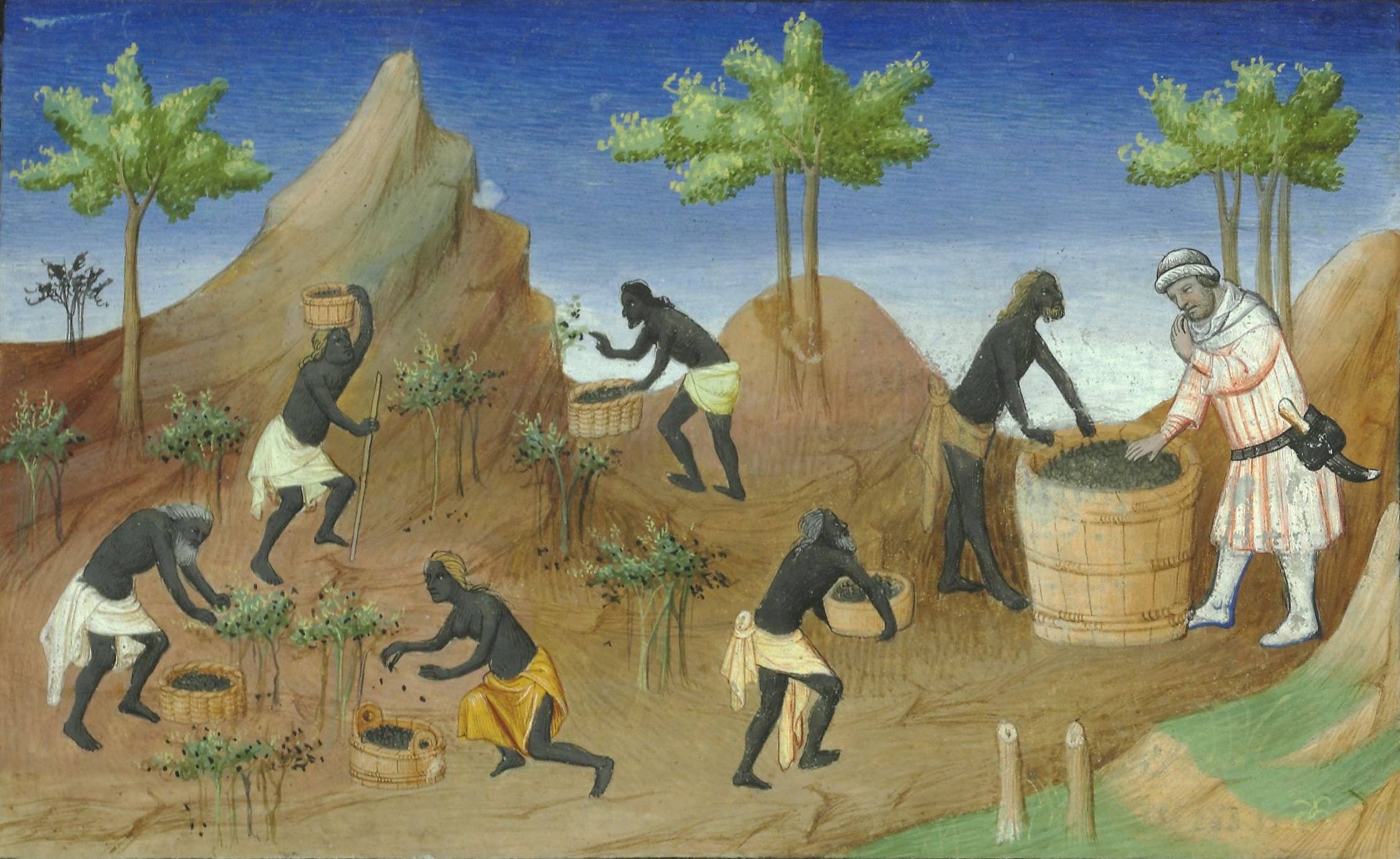
コショウの収穫。『東方見聞録』のフランス語版より

11世紀に中国の宋が海上貿易に進出し、東南アジアにも影響を与えた。南シナ海ではチャンパ王国で沈香の輸出が盛んになり、東インドネシア海ではフィリピンの三島、ミンドロ島の麻逸国、ブルネイの渤泥国が中継貿易を行う。クメール王朝は大陸の産物を輸出して、ジャワのコショウの流通はインド人、ジャワ人、マレー人、中国人が手がけた。モルッカ諸島の香料は、ジャワを経由してインドや中国方面へ運ばれた。
マレー半島の都市であるマラッカは、季節風の交差地点であるためインド洋と東南アジアをつなぐ中継地となり、14世紀にタイのアユタヤ王国から独立してマラッカ王国が成立した。マラッカ王国はアユタヤ王国との戦いにおいてイスラームが広まり、イスラーム商人が進出して中継貿易がさらに栄える。貿易の増加にともない、外国商人にシャーバンダルという役職を定め、出身地別に4人を任命して外国商人の管理にあたらせた。のちにマラッカはポルトガルに占領されるが、ポルトガルの占領政策でイスラーム商人の多くは去り、アチェ、アユタヤ、ジョホールへ移住した。

### ヨーロッパ

#### 南ヨーロッパ

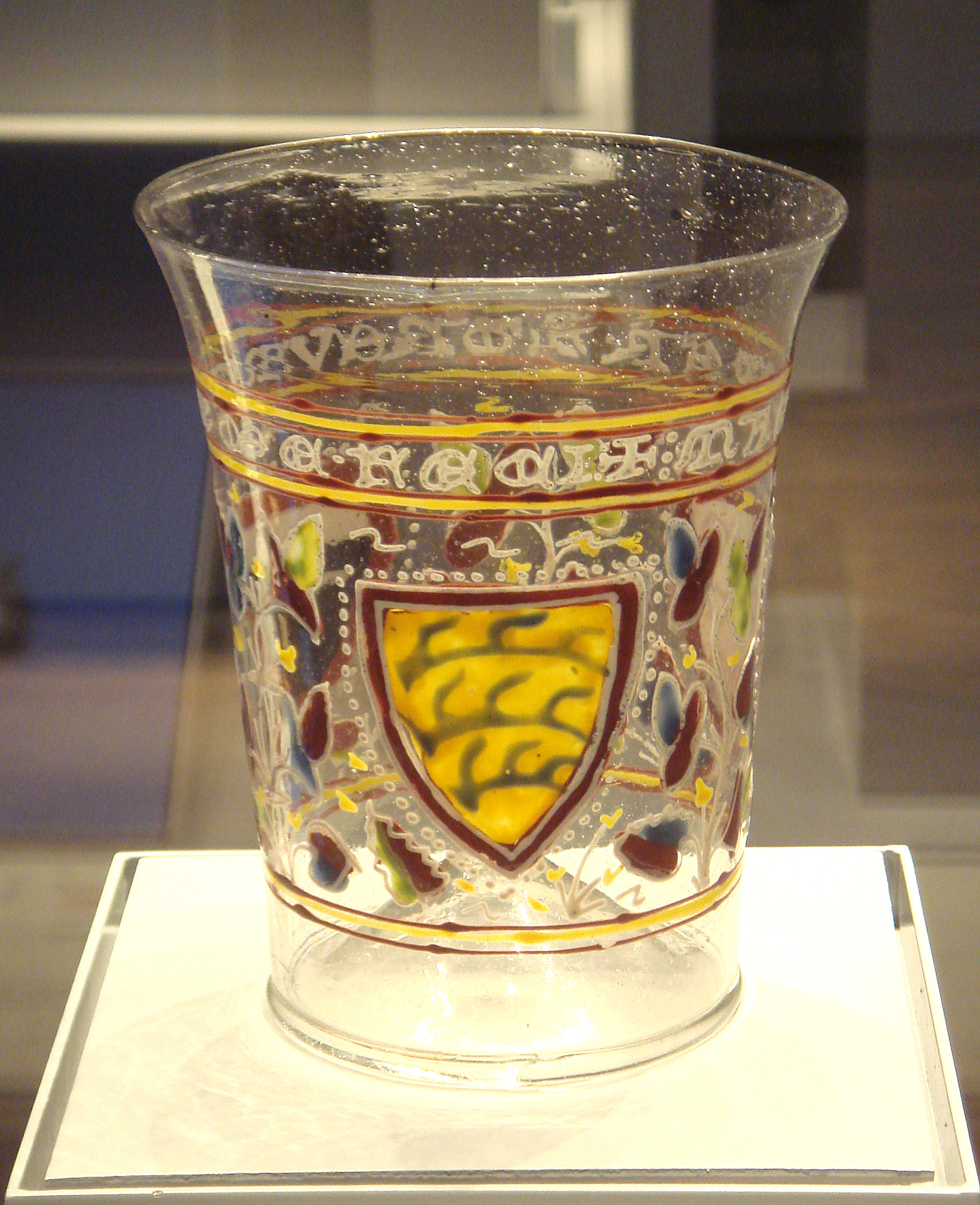
イスラーム技術と様式に由来するヴェネツィアン・グラス(1330年頃)

イタリア半島では、ヴェネツィア共和国、ジェノヴァ共和国、フィレンツェ共和国、ピサなどの都市国家や自治都市がビザンツ帝国やイスラーム世界と貿易をして栄えた。特にヴェネツィアは海上交易が必須とされる地理にあり、早くから生活のための食料貿易や漁業、塩業を行った。ヴェネツィアは国営のガレー船が定期航海をして高価軽量の商品を運び、私立造船所で建造した帆船でかさばる商品を運んだ。ビザンツ帝国法の影響を受けた商業金融としてコレガンツァが生まれ、コレガンツァによって能力のある者が資本を調達して商人となる機会が増えた。工芸や手工業も栄え、フィレンツェではイギリスから羊毛を輸入して毛織物を輸出し、ヴェネツィアではヴェネツィアン・グラスが発達した。十字軍の費用をイタリア都市が出したことがきっかけで、イタリア商人は北西ヨーロッパにも進出した。商人たちが安価な保護費用で活動できる都市は成長し、ノルマン王国が商人に重税を課したアマルフィのような都市では貿易は衰退した。ヴェネツィアが香辛料貿易で得る利益は他国に注目され、地中海以外の航路開拓のきっかけとなる。
貿易と金融を行う商業組織であるコンパーニアの支店が各地に広まるにつれて、管理が複雑化する。13世紀には財務管理のために複式簿記が導入され、14世紀には北西ヨーロッパでも使われるようになった。

#### アンダルス
イスラーム帝国のウマイヤ朝の王族は、アッバース家との争いで西方へ逃れる。ウマイヤ朝は北アフリカからジブラルタル海峡をへてイベリア半島の西ゴート王国を征服して、後ウマイヤ朝が成立した。イベリア半島はアンダルスと呼ばれ、イスラームの農耕技術や貿易で繁栄した。首都のコルドバは最盛期に人口50万人を超え、ヨーロッパの大都市となった。イスラーム政権下では、ズィンミーの制度でキリスト教徒とともにユダヤ教徒も保護されたため、ユダヤ商人がヨーロッパ各地から移住した。さまざまな奢侈品のほかに奴隷も貿易品となり、ヨーロッパ人の奴隷であるサカーリバも多数にのぼった。レコンキスタによってキリスト教国が成立すると、ユダヤ人はイベリア半島から各地へ移住してセファルディムとも呼ばれた。

#### 東ヨーロッパ
ビザンツ帝国では、コンスタンティノープルが陸海のルートの中心として貿易を行った。ただし、古代ローマからの伝統で、商売は自由人にはふさわしくないとされた。元老院身分をはじめとしてビザンツ帝国のエリートは土地に投資して、商業には関与しなかった。国家にとって必要物資とされた金、塩、鉄、貝紫色に染めた絹、兵器であるギリシアの火は輸出を禁じられており、絹は外交の贈与貿易に用いられた。そうした商業観がありつつも、エフェソスをはじめとして定期市は毎年開催された。7世紀にはロードス海法が定められて海事法が整備され、輸送で損害をこうむった商人は船主から補償額を受け取れるようになった。東ローマの法律は、ヴェネツィアにも影響を与えた。

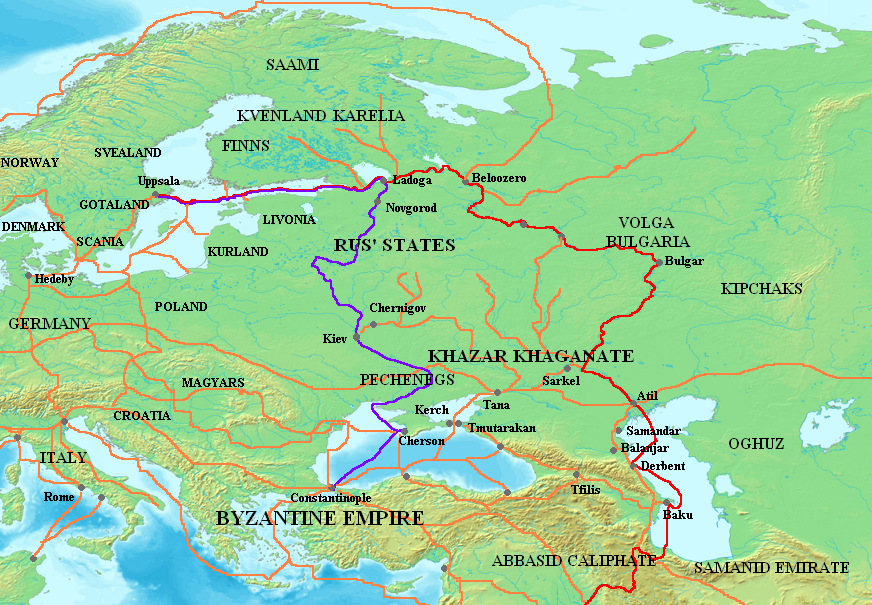
ヴァリャーグからギリシャへの道。地図中の青線と、バルト海上の紫線

ルーシ北部では、8世紀のハザール王国がヴォルガ川、カスピ海、アゾフ海の貿易ルートを押さえてヴォルガ・ブルガールを支配した。9世紀には、水上交易路としてヴァリャーグからギリシアへの道が確立して北欧との交通が盛んになり、ルーシ人が建国したルーシ・カガン国にはヴァイキングも含まれていたとされる。9世紀にヴォルガ川流域の貿易が弱まるとドニエプル川が重要となり、キエフ大公国が栄える。12世紀からキエフは政治的に分裂して、その中でもノヴゴロド公国はバルト海、黒海、ルーシ、中央アジアの中継貿易を行い、民会による共和制的な運営がなされた。ノヴゴロドは蜜蝋や毛皮を輸出してイヴァン商人団が力を持ち、スウェーデン、デンマーク、ハンザ都市からの商人が琥珀、ラシャ、装飾品や塩を輸入した。ノヴゴロドでは当時の商業文書にも用いられた白樺文書も発見されている。
14世紀からはモスクワ大公国が領土を拡げる。モスクワの輸出品はテンやオコジョの毛皮と森林の物産で、ノガイ・オルダから馬を輸入して、ジョチ・ウルスにも商人を送った。やがてバルト海のハンザ商人はロシアにとって障害と見なされて、1494年にロシアがノヴゴロドを併合するとハンザ商館は閉鎖され、代わってオランダとイギリスが進出する。ロマノフ朝初期の動乱の時代には、政府の許可を受けたオランダやイギリスの商人が工場建設にも乗り出し、ロシア商人は外国商人の排除をうったえる。ロシアの大商人はゴスチと呼ばれ、貿易や土地所有の特権を得るかわりに政府の代理として働いた。
15世紀にはオスマン帝国がビザンツ帝国を征服する。オスマン帝国は、ヨーロッパ人にカピチュレーションという特権を与えて貿易と居留の自由を与えた。ただし、ヨーロッパ商人の活動は居留地のある港市に限定され、そこから出る際にはイスラーム法官であるカーディーの許可が必要だった。そのためヨーロッパ人は現地に詳しいアルメニア人たちに及ばず、オスマン帝国に開放政策を迫ることになる。

#### 西ヨーロッパ

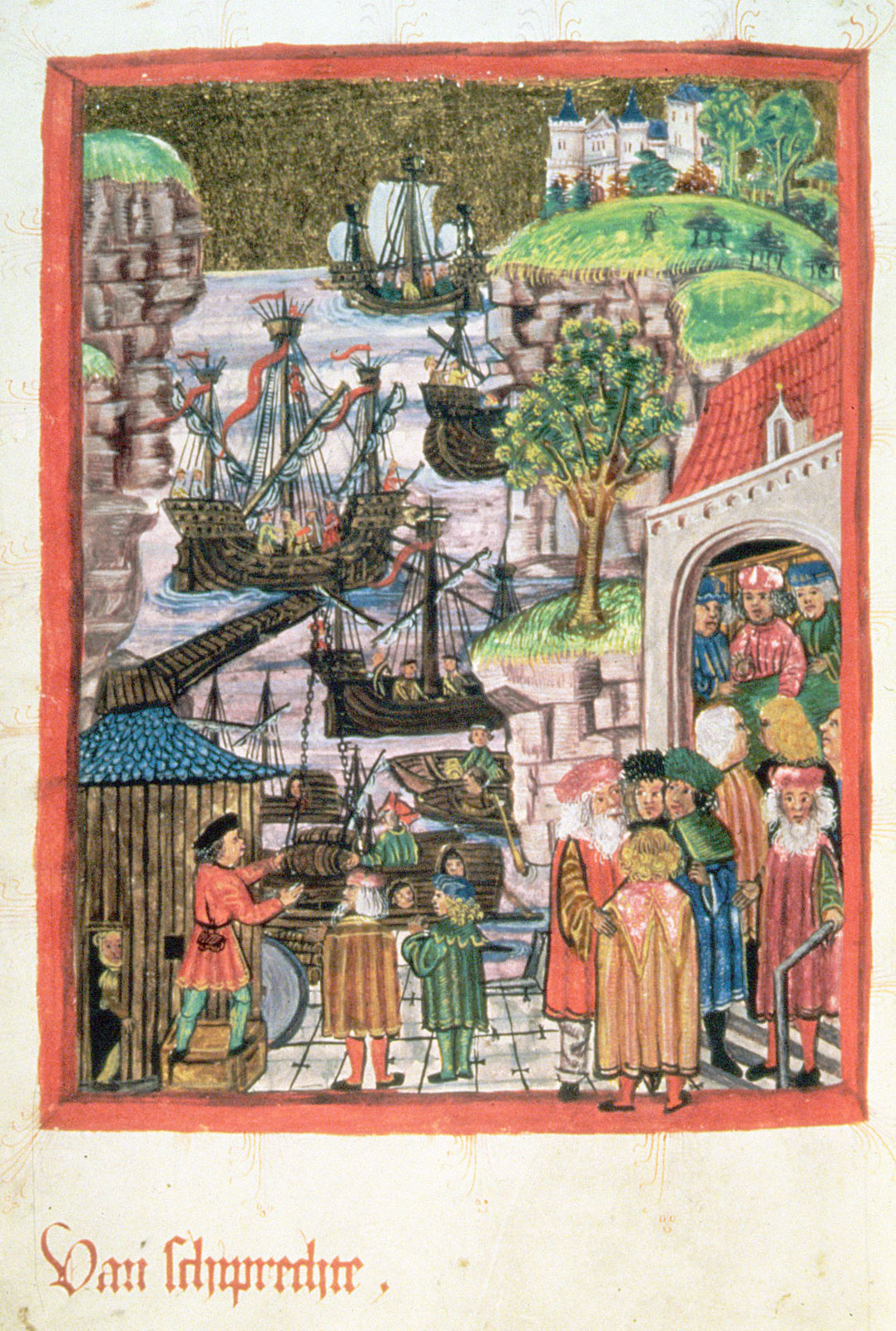
リューベックとハンブルクの同盟

西ヨーロッパではローマ時代からヴィクと呼ばれる交易地が点在して、北方ではフリースラント人が遠距離貿易を行った。フランク王国のもとで貨幣や市場の制度が定められ、教会の所領で定期市が開かれた。キリスト教が浸透するとワインの消費が増え、サン＝ドニ修道院の所領ではワインなど各地の物産が取り引きされ、中世初期の国際市場としてよく知られていた。ユダヤ人、ザクセン人、シリア人の商人が貿易を行い、地中海のオリーブ油や東方の香辛料、絹織物を輸入した。輸出されたのはヨーロッパ各地の毛皮や奴隷であり、ヴェルダンは奴隷を去勢してアンダルスへ送る拠点となった。カロリング朝で保護された商人は、王から委託を受けて貿易をするかわりに流通税、軍役、徴発などを免除され、私貿易も行った。修道院では荘園の産物を販売しており、修道院の使用人にあたる商人が請け負った。
12世紀になると、商人や職人の相互扶助団体であるギルドが都市において発言力を強め、有力な商人や職人は都市の政治に参加した。商人の同盟だったハンザがリューベックを中心に都市同盟に成長して、200近い都市が参加した。ドイツ・ハンザや、北フランスを中心とした17都市ハンザ、ロンドンにおけるロンドン・ハンザなどがバルト海と北海を南ヨーロッパに結びつけ、コグ船で木材や穀物を運んだ。13世紀には羅針盤や羅針儀海図、航海日誌が普及して、航海術の向上は南北の海上貿易を統合した。年市とも呼ばれる定期市で毛織物、ワイン、絹、香料などの貿易品が取り引きされるようになり、イングランドのスターブリッジの市、フランドルのシャンパーニュの大市などが開催された。フランドル伯領では5つの都市で年市が開かれており、その一つであるブリュージュが南北の中継貿易でネーデルラントに繁栄にもたらして、イタリアから金融技術が伝わった。ブリュージュでは商工業者のためのオランダ語とフランス語の2カ国語の手引書として、1369年頃に『メティエの書』が編纂された。この手引書は19種類の毛織物、各地のワイン、食べ物、家財道具、ギルド名称、商人や職人の挨拶、数詞などが分かるようになっている。

#### 北ヨーロッパ

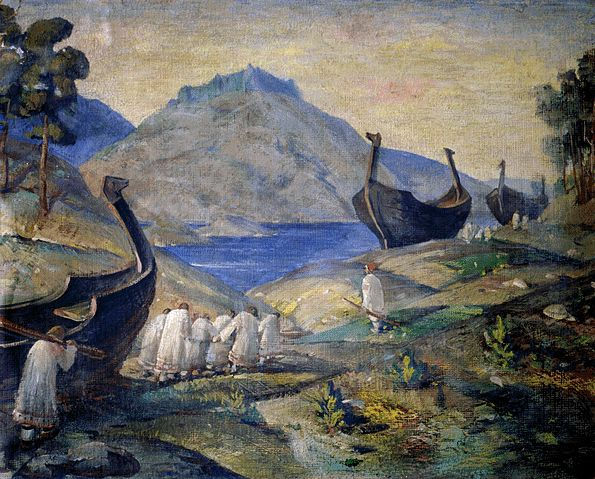
連水陸路で移動する船

スカンディナヴィアでは贈与貿易が盛んであり、ヴァイキング時代に入ると、東方との交流がきっかけで銀を多用する貿易へと変化が起きる。装飾品や副葬品のために銀の蓄蔵を積極的に行い、羊毛、毛皮、奴隷を輸出した。ヴァイキングは8世紀にはヴォルホフ川流域やスターラヤ・ラドガに現れ、9世紀には水上交易路であるヴァリャーグからギリシャへの道を開拓した。河川ぞいにドニエプル川から黒海やコンスタンティノープル、ヴォルガ川からカスピ海へと移動して、ビザンツ帝国のスラヴ人やイスラーム帝国の商人と取り引きを行った。遠征先で定住する者もおり、ルーシ・カガン国の住人にはヴァイキングも含まれていたとされる。河川での移動には、ロングシップよりも小型のクナールを用いた。
9世紀のバルト海沿岸や、交易港であるビルカ、ヘーゼビュー、ゴットランド島では、西ヨーロッパの硬貨よりも精度が高いウマイヤ朝の分銅が普及した。アイスランドでは14世紀から干しタラが名産品となって、ドイツ・ハンザ商人がヨーロッパ各地に輸出した。保存食として優れた干しタラはカトリックの食習慣にも適していたため、スペインやポルトガルの植民地となったメソアメリカや南アメリカにも輸出された。のちにはイギリスからも漁船が訪れるようになり、イギリスとハンザ商人の間で漁獲をめぐる対立が起きた。

### 中央アジア、北アジア

#### シルクロードのイスラーム化
ウマイヤ朝は、シルクロードのオアシス地帯であるマー・ワラー・アンナフルを征服して、オアシス国家は唐に支援を求めた。唐は遠征軍を派遣するが、指揮官の高仙芝がオアシス国家の財宝を略奪したために不評を買って唐軍は孤立して、タラス河畔の戦いでアラブ軍に大敗する。シルクロードは次第にイスラームの貿易ルートとなり、都市もイスラーム化が進んでモスク、マドラサ、スークをそろえた街並みとなっていった。また、唐軍からの捕虜に紙漉きの職人がいたため、製紙法が伝わってサマルカンドにイスラーム世界初の製紙工場が作られた。アッバース朝と唐の対立に加えて、ウイグルや吐蕃などの遊牧民によって8世紀後半にはシルクロード貿易は不安定となる。そのためペルシア湾から中国へ至る海上貿易ルートが増加した。養蚕の技術がペルシアに伝わって絹織物工業が盛んになったことも、シルクロード貿易の縮小に影響を与えた。

#### トルコ系遊牧民
9世紀のマー・ワラー・アンナフルにはサーマーン朝が建国され、ソグディアナのブハラを首都として積極的な貿易を続けた。シルクロード以外の陸路も開拓され、カザフスタンのトルコ系遊牧民との貿易が盛んになる。家畜、毛皮、皮革、乳製品、宝石が取り引きされ、特にマムルークと呼ばれるトルコ系の白人奴隷はサーマーン朝の重要な財源とされた。マムルークはイスラーム世界で優れた軍人として重用され、マムルーク朝の成立へとつながる。トルコ系遊牧民は中央アジアで増加を続け、オアシス国家の農耕民として定住して、のちにトルキスタンと呼ばれるようになる。ヴォルガ川流域で貿易ルートの開拓が進むと、北方のルーシや、北ヨーロッパのヴァイキングとの交流も増加した。

#### シルクロード東端
10世紀の河西地方は吐蕃やウイグル諸国が馬の名産地となり、中国と絹馬貿易を行った。吐蕃の諸部族によって涼州や汾州が不安定になってからは、中国の直轄地として節度使が置かれている北方の霊州へと迂回するルートが用いられた。11世紀にはチベット系民族のタングートが西夏を建国して、霊州の貿易ルートを支配する。西夏は隣国である遼に朝貢を行って中国の宋に対抗した。西域のウイグル人諸国も遼と管理貿易を行い、400人以上の大規模な隊商を3年に1度組織して翡翠、乳香、琥珀、サイの角などを送った。ウイグル商人は河西、オルドス、山西から華北のルートにも進出して、遼や金では貿易品によって中国文化の流入も進んだ。12世紀以降の中国王朝は主に北京が首都とされたため、華北のルートの重要性が増した。

#### モンゴル帝国のシルクロード統一

モンゴル帝国の版図の変遷。モンゴル帝国（赤）、ジョチ・ウルス（黄）、チャガタイ・ハン国（濃緑）、イルハン朝（緑）、元（紫）

13世紀に入ると、シルクロードはモンゴル帝国の支配下に置かれる。モンゴリアを統一したモンゴル帝国は、イランのイスラーム王朝であるホラズム・シャー朝を攻める。モンゴルは当初はホラズム・シャーのもとにラクダ500頭の隊商を送るが、スパイの疑いをかけられて隊商が殺害されたため、モンゴルのホラズム・シャー朝征服が起きた。モンゴル帝国の征服は続き、東アジアから東ヨーロッパに及ぶ広大な領域を支配下に収めた。それまでのシルクロードは、東西で大きく勢力が分かれていたが、モンゴル帝国のもとで初めて統一された。モンゴル帝国はジャムチという駅伝制を定め、30キロから50キロ間隔で駅が置かれて、通行証として牌子を発行した。牌子の所持者は通行の安全が保証されるのに加えて、賦役や地方税が免除された。モンゴルの駅伝制はクビという再配分の制度から発祥しており、各地で得られた戦利品や富を輸送するためのものだった。再配分の物資を送る道は、交易路としても活用が進むようになる。クビの制度は人材の分配にも適用されて、多数の商人、使節、技術者が東西を移動した。モンゴルの整備された駅伝の様子は、ヴェネツィアからの旅行者であるマルコ・ポーロも記している。

### 東アジア

#### 宋の貿易と華僑

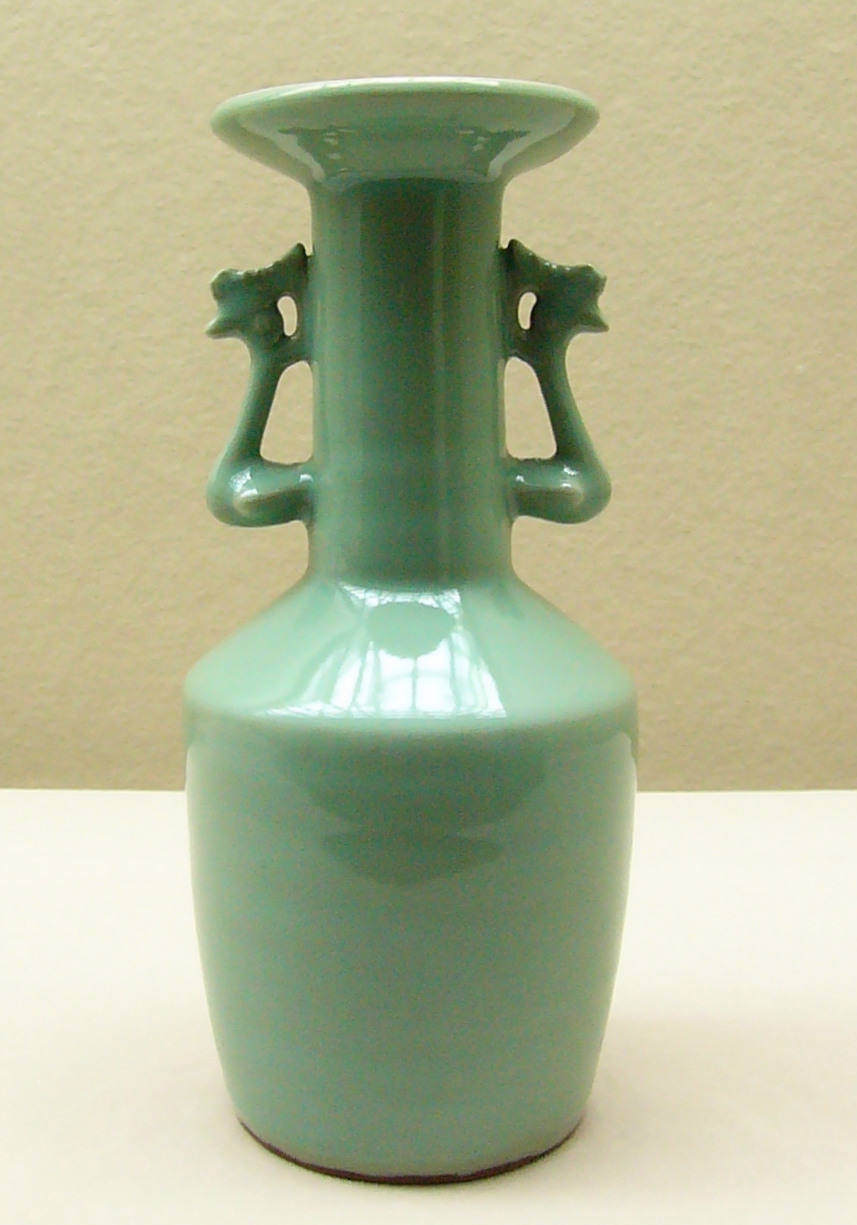
龍泉窯青磁。南宋

宋の時代から羅針盤が使われるようになり、航海技術が向上した。この時代の海商は、各国の権力者や大商人の代理として取り引きを行った。北宋ではジャンク船が建造され、官船は500トン、民間船は300トンが用いられた。航路が整備され、泉州を出発した船がマレー半島で積荷の3分の1を下ろしてからパレンバンへ向かうといった航程が可能となる。そのため12世紀から東南アジアで海商が活動して、1回の航海に長期間をかけて各地を巡った。南方航海から長期間帰らない者は住蕃と呼ばれ、福建からは北ベトナムに海路や陸路で移住する者も増えて、華僑の始まりとなった。華僑の商人は、特に華商と呼ばれる。
中国では銅貨が伝統的に流通しており、宋に入ると大量の宋銭が作られた。宋銭は周辺諸国にも広まり、朝鮮半島の高麗以降、日本の平安時代後期以降、ベトナムの安南などでも用いられた。華北が金に征服されて南宋の時代になると、貿易が国家収入で大きな割合を占めた。貴金属や宋銭の流出を防ぐために、陶磁器や絹との交換で決済したために陶磁器の輸出が急増した。中国に移住したアラブ、ペルシア、トルコ系の人々は回民と呼ばれ、アラブ系の蒲寿庚のように巨富を得て活躍したイスラーム商人は、のちの元の時代でも重用された。日本では禅僧が南宋から元の時代に数百人以上が留学して、大陸との外交や貿易にも参加した。禅僧の書簡である禅林墨跡には、12世紀から14世紀の日宋貿易の記録も含まれている。

#### 元と東西貿易の統一

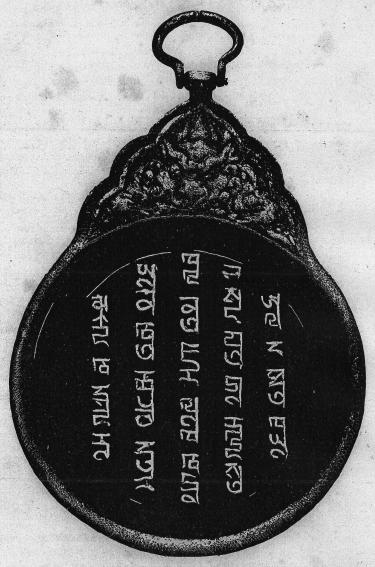
パスパ文字で書かれたモンゴル帝国の通行証である牌子

13世紀にモンゴル帝国が南宋を征服して、クビライによって元が成立する。クビライは貿易を盛んに行い、オルトクという制度で商人に貿易や財政を任せた。オルトクはウイグル人やイスラーム商人を中心としており、もともとは内陸の遊牧民と商人が協力をするための制度であった。沿岸都市が元の支配下になるとオルトク商人も海上貿易に進出して、漢人からも楊氏のようなオルトクが輩出された。同じモンゴル政権のイルハン朝が西アジアに成立して西方との貿易が増えると、元のオルトク商人は南シナ海を経由してインド洋へ進出し、イルハン朝のオルトク商人はインド経由で南シナ海に向かう。こうして、モンゴル帝国によってユーラシアの東西が貿易ルートでつながった。朱清や張瑄などの海賊や塩商だった者も漕運を任されて官位を得て、中央アジア出身でオルトクを管理するシハーブ・ウッディーン（沙不丁）との対立も起きる。このような新興の富豪は官豪勢要とも呼ばれた。
元は交鈔と呼ばれる紙幣と、銀錠という銀貨による貨幣制度を定めた。国内では貴金属の私的な流通を禁じて交鈔を流通させ、銀錠でオルトク商人が管理貿易を行なった。陶磁器は宋に続いて重要な輸出品であり、絹織物の製法も発達して、泉州（ザイトン）を由来としたサテンの名が生まれてヨーロッパに伝わった。印刷や羅針盤などの技術も、この時期に西方へ伝わった。元による東西交通の活発化は病原菌の伝染も容易とし、14世紀のペストの大流行をもたらした。

#### 明の海禁と朝貢

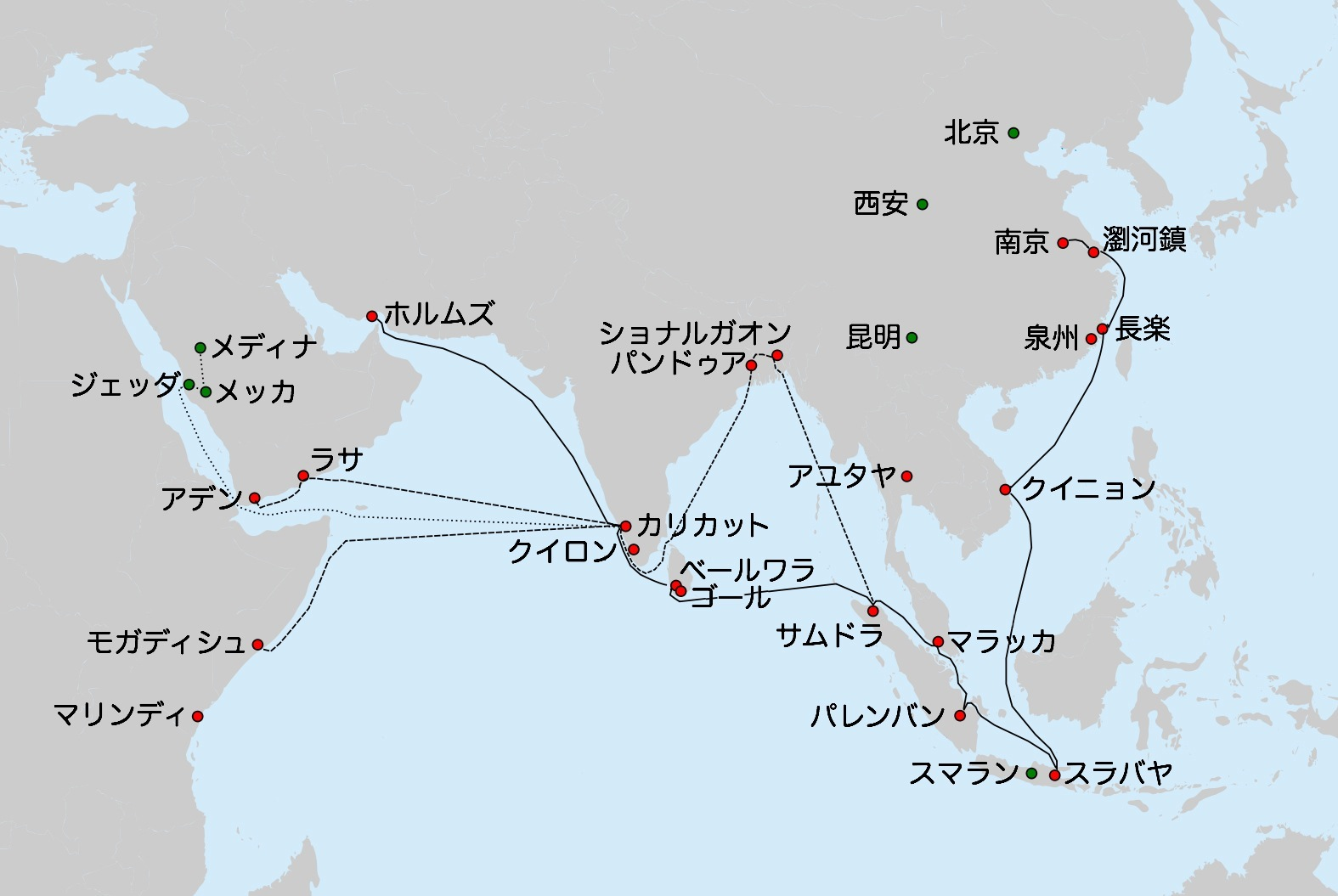
鄭和艦隊の進路

明が成立すると海禁の政策をとり、私的な貿易を取り締まった。海禁は大きな反発を呼び、倭寇と呼ばれる集団が増加した。倭寇は日本、朝鮮、中国の沿海部の出身者を中心としており、対馬、壱岐、松浦、済州島、舟山列島を根拠地とした。倭寇は密貿易や海賊を行い、売買のために奴隷を捕獲する者もあった。倭寇対策をめぐって室町幕府と李氏朝鮮のあいだで交わされた朝鮮通信使は、のちの江戸幕府では数少ない正式な外交使節にもなった。密貿易の増加にともない、それまで内陸で活動をしていた徽州商人が海上貿易に参加するようになり、博多や平戸でも取り引きをする王直らの登場につながった。
明は海禁の一方で、永楽帝の時代に冊封体制の拡大を計画して、鄭和の指揮のもとで西方への航海が行われた。鄭和の大航海は、『明史』によれば「西洋下り」とも呼ばれ、1405年から1433年にかけて7回に渡って行われ、大艦隊がインド洋を横断して東アフリカまで到達した。朝貢国は非関税で明と貿易ができたが、回賜の増加は明の財政を圧迫するとして批判もあった。

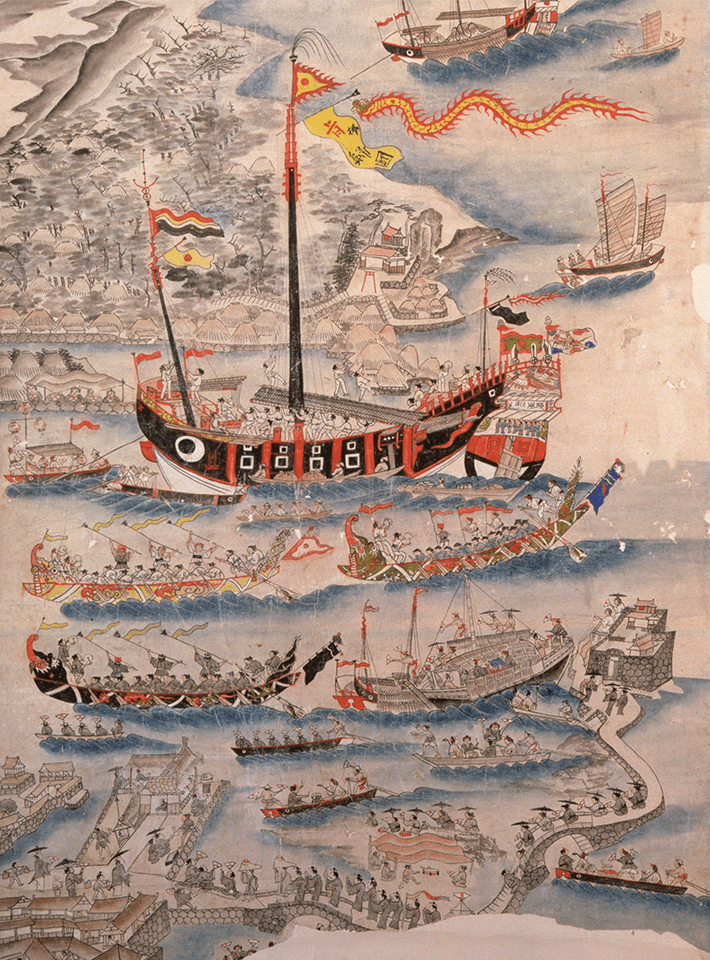
琉球の進貢船

明の朝貢において優遇されたのは、沖縄の琉球王国だった。1383年に明は琉球に大型船を提供して朝貢が頻繁になり、華人が琉球に移住して久米三十六姓と呼ばれ、朝貢は華人たちが担当した。久米三十六姓の人々が住む場所は大明街と呼ばれ、福建には滞在用の琉球館が建設された。琉球には朝貢の回数制限がなく、一国で複数の朝貢主体が認められるという特例もあった。これは倭寇の対策として琉球の貿易を活発にして、民間貿易の受け皿にするという明の政策が関わっていた。琉球は小型の馬と、硫黄鳥島の硫黄を送り、そのほかにコショウや蘇芳を東南アジアのマラッカ王国などから調達して送った。琉球は他の朝貢国とも貿易を行い、朝鮮とは高麗の時代に交流が始まり、日本からは博多や堺の民間商人も訪れた。琉球の朝貢は、明の時代から400年以上続いた。

#### 陶磁器貿易

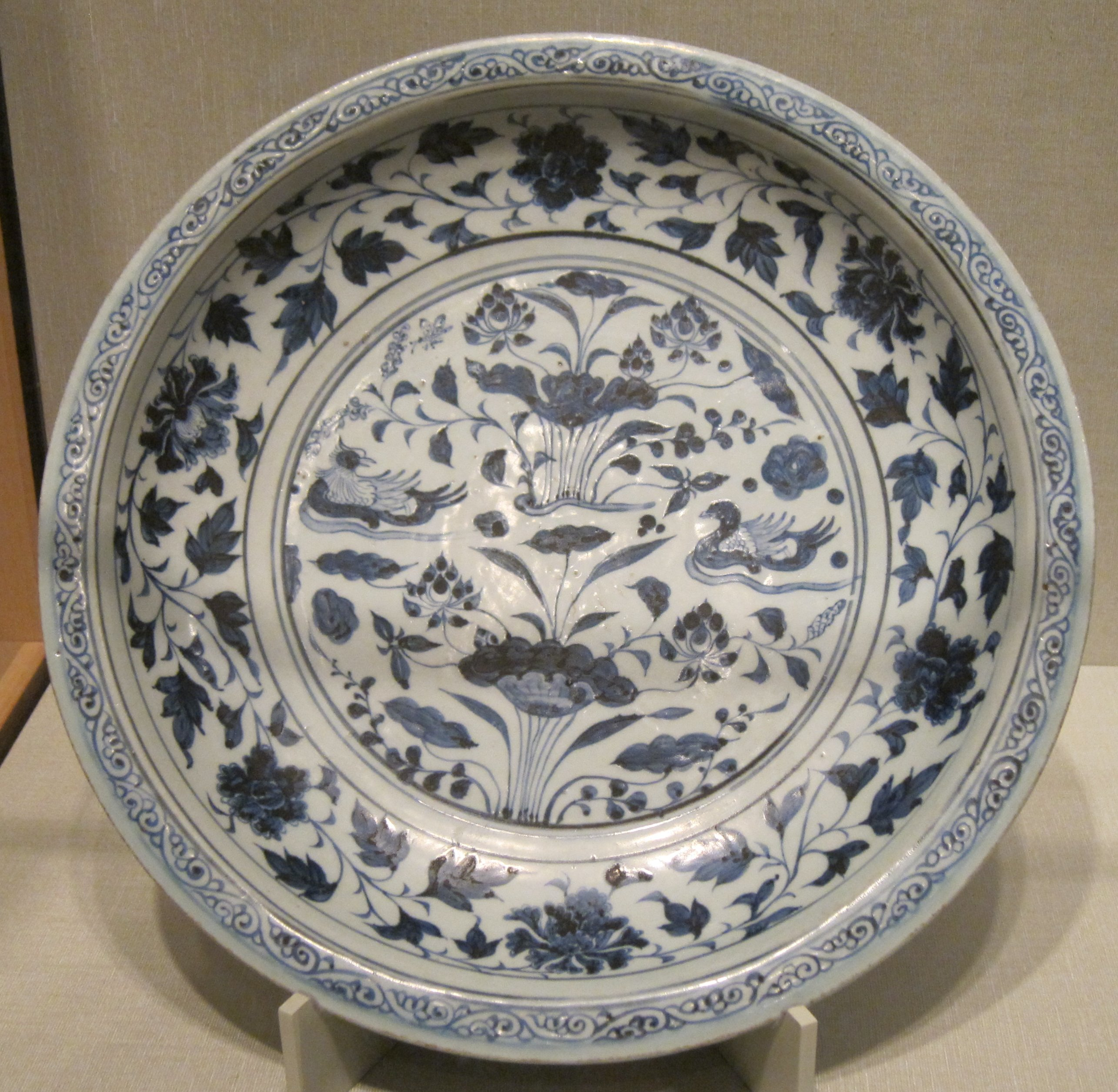
元の青花蓮池水禽文大盤

宋の時代に景徳鎮、龍泉、福建などが名産地として知られるようになった。元の時代には、食器を中心に大型化して好評を呼んだ。これはモンゴル人やイスラーム教徒が大勢で取り分ける食習慣を反映したもので、イスラーム法で金銀の食器が使えない点も普及につながり、特に龍泉窯青磁は西アジアでも愛好された。新安郡で発見された沈没船（新安沈船）は1323年頃のもので、陶磁器は龍泉窯青磁、景徳鎮窯や福建の白磁と青白磁を中心に2万点以上が積まれており、大量の輸出を示している。中国の陶工は輸出先の好みに合わせて工夫を加え、西アジア向けの作品には青い顔料のためにペルシアからラピスラズリを輸入した。明の時代には、ヨーロッパへの輸出も始まる。

#### 貿易の案内書
宋・元・明の時代には、アジア海域の案内書が多く書かれた。著者は地方官や外交使節とそのメンバーである。内容は多岐にわたり、航程と日程、位置と国情、地理、民族や信仰、婚姻習慣、貨幣と度量衡、唐貨（中国の物産）と土貨（現地の物産）、朝貢関係の有無、華僑の有無などが記されている。また、カンボジア、シャム、福建や広東では女性が交易の取り引きを行うといった商習慣も注目された。元の汪大淵が、泉州からインド洋沿岸をめぐって書いた『岛夷志略』が有名である。

### アフリカ

#### 北アフリカ、東アフリカ
ウマイヤ朝の時代にはエジプトのフスタートが貿易都市として繁栄して、バグダードを首都とするアッバース朝が成立するとアラビア海近辺の貿易ルートはペルシア湾経由が増え、カイロを首都としたファーティマ朝が成立すると紅海経由が増えた。紅海の出入口にあたるイエメンの商人が東アフリカに進出して、キルワ、モガディシオ、モンバサなどの都市が成長した。地中海沿岸では、イスラーム商人が港湾都市のベジャイア、アルジェ、オランを建設して、代理人であるワキールは各地に商館を建てて、遠方からの依頼で取り引きを行った。15世紀には、中国の明が鄭和の指揮する艦隊を派遣して、東アフリカにも来航している。西アフリカのサハラ交易で入手された金は、地中海沿岸へと運ばれた。エチオピア原産のコーヒーノキは、イエメンでも栽培されてイスラーム世界で飲まれるようになり、イランやインドへと産地が広まる。イエメンは15世紀からコーヒーの世界的な輸出港を持ち、やがてカイロの商人もコーヒー貿易に進出して、コーヒーの習慣はトルコをへてヨーロッパでも流行する。ヨーロッパ向けの船が寄港するモカは、のちにコーヒーのブランド名の由来になった。

#### 西アフリカのサハラ交易

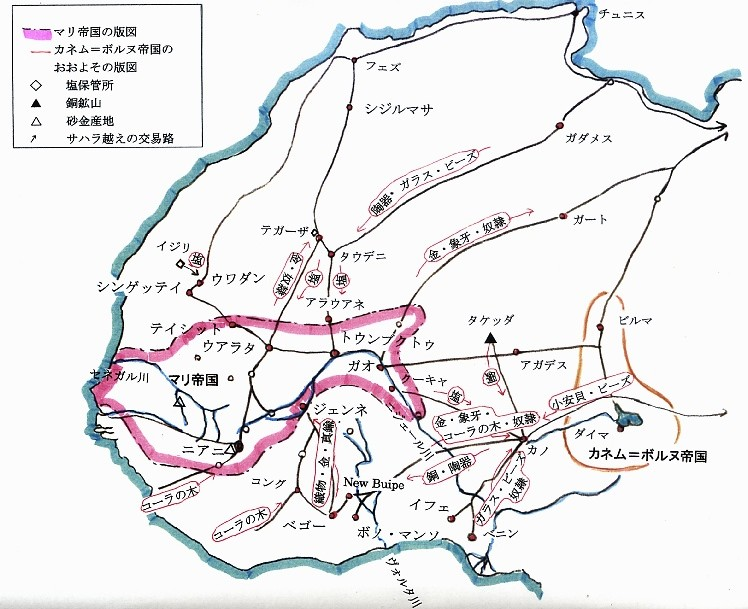
13世紀から15世紀初頭のマリ王国とサハラ交易路

西部のニジェール川流域では、中流の内陸デルタの都市であるジェンネが古くから栄え、サハラの銅やサバンナからの金を運ぶサハラ交易が行われていた。アラブ・イスラームの進出以前は、ベルベル人が貿易に携わっていた。7世紀から北アフリカにラクダが導入されると、イスラーム商人の隊商が盛んになる。地中海沿岸のアラブ人はサハラ砂漠の彼方をスーダン（黒人の国）と呼び、ニジェール川流域は西スーダン、チャド湖近辺は中央スーダン、ナイル川上流を東スーダンと呼んだ。サハラ砂漠からは岩塩が運ばれてニジェール川流域の金と取り引きされ、地中海へ金が運ばれた。また、イスラームの影響でコーラの実も嗜好品として流通した。ベルベル人はイスラームへ改宗して、アラブ人が来たのちもサハラ交易の取り引きを主導した。北からのベルベル人のほかに、マンデ系のワンガラ族やジュラ族が活動した。コーラの実がとれる森に沿ってジュラ商人の街も建設されて、交易網を緊密にした。

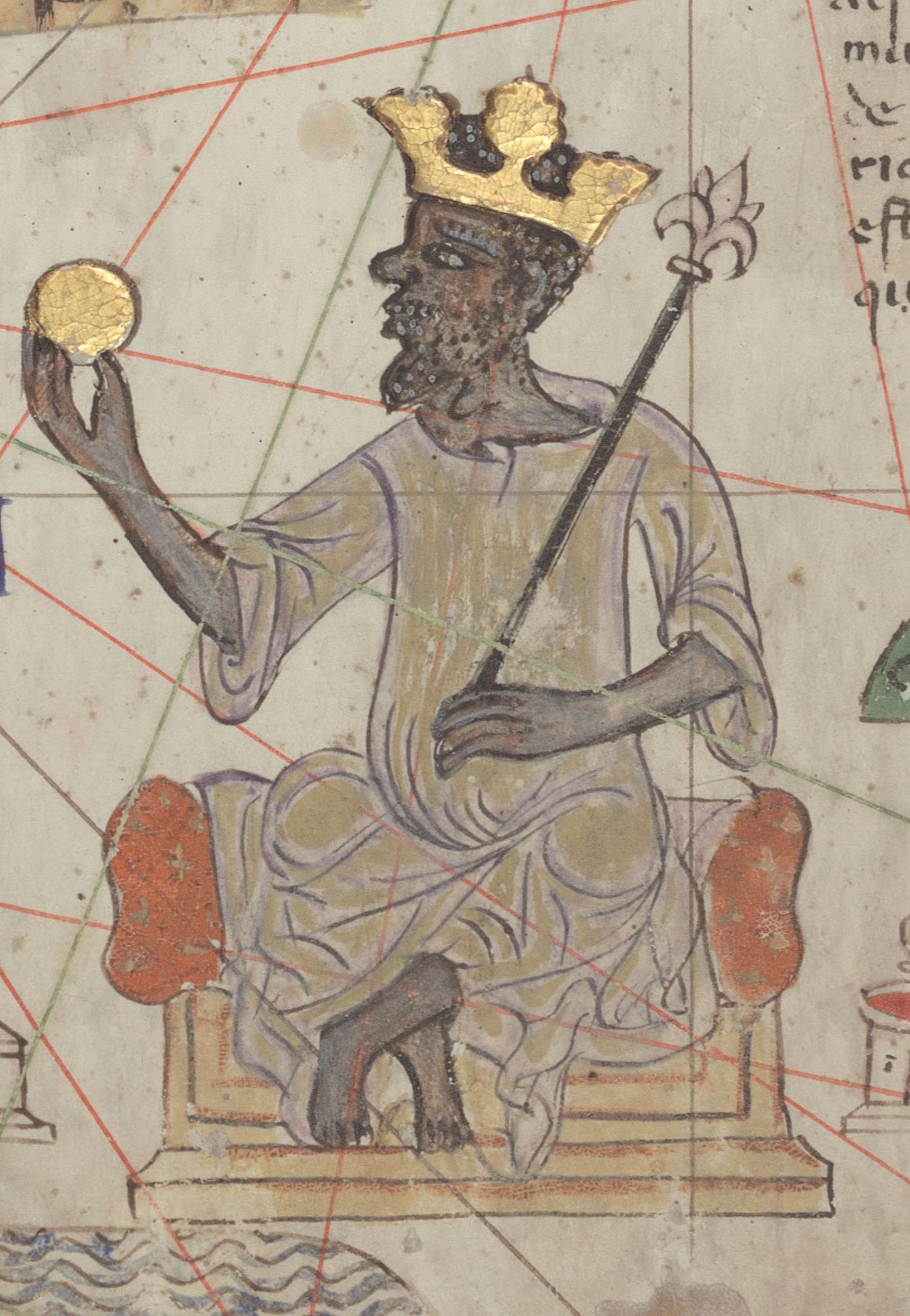
マンサ・ムーサ。金塊を手にしている

貿易ルート沿いの王国は商人の保護と課税によって経済的基盤を得る一方、イスラームへの改宗も進んだ。主な国としては8世紀から記録があるガーナ王国、13世紀のマンデ人のマリ王国、水運を支配した15世紀のソンガイ王国がある。ガーナ王国の首都はイスラーム教徒の居住地と王の土地に分かれており、セネガル川上流から金が産出された。以後、金の産出地は東へと移ってゆく。マリの王は大規模なキャラバンでマッカ巡礼を行い、中でもマンサ・ムーサは8000人以上を率いたとも言われており、新しい交易ルートの開発も目的だったとされる。ルート上に点在する都市も繁栄して、特にトンブクトゥは有名となった。

#### 中部アフリカ
11世紀から13世紀にかけてザンビアとインド洋をつなぐ貿易ルートが確立して、コンゴ川の河口部にコンゴ王国、上流部にはルンダ王国や、ルバ族のルバ王国が成立した。ルバ王国は鉄、銅、塩を輸出して、コンゴ王国ではポルトガルとの奴隷貿易を行った。アフォンソ王時代のコンゴ王国は戦争の捕虜を輸出していたが、アメリカでプランテーションの労働力が求められるにつれて奴隷の輸出は激増して、地域間の紛争とともにコンゴ王国の衰退を招いた。

#### 南部アフリカ

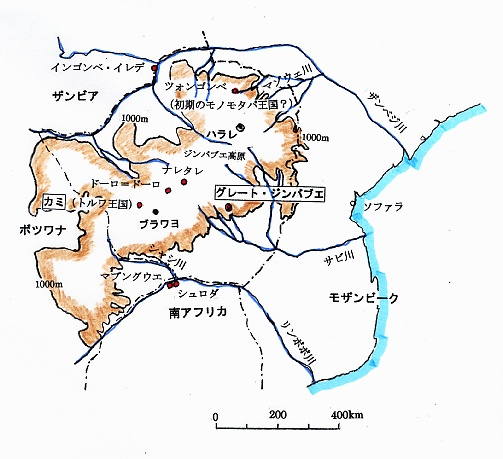
ジンバブエの主な考古遺跡

南部のザンベジ川とリンポポ川の流域では、10世紀からショナ人によって金の採取や採掘が盛んとなる。貿易ルートはインド洋と結びつき、14世紀に最盛期を迎えたグレート・ジンバブエではイスラーム商人と取り引きをした。輸出品としては塩、金、象牙などかあり、遺跡からは中国の元や明の陶器、キルワの金貨、そのほかの輸入品が発見されている。
15世紀にはグレート・ジンバブエの建築文化を引き継ぐモノモタパ王国が建国され、交易港のソファラからインド洋に向けて金や銅を輸出して、16世紀からはポルトガルと通商関係を結ぶ。16世紀はトルワ王国、17世紀のチャンガミレ王国といった国々も興り、ポルトガルと貿易や戦争を行った。

#### ヨーロッパとの海上貿易

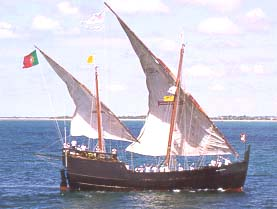
キャラベル船

1415年にポルトガルのアヴィス朝がジブラルタル海峡のアフリカ側に進軍して、スーダンからの金が集められていた貿易港のセウタを占領した。これがポルトガルによるインド航路開拓のきっかけであり、ヨーロッパの大航海時代の先駆けとなった。ポルトガルのエンリケ王子はセウタの防衛を任され、アフリカ西海岸の貿易独占権を得てから、アフリカの金とインド洋の香辛料を求めて航海事業に力を入れる。15世紀のポルトガルはヨーロッパの他国に比べて戦争や内乱による混乱がなく、ヴェネツィアと競争関係にあるジェノヴァからの投資も受けた。この頃、クリストファー・コロンブスは西インド航路の開拓をポルトガルに提案したが受け入れられず、スペインのカスティーリャ王国に雇われることとなる。ポルトガルのキャラベル船はアフリカ西海岸沿いに南下して航路の開拓を進め、1488年にはバルトロメウ・ディアスがアフリカ南端を通過して帰路に喜望峰を発見した。ポルトガルに続いてイギリス、フランス、オランダもアフリカを南下して、海岸沿いには各国の城砦が貿易拠点として建設された。当初はヨーロッパの金属製品とアフリカの金、象牙、胡椒などが取り引きされていたが、16世紀には大西洋の奴隷貿易が主流となる。

### アメリカ

#### プトゥン人

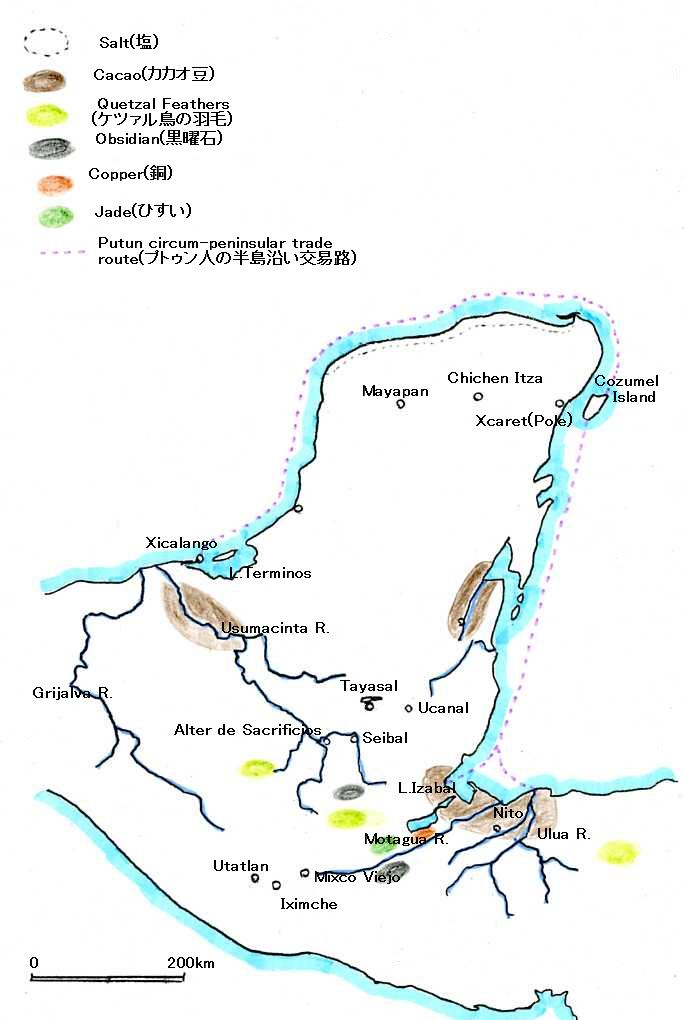
プトゥン人の交易ルート、特産品、古典期終末から後古典期のマヤの祭祀センター

古典期のマヤ文明が崩壊したのちは、低地でプトゥン人が遠距離の海上貿易を行い、内陸の交易ではチチェン・イツァが8世紀から10世紀にかけて中心地となった。海上ではカヌーを用いて、16世紀頃にはユカタン半島の北海岸や東海岸を通ってタバスコ州からベリーズやホンジュラスまでをつなぐ沿岸交易ルートがあった。交易港にはシカランコ、コスメル島、トゥルム、ニトなどがあった。品物には、ユカタン半島の北部では蜜、塩、奴隷などを輸出し、マヤ南東部ではカカオ、翡翠、黒曜石、銅が輸出された。ほかに土器、トルコ石、金などもあった。

#### アステカ
メキシコ高地のアステカは、テノチティトラン、テスココ、トラコパンの3都市の同盟を中心として、首都にあたるテノチティトランと姉妹都市である商業都市トラテロルコではポチテカと呼ばれる特権商人が遠距離貿易を独占した。ポチテカはすでに14世紀にはトラテロルコで活動しており、世襲制のギルドを組織して、メシコ各地へ出向いて取り引きをする他に諜報活動も行ってアステカの征服の一端を担った。ポチテカの扱った品物には、羽毛材として装身具に使うケツァールの羽、貴重な嗜好品で貨幣でもあるカカオ、宝石、貴金属、ジャガーの皮、奴隷などがある。カカオはのちにチョコレートの原料としてヨーロッパ向けの輸出品となる。

#### 南アメリカ
8世紀から14世紀にかけて、ペルーの北海岸でシカンが栄えた。シカンは灌漑農耕を行い、金属工芸品を制作して交易に用いた。金属製品に優れ、特に金製品はマスク、王冠、グローブ、イヤリングなど多岐にわたる。砒素青銅の製品は長距離交易で輸出され、斧型のものは貨幣に用いられた可能性もある。ウミギクガイ、紫水晶、エメラルドも発見されており、エメラルドはコロンビアからの輸入品とも言われる。ペルーのチンチャ地方やエクアドルには海上貿易を行った商人もいた。
15世紀にアンデスを統合したインカは、アンデスで伝統だった垂直統御を引き継いで精緻にした。交通ではインカ道とも呼ばれる交通網と駅伝制を整備して、タンプと呼ぶ宿駅を一定間隔で建設して物資を保存した。険しい地形のために水運や車輪ではなく人力とリャマで輸送をしたため、かさばる物品の長距離輸送は困難となった。インカは植民制度であるミトマクで住民の移住を進めつつ、インカ以前から活動していたエクアドルやチンチャの特産品を扱う商人は存続された。
高原地帯のアルティプラーノ周辺の熱帯林には、葉に覚醒作用があるコカノキが生息しており、贈与や貢納、儀式に用いられた。コカの葉は、チチカカ湖沿岸のティワナクでは疲労回復に用いられ、インカでは貢納されたコカの葉を臣下に再分配していた。のちにコカの葉は世界的な商品となる。

#### ヨーロッパ人の到着
ポルトガルのアフリカ周航ルートに対して、スペインでは別の航路の開拓が検討された。コロンブスは1492年に西回りのインド航路を開拓するために航海をして、大西洋を横断して現在のバハマに到達した。1500年には、ポルトガルのペドロ・アルヴァレス・カブラルがアフリカ周航ルートから外れ、現在のブラジルに漂着した。

## 近世・近代
ヨーロッパが大航海時代の航路開拓によってアフリカ、アメリカ、アジアへの貿易に進出する。輸出作物のためのプランテーションや、多国間による三角貿易も発達した。世界各地にヨーロッパの植民地が建設されて、原料の輸入や製品の輸出先として利用された。産業革命後はアメリカや日本も進出をはかり、世界規模での貿易圏の対立を招いた。

### ヨーロッパ

#### 重商主義
貿易が国家の繁栄に重要であるという認識は、イタリア諸都市の伝統として古くからあり、イエズス会司祭ジョヴァンニ・ボッテーロによる『国家理性論』、フィレンツェ共和国の外交官ニッコロ・マキャヴェッリによる『リウィウス論』や『君主論』にも見られる。こうした思想はヨーロッパ各国の君主、政治家、商人によって16世紀以降に顕著となり、重商主義と呼ばれた。貿易での優位は国内の利益や雇用につながると考えられ、そのための政策として、貿易ルートの開拓、海軍力、工業化の促進などが推進された。中でも領土や人口においては小国であるオランダ共和国が、貿易と金融でおさめた成功は各国で注目された。イングランドの外交官ウィリアム・テンプルは、商人の国は農民の国よりも豊かであると論じ、非国教徒も受け入れるオランダの国制を成功の原因の一つとした。東インド会社の役員もつとめたトーマス・マンは『重商主義論』で貿易が国家の利益につながるとして、商人を称賛した。大陸ヨーロッパ諸国ではフランスのブルボン朝のコルベールが産業育成と輸出奨励策をとり、輸入代替政策をはかったが、これは密輸の増加も招いた。ロシア帝国はピョートル1世の時代から重商主義政策をとり、北方のアルハンゲリスクにかわる貿易拠点としてサンクトペテルブルクが建設され、バルト海と内陸の流通が促進される。エリザヴェータの時代には大臣のピョートル・シュヴァーロフが国内関税を廃止して商業を奨励し、富裕貴族を企業活動へ引き込んだ。重商主義は、のちのアメリカ合衆国におけるアメリカ・システムなどの経済政策にも影響を与えた。

#### 北西ヨーロッパ都市

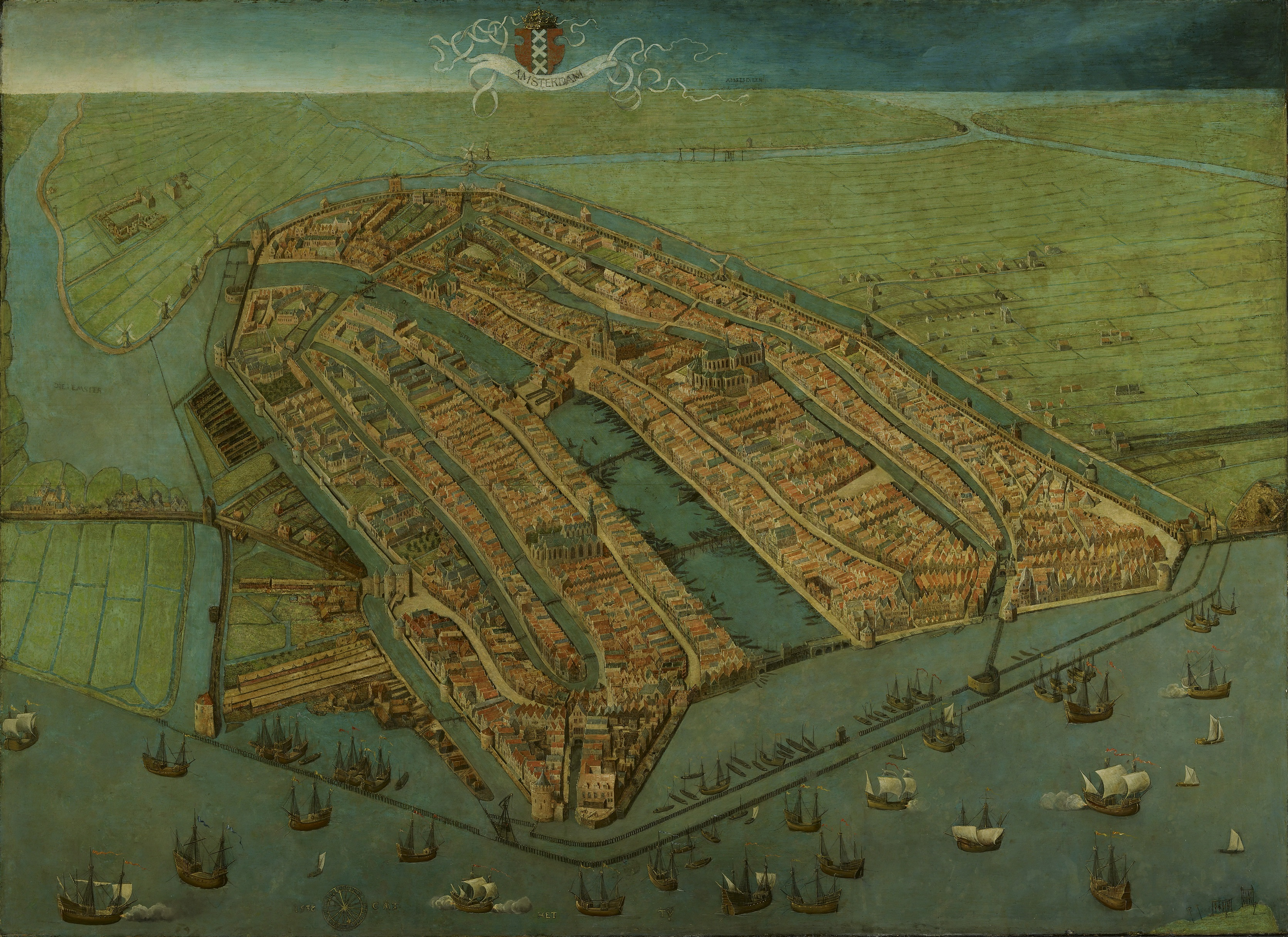
1538年当時のアムステルダム

ネーデルラント地方には各地から商人が集まり、ハンザ都市やスペインの他にイタリアの都市とも結びつきを強めた。ブリュージュは14世紀からジェノヴァやヴェネツィアと取り引きが盛んになる。イタリアの商船はミョウバン、染料、ワインを下ろしてイギリスの羊毛や毛織物を地中海へ運び、メディチ家もブリュージュに拠点を置いた。ポルトガルが西アフリカで入手した象牙、金、砂糖もブリュージュへ運ばれた。ヨーロッパで砂糖の消費が増え、大西洋で行われる砂糖貿易のひな型が15世紀にはできあがっていた。ブリュージュはハプスブルク家との対立で衰退して、かわってアントウェルペンがケルンの商人を介してイギリス産の毛織物を扱って急成長する。やがてポルトガルはアフリカを周回してインド洋の香辛料を直接運べるようになり、アントウェルペンは地中海を介さずに香辛料を扱ってさらに発展した。アントウェルペンはポルトガルの商館をはじめ外国人を積極的に招き、16世紀に最盛期を迎える。

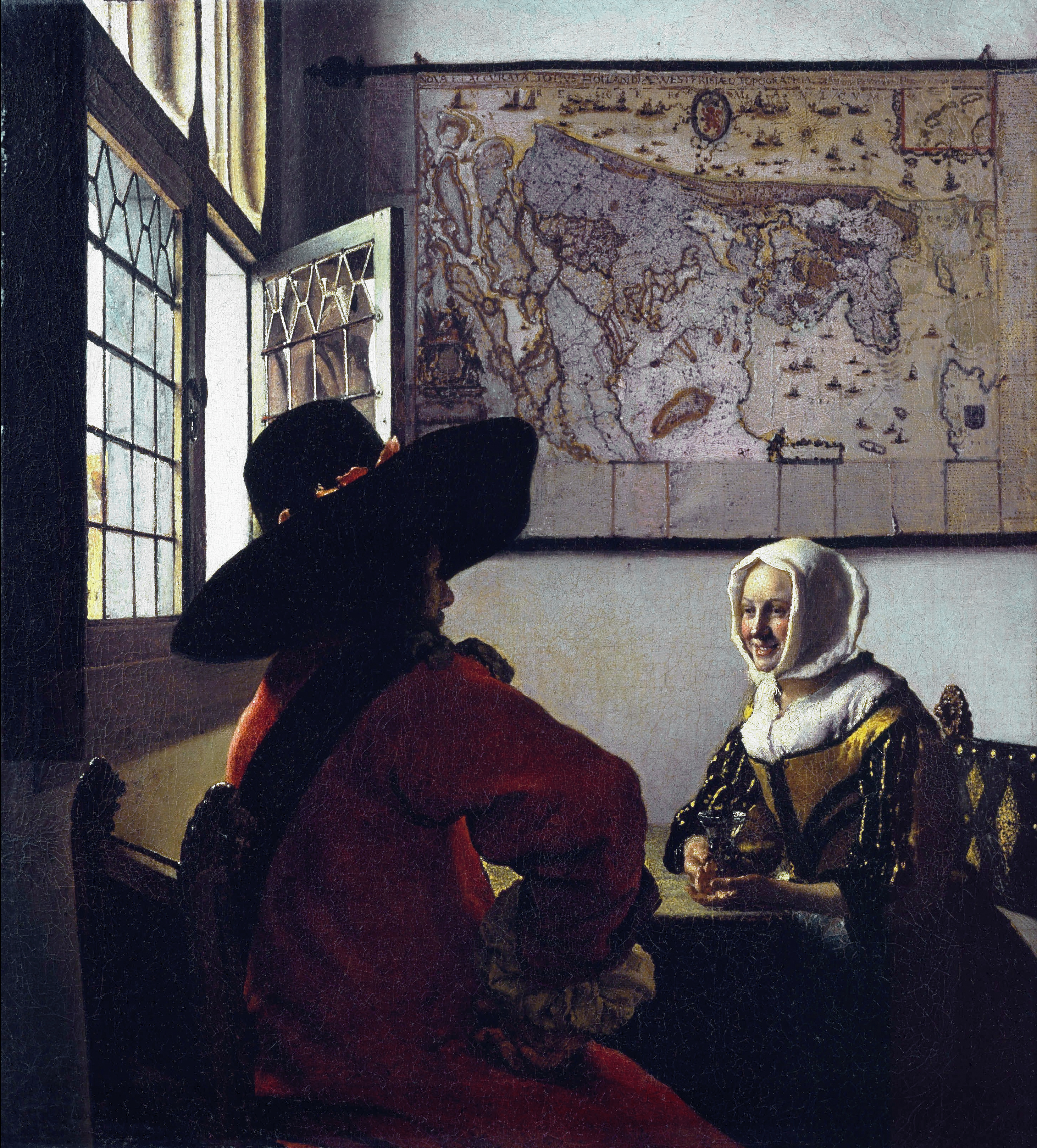
フェルメール作『兵士と笑う女』（1658年-1659年頃）

16世紀後半にはスペイン・ハプスブルク朝がプロテスタント弾圧を強め、アントウェルペンが陥落する。現地の商人たちは、アムステルダム、ロンドン、ハンブルクへ移住した。そのため3つの都市は貿易や金融で類似点を持ち、ときには補完関係やリスク分散を行いつつ繁栄した。アムステルダムは、スペインやポルトガルの異端審問を逃れて移住したユダヤ人の資金も流入して、金融技術の発達にともなってヨーロッパの金融センターとなる。法学者グロティウスが公海と自由貿易を論じた『自由海論』も、この時代に書かれている。
ハンブルクは大陸ヨーロッパにおいてアムステルダムに次ぐ港湾都市となり、16世紀から18世紀にかけて中立都市として栄え、他の都市が交戦中でも各国と貿易を行っていた。西ヨーロッパで開催されていた大規模な国際定期市は次第に内陸へと移り、ライプツィヒやフランクフルトのように見本市として存続する場合もあった。ロシアではマカリエフの定期市やニジニ・ノヴゴロドの定期市で、毛皮、茶、絹といったヨーロッパとアジアの物産が集められた。

#### 貿易会社

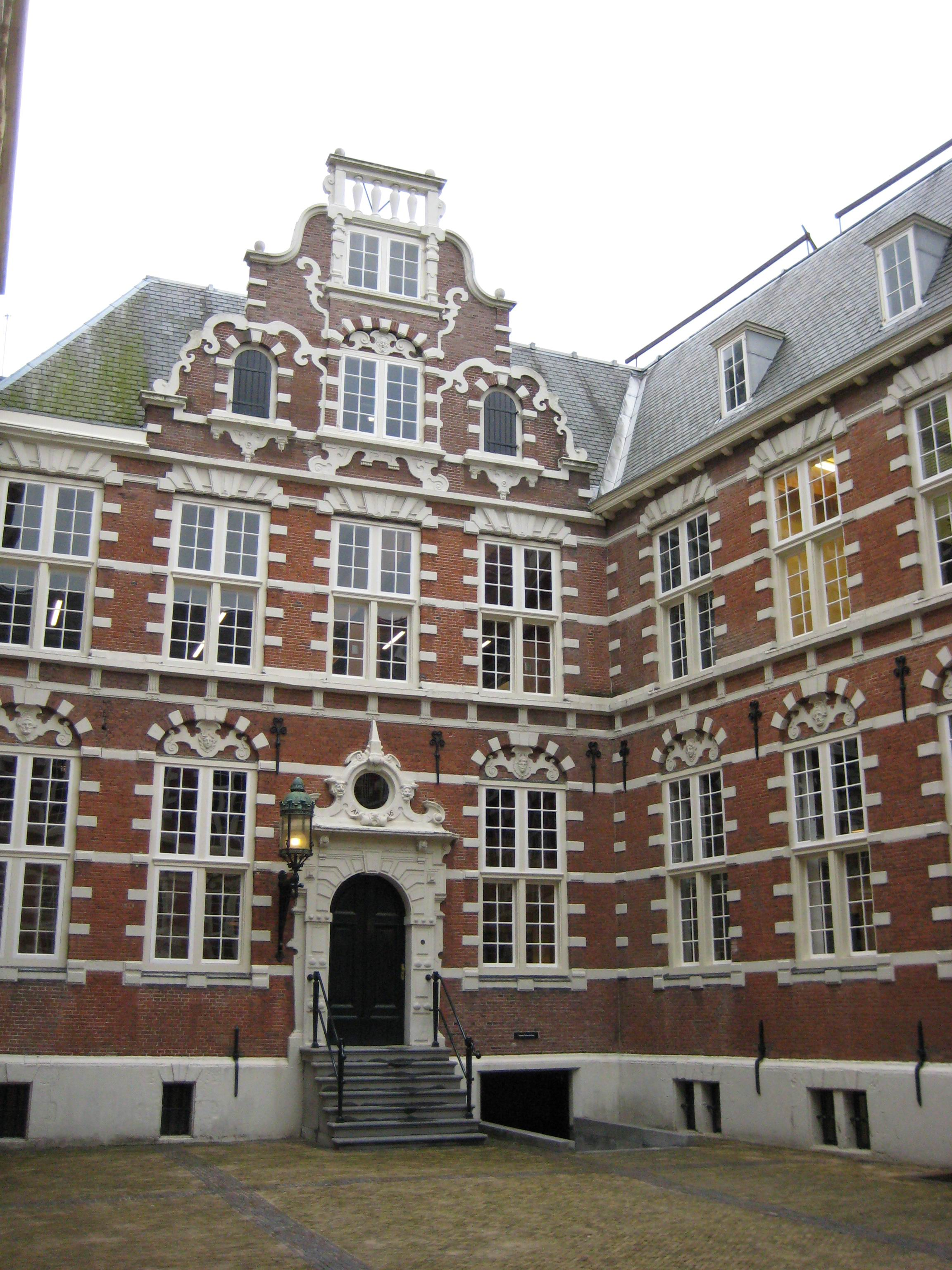
旧オランダ東インド会社の本社

共同資本で貿易を行う貿易会社が増え、その中には特別許可状を受けて貿易を行う勅許会社が現れた。1555年のモスクワ会社がイギリス初の勅許会社となり、モスクワ大公国との貿易を独占した。東インド会社は各国で設立されて、イギリスでは1600年にイギリス東インド会社が設立された。オランダでは、ジャワ島のバンテン王国との往復や、新航海会社のモルッカ諸島到着に影響されて会社が林立し、それらを統合してオランダ東インド会社の設立となる。オランダ東インド会社の資本金は、イギリス東インド会社の約10倍の開きがあった。当時の会社は航海ごとに組織される当座企業であり、イギリス東インド会社も初期は当座企業としての面があったため、オランダ東インド会社が世界初の株式会社と言われている。
オランダ東インド会社は、北アメリカ、ジャワ島、インド西岸、台湾、日本などに進出する。ポルトガルの貿易とは異なり布教は目的としておらず、ポルトガルに代わって長崎貿易を行うようになり、貴金属を得て莫大な利益を上げた。一方、イギリス東インド会社はインド、マラッカ、中国へと進出する。毛織物の輸出も計画していたが、アジアではヨーロッパの商品は人気がなく、東南アジアの香辛料、インドの綿織物、中国の茶などによって輸入超過が続く。こうした状況を変えるために、インドの植民地化やアヘン貿易が行われた。アフリカやアメリカ進出のための勅許会社としては、イギリスでは王立アフリカ会社、南海会社、イギリス南アフリカ会社などがあった。アフリカでの勅許会社は40社以上にのぼったが、多くは巨額の赤字を出して撤退して、国家による植民地支配が始まった。また、イギリスの南海会社やフランスのミシシッピ会社は投機の流行と混乱の引き金にもなり、南海泡沫事件はバブル経済の語源となった。
大規模な勅許会社は植民地政府のような役割を果たし、中でもインドにおけるイギリス東インド会社と、ジャワ島におけるオランダ東インド会社は顕著だった。プラッシーの戦い以降のイギリス東インド会社は、ムガル帝国のインドでディーワーニーと呼ばれる徴税権を得て地税収入を入手できるようになる。18世紀から19世紀にかけてインドで財を成した者はネイボッブと呼ばれた。

#### 貿易と国際秩序
ヨーロッパは、大規模な国際戦争である30年戦争をへて、1648年からヴェストファーレン条約のもとで勢力均衡がはかられる。この条約によって各国には領土権や法的主権、内政不可侵が定められた。勢力均衡の時代には、スコットランドの思想家デイヴィッド・ヒュームやアダム・スミスらが協調や商業による国家の結びつきを重視しており、これはマキャヴェッリやトマス・ホッブズの政治思想とは異なるものだった。ヒュームは1758年に『貿易の嫉妬について』を書き、貿易による相互利益にもとづく国家の関係を論じた。スミスやリチャード・コブデンは、国際関係において戦争ではなく貿易を優先することを提唱した。スミスは1776年の『国富論』で、隣国の経済的な繁栄は敵対状態ならば危険でも、平和で貿易が行える状態においては自国の繁栄につながると論じた。コブデンは、自由貿易によって軍備の縮小と平和がもたらされると論じた。

### 大西洋
大西洋貿易がスペインやポルトガルを中心としてメソアメリカや南アメリカで進み、ヨーロッパ各国がカリブ海や北アメリカへの植民を始める。北アメリカの植民地とイギリスの対立は、アメリカ合衆国の独立にもつながった。

#### 作物や家畜と貿易

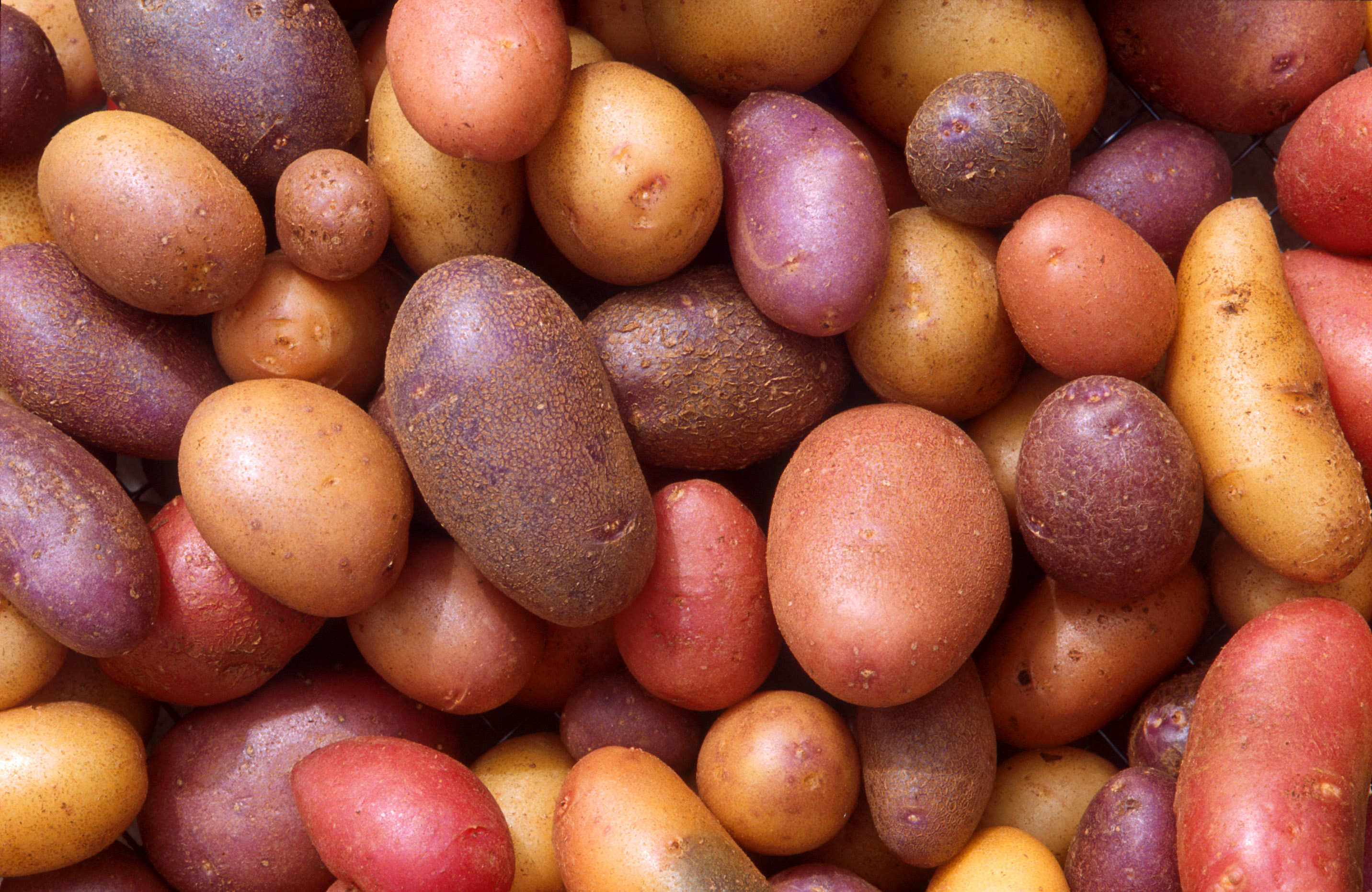
アンデスのジャガイモ

アメリカからの作物はトウモロコシ、ジャガイモ、キャッサバ、サツマイモ、トマト、カボチャ、落花生、トウガラシ、カカオ、タバコ、ゴムなどが運ばれた。ヨーロッパからの作物ではサトウキビ、コーヒー、バナナ、麦、タマネギ、コショウ、ブドウ。家畜では牛、馬、羊、山羊、豚、ロバが運ばれた。

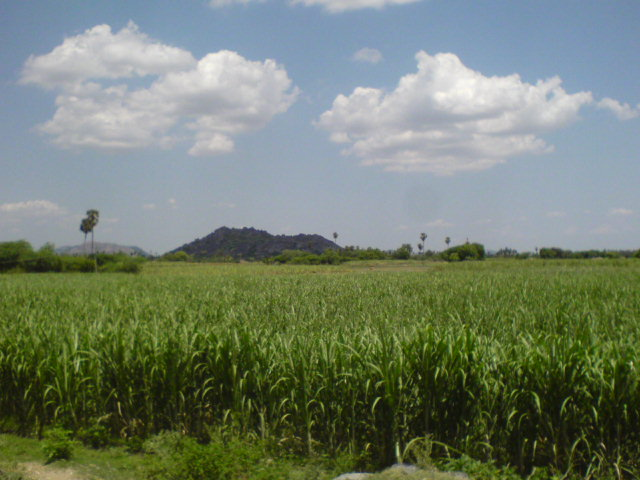
サトウキビのプランテーション

中でもサトウキビは大きな影響を与えることになる。サトウキビは東南アジアから西方へもたらされ、イタリア商人やイスラーム商人が地中海のキプロス、クレタ、シチリアなどで栽培した。しかし熱帯性であるため地中海では育ちが悪く砂糖は貴重で、15世紀にポルトガルが大西洋で砂糖を産して優位に立つ。スペインはカナリア諸島でサトウキビ農園を建設して、1493年のコロンブスの第二次航海ではカナリア諸島からのサトウキビが運ばれ、サント・ドミンゴでアメリカのサトウキビ栽培が始まった。トウモロコシは南ヨーロッパのイベリア半島、イタリア、バルカン半島で栽培され、アフリカやアジアへ伝わる。ジャガイモは北ヨーロッパのフランス、ドイツ、ポーランド、アイルランド、ロシアへ広まり、特にアイルランドでは主食となった。

#### 奴隷貿易
大西洋は、奴隷貿易が歴史上で最も盛んに行われた。大西洋の奴隷貿易が増加するきっかけは、サトウキビの栽培と関連がある。アメリカ大陸でサトウキビのプランテーションが始まると、大量の労働力が必要とされ、1501年には大西洋を横断する奴隷貿易が始まる。ポルトガルはすでに1486年にリスボン奴隷局を設立して、奴隷商人に貿易許可証を発行していた。スペインは貿易の請負契約であるアシエントを商人や外国と結び、奴隷商人は1545年から1789年にかけてアシエントの契約料と税金を納めて奴隷貿易を行った。1642年以前はスペインとポルトガルが主導して、次にオランダ、フランス、イギリス、デンマーク植民地帝国、スウェーデン、ハンザ都市もこれに続いた。

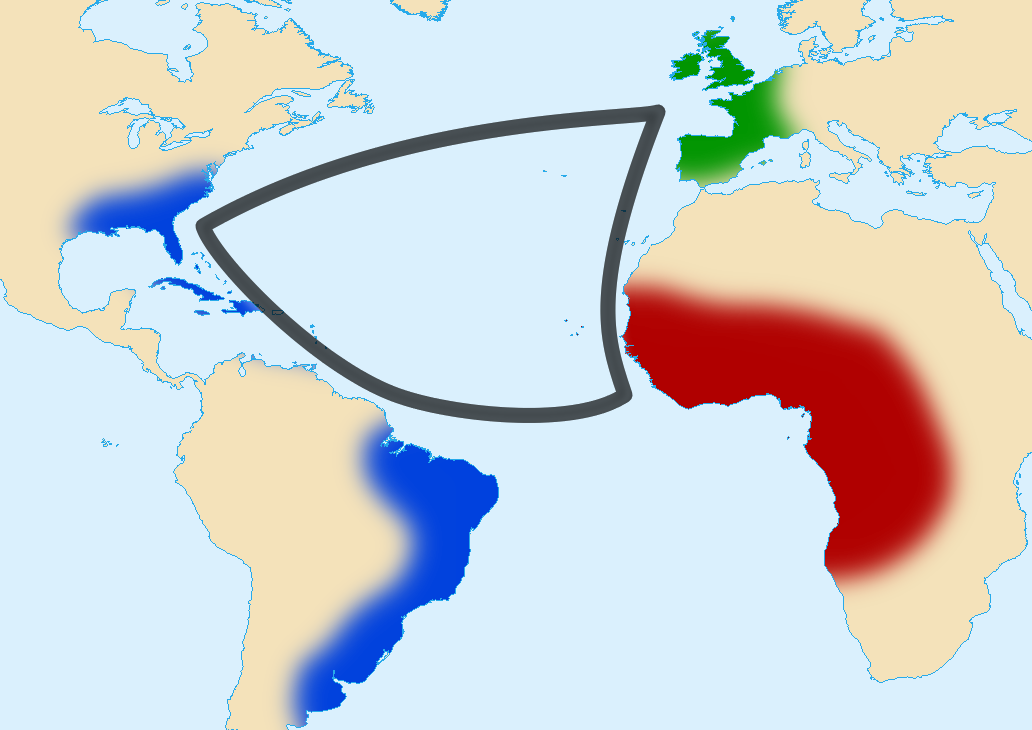
大西洋三角貿易

海流と風向きによって2つのルートがあった。赤道北部のルートはヨーロッパを拠点として、コンゴ川の北部と北アメリカ、カリブ地方、リオ・デ・ラ・プラタを結び、イギリスが主導した。南大西洋のルートはブラジルを拠点として、西アフリカや中部アフリカとブラジルを結び、ポルトガルが主導した。運ばれる人間の数は、人間の価格の上昇につれて増加した。16世紀中期のポルトガルのリスボンでは人口10万人のうち10パーセントが奴隷であり、スペインのセビリヤでは人口8万5000人のうち8パーセントが奴隷だった。運ばれたアフリカ人の総数は推定1250万人とされており、生きてたどり着けなかった者を含めると、さらに多数となる。運んだ数ではポルトガルが最多であり、17世紀にはスペイン領アメリカのペルー副王領とポルトガル領ブラジルに奴隷の多くが運ばれ、18世紀からはイギリス領カリブ、ブラジル、フランス領カリブの順となる。西アフリカからアメリカ大陸までの航海には40日間から70日間かかり、航海中の死亡率は8パーセントから25パーセントに及び、死亡率が最も高かったのは、距離が長い北アメリカへの航路だった。奴隷となったアフリカ人には戦争捕虜や犯罪者、奴隷狩りの犠牲者が多く、17世紀以降は奴隷獲得のための戦争を行うアフリカの国家もあった。18世紀以降は女性の割合が増えて男性2人につき女性1人となり、最後の60年間は子供の割合が2倍になった。

#### 奴隷制と三角貿易

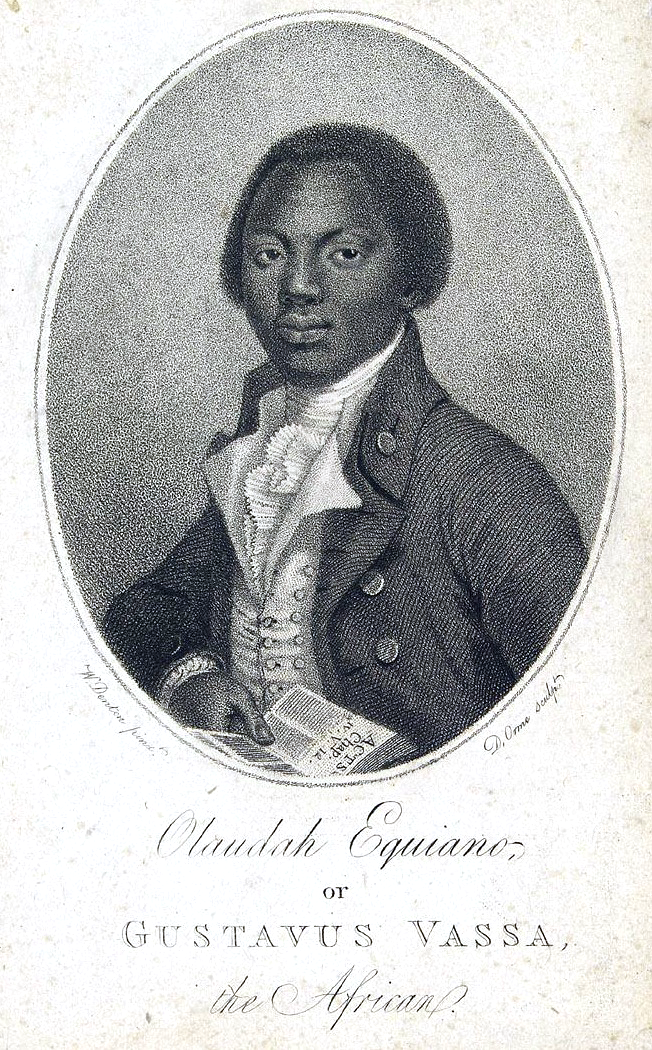
オラウダー・イクイアーノ『アフリカ人、イクイアーノの生涯の興味深い物語』表紙

16世紀からは三角貿易と呼ばれる手法が活発となった。ヨーロッパの産物を積んだ船がアフリカで奴隷を取り引きして、奴隷を積んでアメリカ大陸へ運ぶ。そしてアメリカ大陸のプランテーションで作った砂糖、コーヒー、綿花、タバコを積んでヨーロッパへ帰るというサイクルである。一巡するには1年半から2年間かかり、三角貿易を行った各国は莫大な利益を得た。
スペイン領では17世紀から18世紀にかけてメソアメリカのカカオが重要となり、19世紀にはカリブ地方の砂糖貿易がブラジルを上回るようになり、キューバからの砂糖が急増する。ポルトガル領では18世紀末からの砂糖とコーヒーの需要増加により、ブラジルの奴隷貿易は19世紀半ばまで最盛期を維持した。
北アメリカの大西洋貿易は、17世紀や18世紀にイギリス、フランス、オランダによって盛んとなった。イギリスは北アメリカ植民地でタバコや綿花のプランテーションを行った。北海やバルト海に比べると広大な大西洋では軍事力による貿易ルートの保護が重要となり、イギリスが有利となった。イギリスやアメリカの奴隷による記録は、奴隷体験記という文芸も生み出した。
奴隷貿易の禁止は、1792年にデンマークで違法とされたのをはじめとして、イギリスでは1807年の奴隷貿易法で違法となった。最後の環大西洋奴隷貿易の船は、1867年キューバに停泊した船とされている。しかし、ヨーロッパ各国の禁止後も密輸は続き、奴隷制度そのものが廃止されるまでには、さらに時間がかかった。

### インド洋、ペルシア湾

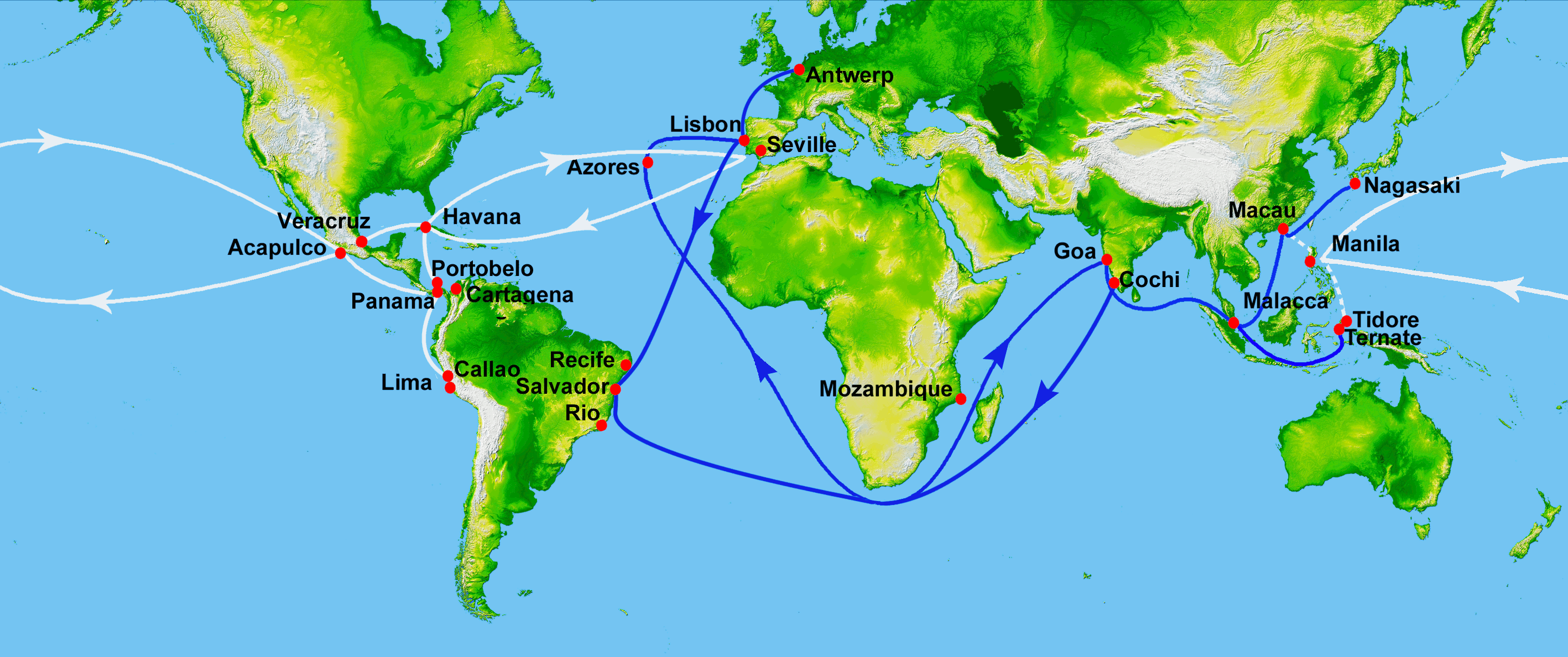
ポルトガルのアフリカ周回ルート（青）と、スペインの太平洋横断ルート（白）

インド洋は、大西洋のように艦隊で海域支配を求める国が長らく存在しなかった。内陸に基盤をもつ国は海上貿易には関税以外の干渉は少なく、海岸沿いの港市国家も商人を呼び込むために干渉を避けていた。インド洋ではモンスーンを利用した貿易が行われ、東部からは東南アジアの香辛料、西部からはアラビア半島・東アフリカ・ペルシャの産物、インドからは綿織物（キャリコ）が運ばれた

#### ヨーロッパの香辛料貿易進出
前述の状況の中、ヨーロッパ諸国が16世紀以降に香辛料貿易に進出をはじめる。最初に大規模な介入をしたのは、アフリカ南端からインド洋へのルートを開拓したポルトガルだった。ポルトガルはインド洋へ艦隊を派遣して、1509年のディーウ沖の海戦で、インドのグジャラート・スルターン朝とエジプトのマムルーク朝を破った。ポルトガルは1509年にはゴア、1510年にはホルムズやマラッカなど重要な港を占領して貿易ルートを確保して、香辛料貿易において優位が明らかとなった。ポルトガルはインド洋貿易圏に変化をもたらし、カルタスという通行証を発行した。インド洋貿易の船は、ポルトガルに関税を納めてカルタスを受けとる必要があり、持たない場合は拿捕された。
ポルトガルののちに、オランダ東インド会社とイギリス東インド会社が香辛料貿易を支配する。香辛料は大量にヨーロッパへ輸出されるようになり、1670年頃のコショウ需要が720万ポンドであるのに対して、オランダとイギリスは2倍近い量を運んだ。こうしてコショウ価格は下落して、ほかに利益の出る商品として、サトウキビ、コーヒー、ゴムなどのプランテーション作物の栽培が始まる。

### 太平洋

#### マニラとガレオン貿易

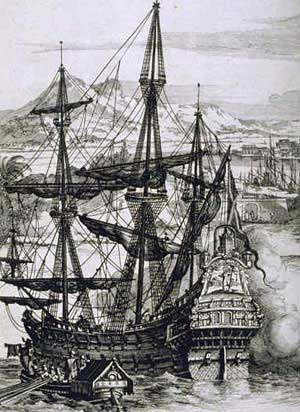
ガレオン船。デューラー画

ポルトガルがアフリカ周回ルートで東南アジアを目指したのに対して、スペインは太平洋を横断して東南アジアへ到達した。1570年にスペイン船が到着した時のマニラはフィリピン諸島の交易中心地で、マレー系のイスラーム教徒でスペインにモロ人と呼ばれた人々のマニラ王国があり、華僑も住んでいた。スペインはマニラ王国の王であるラジャ・ソリマンを殺害して、1571年からマニラとアカプルコを結ぶ定期航路を始める。アメリカからはポトシで採掘された銀を運び、福建から運ばれた絹や陶磁器、香辛料をマニラで買い付けた。太平洋の横断には2、3カ月かかり、帰路はさらに長くかかった。輸送には大型帆船のガレオン船を用いたためにガレオン貿易とも呼ばれ、ジャンクより積載量に優れる反面で海難による損失も大きかった。ガレオン貿易の影響で、スペイン人に生活物資を売る華僑が急増して、スペイン人からサンレイと呼ばれた。定住した華僑により中国系のメスティーソも増え、17世紀初頭には、マニラが中国船寄港地として最大の華僑人口を抱えた。華僑の居住地はタガログ人にパリアンと呼ばれた。崇禎帝による海禁復活とガレオン船の海難が重なって貿易が不振になると、マニラでは治安が悪化して、スペインによる華僑の大量殺害も起きた。

#### 契約年季労働

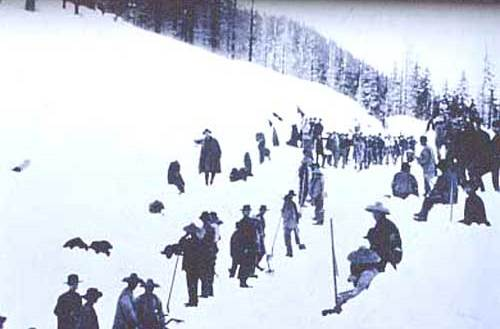
雪の中で大陸横断鉄道建設のために働く苦力

トウモロコシ、サツマイモ、落花生、タバコが中国に輸入されて栽培が進むと、江南は人口増となり、台湾、タイ、ジャワへの移住が起きる。1830年代からの1世紀で華僑は激増して、それまでの商人である華商から、華工の割合が増加した。一方で、アフリカでの奴隷貿易の禁止が進み、各国では労働力の不足をおぎなう方策が求められるようになる。こうして天津条約や北京条約ののちは、1860年代から移民が急増した。1840年代から1870年代には移民がカリブ地方、南北アメリカ、ハワイ、アフリカに向かい、蒸気船の実用化も輸送に拍車をかけた。清からの移住者は苦力とも呼ばれ、1866年には清とイギリス・フランスのあいだで華工移民協定が結ばれ、契約移民となった。インド系移民も多数にのぼり、同様のルートで各地のプランテーションで働いた。契約年季労働者は200万人以上にのぼり、旅費と引き換えに5年間の労働契約を結んだ。白人の労働者には土地が割譲されることがあったが、中国人やインド人は帰国させられた。奴隷制の代わりとして過酷な労働につかされたため、契約期間を全うできない者も多く、1920年代には中国とインドで契約年季労働が禁止された。
契約年季労働の初期には、強引な手段や暴力で人集めをする業者もおり、そのような行為はブラックバーディングと呼ばれた。ブラックバーダーは中国や太平洋各地から人間を集めて島々や南米のプランテーションに送り、地域が荒廃するほど多数の住民が連れ去られた島もあった。契約年季労働を終えた者が持ち帰る財は現地で大きな価値を持ち、欧米の財を入手するために契約労働を始める者もいた。

#### オセアニア
オセアニアでは根菜農耕、樹木の栽培、漁労や採集を生業にしつつ、島嶼間の航海技術を発達させた。15世紀までには、人類はオセアニア全域に広がっていた。オーストラリアのアーネムランドでは、17世紀からスラウェシ島民とアボリジニが協力してナマコの加工を行い、ヨーロッパ人に輸出した。スールー海ではタオスグ人がナマコ貿易でヨーロッパから銃器やアヘンを入手し、ナマコ漁には島嶼部で捕らえられた奴隷が従事していた。19世紀にはメラネシアでヨーロッパ向けの白檀の伐採と輸出が盛んになり、乱伐で白檀が枯渇するとナマコの輸出が始まる。フィリピンからフィジーに乾燥ナマコの製造法が伝わり、ナマコの対価として銃器が輸入されたため抗争が激化した。
18世紀末から鯨油を得るための捕鯨が盛んになり、太平洋諸島は捕鯨船の補給基地となる。19世紀に日本沿岸が捕鯨場として有名になり、アメリカは捕鯨船の補給のために江戸時代の日本に来航し、江戸幕府の開国につながった。鯨油産業ののちにはオイル用のココナッツ、サトウキビ、グアノの蓄積によるリン鉱石の輸出がなされる。

### 産業革命
近代的な工場は、アメリカ大陸のプランテーションの砂糖工場から生まれた。サトウキビから砂糖を作るには迅速な作業が必要であり、プランテーションの奴隷労働者の1割ほどは工場労働をしていた。収穫後から精製までの時間を短縮するために、時間管理も厳しく行われていた。ヨーロッパにおいては、初期の工場労働者は農民からではなく手工業者から雇われていた。
産業革命の条件には、工業原料の調達や製品の輸出をするために国境を越える物流が不可欠であり、最も早く整えたのはイギリスだった。イギリスは石炭資源に恵まれたほか、統制経済政策で貿易の管理を強めた。1651年から航海条例を発布してイングランドの貿易をイングランド籍の船にかぎり、大西洋やヨーロッパで競争相手であったオランダ船を排除した。イギリスの保護主義政策は1690年から顕著となり、毛織物産業を保護するために関税がかけられ、原毛の輸出が禁止されて、国内の利害対立も起こした。イギリスは戦費の負担が大きく、公共支出の増大は間接税と国債発行を呼び、近代的な中央銀行の確立につながる。海軍への出費は需要増にもなり、1750年代から工業化を後押しした。
イギリスでは綿織物業、鉄鋼業、造船業、海運業などの急速に発展をしていた分野は増税されず、産業の成長をうながした。綿織物が世界市場へ輸出され、18世紀末から19世紀初頭にかけて輸出額が2倍以上に上昇した。1789年のフランス革命からナポレオン戦争へと続く混乱と戦争は大陸諸国の経済に打撃を与えたが、本土が戦火から離れていたイギリスには結果的に利益を与えた。フランス帝国は大陸封鎖令でイギリスとの貿易を禁じたものの、これはフランスの同盟国の反発を招いた。

#### 自由貿易
工業化と植民地の拡大は産業資本家、商人、投機家だけでなくイギリス国民に支持され、自由貿易が推進された。東インド会社のような特権を持つ企業は、自由貿易を支持するアダム・スミスによって批判された。その一方で他国からは、イギリスが自由貿易を進めるのは強い経済力を背景とした利己的な政策であると批判された。また、イギリスはいち早く工業化を達成した地位を利用して他国を搾取しているという意見も存在した。ナポレオン戦争が終わる1815年には、物流ではハンブルクとロンドンの競争でロンドンの優位が明らかとなり、金融ではアムステルダムとロンドンの競争でロンドンが優位となった。ナポレオン戦争中は食料品が値上がりをして地主の利潤が大きく、戦後も高値を保つために地主の働きかけで穀物法が制定されると、経済学者デイヴィッド・リカードはこの法律に反対し、リチャード・コブデンやジョン・ブライトは反穀物法同盟の運動を行う。やがて穀物法や航海条例など保護貿易のための法律は廃止された。1860年には、イギリスとフランスの2国間通商条約としてコブデン＝シュヴァリエ条約が結ばれる。大陸ヨーロッパでは自由貿易がイギリスに利益を与えるものと考えられたが、実際には大陸からのイギリスへの工業製品の輸出は増加しており、イギリスは貿易赤字国となっていた。イギリスの赤字は、植民地のインドによってまかなわれた。

#### 交通と通信の発達

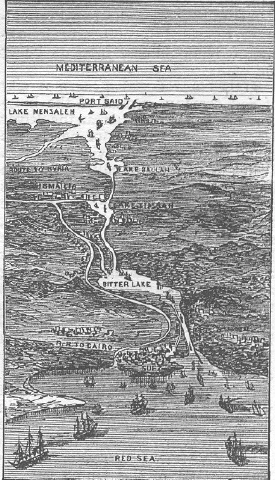
スエズ運河の風景画（1881年）

ナポレオン戦争後のウィーン体制に入ると、産業革命がイギリス以外の各地でも進行する。鉄道建設はイギリスにおいて発達し、各地へ広まった。鉄道には大規模で長期的な投資が必要となり、紡績工場や炭鉱などの事業で資金を手にしていた投資家によって解決された。鉄道や運河など交通機関の整備にともない、ヨーロッパ域内の物流が活発となった。
1844年にアメリカのサミュエル・モールスが実用化した電信はイギリスで急速に広まり、1851年にはドーバー海峡の海底ケーブルをきっかけに世界各地で敷設が進められ、1866年には大西洋、1902年には太平洋も横断した。電信によって取引にかかる時間が短縮され、商慣行の統一が進み、物流が改善されていった。イギリスの電信会社は1870年から国有化され、植民地の統治にも効率化をもたらした。交通機関は1850年代から帆船にかわって蒸気船の利用が増加し、通信技術とともに貿易の速度を高めた。船舶と鉄道は1870年から1910年にかけて急増して、世界の商船は1600万トンから3200万トンになり、鉄道は20万キロメートルから100万キロメートルとなった。1869年のスエズ運河で地中海と紅海がつながり、1914年にはパナマ運河が開通して太平洋とカリブ海がつながる。交通と通信の発達によって、移民も増加した。資源貿易も大きな変化をとげる。電信や電機工業では銅が必須であり、ペルー、チリ、ザイール、ザンビアといった銅産出国の輸出が増加した。蒸気機関の次に内燃機関が実用化されると、石油とゴムの消費が増えた。

#### 植民地と門戸開放

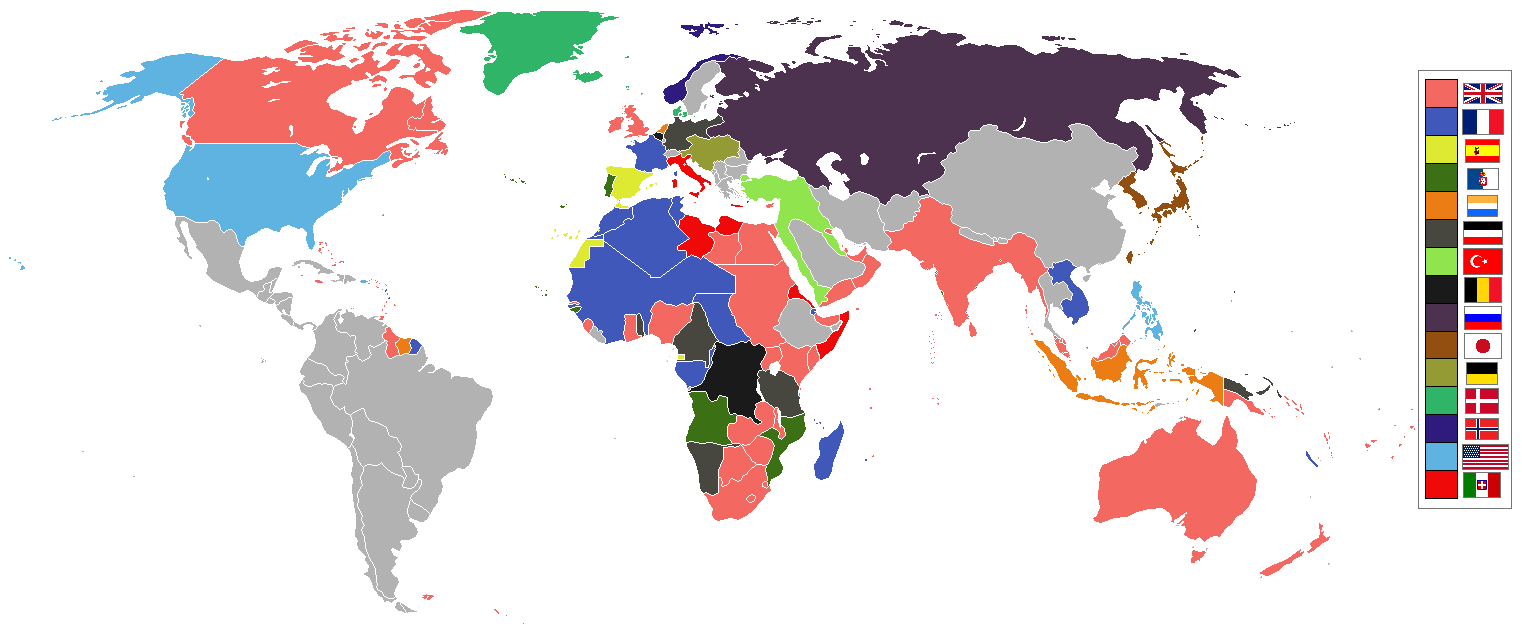
第一次世界大戦勃発時の世界の植民地（本国を含む）

産業革命により、工業原料の輸入や製品の輸出が求められるようになる。工業化をすすめる国々では、資源や輸出のための地域獲得を行った。地球の表面積の約40パーセントが、イギリス、フランス、ドイツ、イタリア、オランダ、ベルギー、アメリカ合衆国、日本の植民地、保護領、委任統治領となった。
植民地の貿易は、宗主国の都合に合わせて整えられた。インフラストラクチャーは宗主国が求める産業に優先され、農業は換金作物が多くなり、食料自給率が低くなる。工業では宗主国から製品が輸入されて、宗主国が必要としない製造業の発展が遅れたり、宗主国と競合する産業が衰退した。技術者、経営者、官僚は宗主国の者が多く、現地出身の人材が不足する。こうした問題が最も深刻となったのが、アフリカであった。
植民地の獲得は、各国の保護貿易による競争や対立と結びつく。アフリカやアジアは数カ国によって分割されるか、門戸開放政策で競争が激化して武力衝突も起きた。アフリカはベルリン会議により分割され、中国をめぐっては欧米と日本の対立へとつながった。

### 南アジア、東南アジア

#### インド

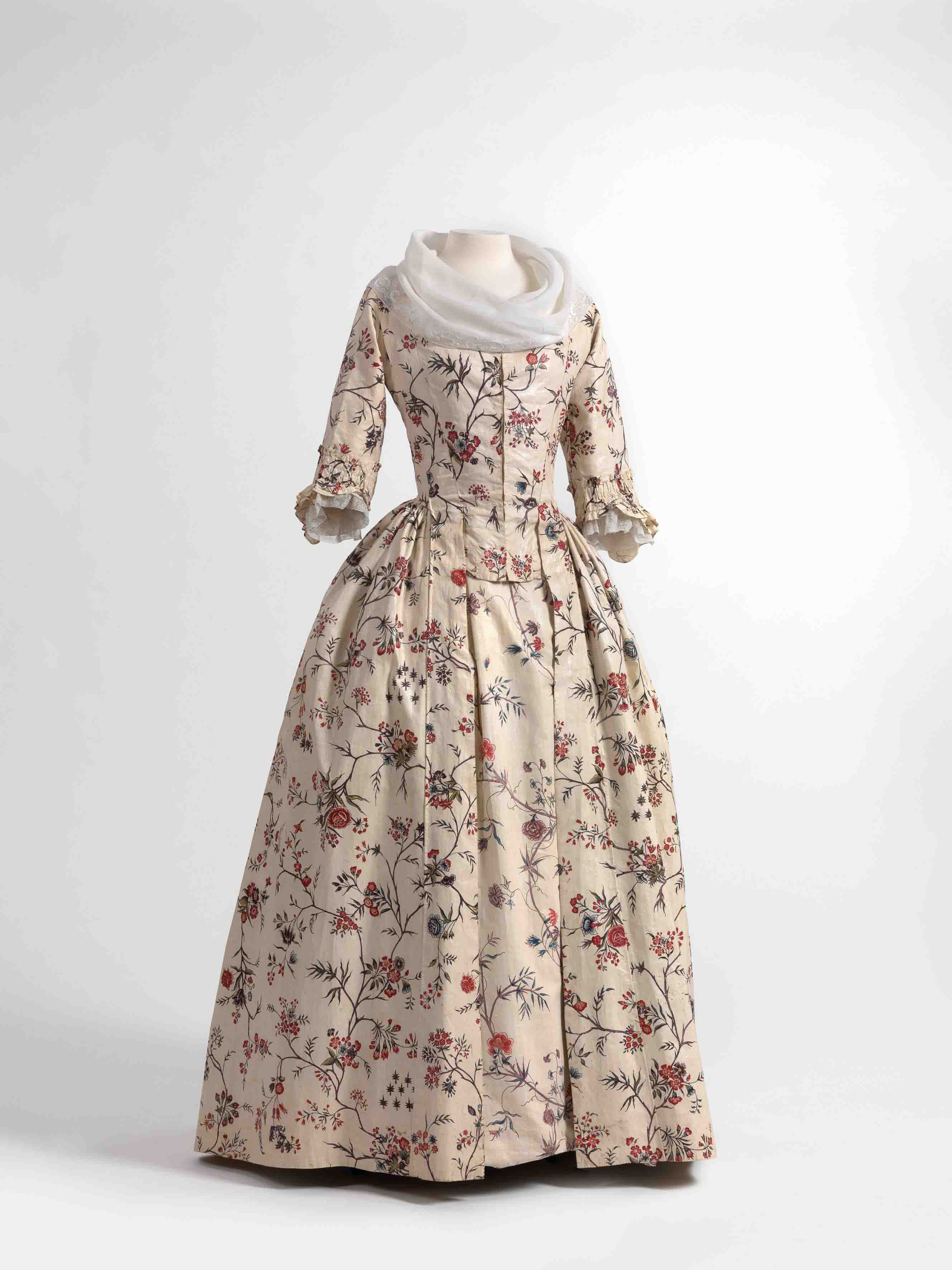
インド更紗を用いたドレス（1770年から1790年）

ムガル帝国時代のインドの海上貿易は16世紀から18世紀にかけてスーラトを中心とした。スーラトでは多様な集団が活動し、住民の大半はバニヤーと呼ばれるヒンドゥー教徒やジャイナ教徒で、他にアルメニア人やユダヤ人、ボーホラー派もおり、行政官はイスラーム教徒が多く、さらに各国の東インド会社の商館も置かれた。インドの綿織物は名産としてカリカットからヨーロッパへ輸出されるようになり、港の名前をとってキャラコと呼ばれた。国内では、ペートと呼ばれる市場町の建設が相次いだ。都市のペートは大商人や役人、村のペートは村長や商人が政府に求めることで建設された。ムガル帝国の時代にはイギリス東インド会社が商館を増やしてゆき、香辛料にかわってキャラコを扱い、イギリスでのキャラコの人気は、キャラコ熱とも呼ばれる現象を起こした。インドは17世紀まで綿工業や絹工業の中心地であったが、イギリス東インド会社の進出で産業を破壊される。この影響で、インド綿業の中心だったダッカは19世紀までに人口が70パーセント減少した。こうしてインドは織物用の綿花や絹、紅茶、コーヒーなどの一次産品や、中国向けのアヘンを輸出する地域へと変えられる。1813年の特許状法で東インド会社の独占体制が崩れて自由貿易が推進されると、東インド会社はインド植民地の統治機関へと変化する。1857年のインド大反乱ののちに東インド会社は解散して、イギリス領インド帝国が成立した。
19世紀後半のイギリスは、北米やヨーロッパに貿易赤字を抱えていた。インドはそれらの地域に一次産品で黒字であり、イギリスの赤字の40パーセントはインドの黒字によって相殺された。これは多角的貿易決済と呼ばれる。また、インドは鉄道建設などイギリスの投資に対する利子支払いと、兵士の提供と出兵費用など本国費と呼ばれる支払いをした。1870年代からインドの通貨ルピーはポンドに対する価値が下がり、その対策として金為替本位制で高いレートでポンドにリンクしたためイギリスからの輸入が増え、一次産品の換金作物の輸出で補われた。プランテーションの労働者としてインド系移民が急増し、モーリシャスやフィジー、東南アジアへ送られた。南アフリカにもインド人の契約労働者が住み、当地の人種差別や労働環境の改善につとめたマハトマ・ガンディーの活動は、のちにインドの独立運動へとつながる。

#### モルッカ諸島

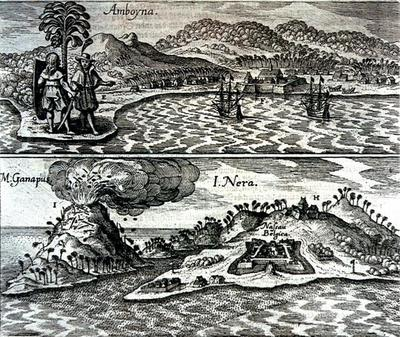
アンボイナ島における英蘭の領土を描いた銅版画（1655年）

肉料理の香料として重宝されたクローブは、当初はモルッカ諸島でのみ産する植物だった。そのため、香辛料貿易の利益をめざすポルトガルとスペインの対立の場となる。モルッカでは古来からウリ・リマ（5の組）とウリ・シバ（9の組）という集団に分かれて対立をしており、ウリ・リマはテルナテ島の王が指導して、ウリ・シバはティドレ島の王が指導していた。ポルトガルはテルナナ島でクローブの独占を進め、スペインのカスティリア王国は太平洋ルートでティドレ島に到着して、ポルトガルが支援するテルナテ島とスペインが支援するティドレ島との間で戦闘となる。ポルトガルとスペインの対立は1529年のサラゴサ条約で終結して、クローブ貿易はポルトガル王室以外にも開放されてポルトガル商人がマカオやティモールにも出向くようになった。ポルトガルとスペインの次には、オランダ東インド会社とイギリス東インド会社が進出して対立する。オランダ側がイギリス商館の全員を殺害するアンボイナ事件が起きると、イギリスはインドへと活動を移す。その後もテルテナとティドレは貿易の拡大で繁栄を続け、1681年にはオランダ東インド会社がクローブ貿易を独占した。

#### 華僑の増加
華僑は東南アジア各地で定住が増え、中国人街が建設される。移住の大規模化には、海運と通信の向上が大きな影響を与えた。また、輸送サイズの大型化や頻度の増加、働き口や賃金の情報の早さも重要であった。タイのアユタヤ朝は華商に貿易を委託し、磁器、絹、木材、米、インド更紗などを取り引きした。アユタヤ朝が滅んだのちはチャオプラヤー川のデルタ地帯がサトウキビや米のプランテーションとなり、18世紀には潮州人がタイの王室貿易を独占した。フィリピンでは華僑がメスティーソを形成して、18世紀から国内商業の中心となる。スペインはカトリックの布教も目的としており、改宗と引き換えに中国人商工業者に土地を与えた。ジャワではプラナカンと呼ばれる集団が形成され、プラナカンの商人はオランダ東インド会社と取り引きを行った。マレー半島ではババ・ニョニャと呼ばれる集団が生まれ、ババの多くは豊かな貿易商人として住宅街や商工街を建てた。

#### マレー半島、ジャワ

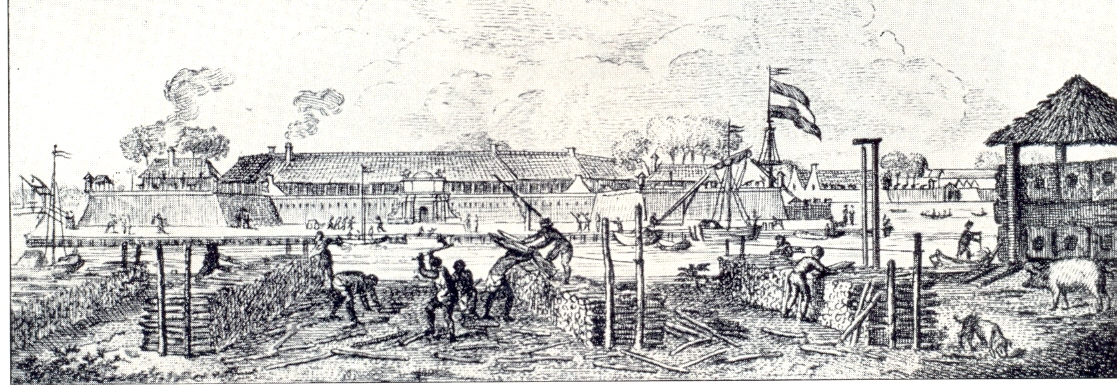
17世紀のバタヴィア

ポルトガルがマラッカを占領して、のちに来たオランダ東インド会社はジャワのバタヴィアに拠点をかまえた。17世紀初頭にはコショウ生産は年930万ポンドとなり、サトウキビの栽培も需要増で広まった。香辛料貿易が衰退するにつれて、輸出品はサトウキビ、コーヒー、ゴム、タバコ、パームヤシ、ココナツなどの作物に移った。
18世紀の東インド海域ではブギス・マカッサル族が制海権を持ち、イギリス東インド会社の許可を受けた個人商人のカントリー・トレーダーはアヘンを扱い、ブギス人と協力をして東インド貿易に参入した。のちにオランダ東インド会社がこれを攻撃してイギリスとオランダの紛争となり、東インドの海域は混迷して海賊が横行した。イギリスは植民地政府およびイギリス商人と、華僑のネットワークを用いて拡大した。イギリス東インド会社によるアヘンの三角貿易はイギリス・インド・中国で行われ、ルート上の東南アジアでもアヘンが流通した。イギリスは1819年のシンガポール獲得をはじめとしてマラッカ海峡の支配を進め、イギリスのカントリー・トレーダーと華商が活動してシンガポールは東南アジア華僑の中心となる。自由港であり関税収入がなかったシンガポールでは、アヘンの請負収入が植民地政府の収入の半分を占めた。
オランダ東インド会社は香辛料価格の下落で18世紀末に破産し、オランダ東インド政府に引き継がれる。オランダはイギリスの自由貿易に対して、サトウキビの強制栽培制度と貿易独占、そしてアヘンの徴税請負で利益を目指した。強制栽培ではジャワの農民にサトウキビやコーヒー生産を強制して、オランダ王立商社が独占販売した。強制栽培は批判を受けてプランテーションとなり、白人系の農場主のもとで契約移民の広東人が多数働いた。アヘンの徴税請負は、政府がインドからアヘンを輸入して、その専売権を公開入札するという制度である。中国人が多くを入札して請負料を納めて、ジャワの農民にアヘンを販売した。スペインとオランダは、イギリスにならってジャワとルソンでケシ栽培に取り組むが失敗に終わった。

### 中央アジア、北アジア

#### 山丹貿易

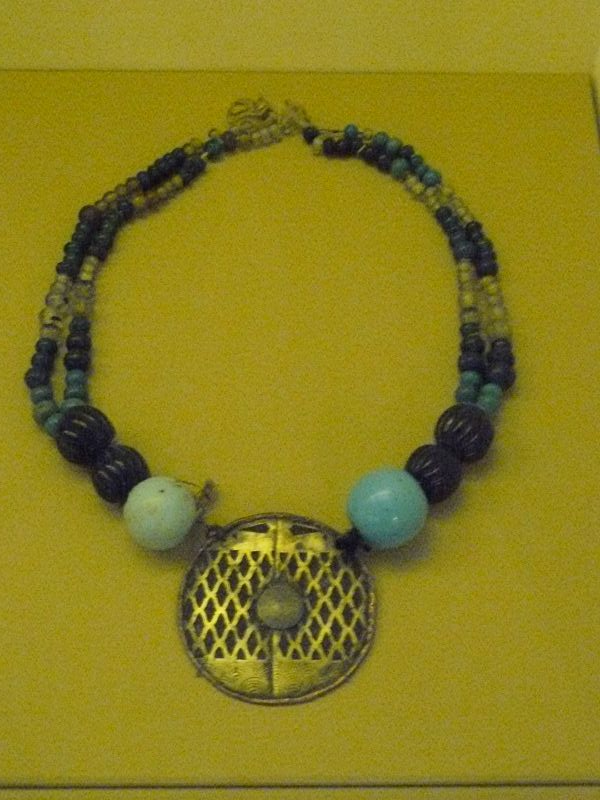
アイヌ女性のタマサイ（ネックレス）。山丹貿易等で得たガラス玉(アイヌ玉)を用いている。

アムール川や樺太などの北東アジアでは、山丹人と呼ばれたウィルタやニヴフと、樺太のアイヌによる山丹貿易が行われた。アイヌが毛皮や米を運び、山丹人が清の布地や絹服などを運んだ。山丹貿易には、日本の松前藩や中国の清も関わっており、松前藩は松前城下でアイヌと取り引きをして清の物産を入手した。清の側では、山丹人がアイヌ経由で得た毛皮を朝貢として受けとった。山丹貿易は江戸幕府が終わるとともに行われなくなり、朝貢で利益を得ていた民族には打撃となった。

#### ロシアの毛皮貿易
ロシアは中世のノヴゴロド公国の時代から毛皮貿易が盛んであり、ヨーロッパにビーバーやテンの毛皮を輸出していた。ロシアは16世紀にシベリア、17世紀後半にアムール川流域に進出して、ロシア、モンゴル人、漢人の毛皮貿易が盛んになった。ネルチンスク条約では朝貢形式での貿易、ブーラ条約やキャフタ条約では民間の貿易が認められる。ロシアや清ではクロテンの毛皮が珍重されて、清はロシアにとって最大の毛皮輸出先となるが、18世紀にはシベリアの毛皮資源が減少してロシア商人はアリューシャン列島やアラスカへ行き、ラッコやオットセイの毛皮をオホーツク、ヤクーツク、イルクーツクへ運んだ。イルクーツクの商人グリゴリー・シェリホフは、太平洋を横断して、アラスカや北アメリカの西海岸で毛皮を収集した。勅許会社の露米会社が設立されると毛皮貿易を独占して、支配人のアレクサンドル・バラノフはロシア領アメリカの初代総督にもなった。
清とロシアの間ではキャフタ条約が結ばれ、国境に近いキャフタではロシアの毛皮と清の茶が取り引きされた。ヨーロッパ向けの毛皮輸出が減少を続けていたため、ロシアにとって清は重要な輸出先となったが、清は貿易の拡大には積極的ではないため、しばしば中断した。

#### 清やロシアの中央アジア進出
18世紀には、カザフ・ハン国やコーカンド・ハン国と、中央アジアへ進出した清やロシアとの間で貿易が行われた。コーカンド・ハン国は交易が盛んなタシュケントを領土として、中央アジア交易を主導した。清はジュンガル王国を征服して、唐の時代以上の領土を得る。東トルキスタンは新疆とも呼ばれて清の文化が流入した。カザフやコーカンド・ハン国は清に朝貢として馬、牛、羊を送り、清は回賜として繻子、綿布、茶を送った。
ロシアはエカチェリーナ2世の時代に中央アジアの併合をすすめる。ヨーロッパと中央アジアのルートがつながると、タタール人が中継貿易を活発にして、カザンが拠点として繁栄した。カザフとロシアの貿易はオレンブルク、トロイツク、ペトロパブルなどで行われ、カザフは家畜や毛皮、ロシアは織物や金属製品、食料を輸出した。

### 東アジア

#### 茶貿易

ティークリッパーのカティーサーク

17世紀から、ヨーロッパとの茶貿易が始まる。1609年にオランダ東インド会社が日本の緑茶を平戸から運び、オランダを通じてフランスやイギリスで飲茶の習慣が広まった。のちに日本からは貴金属の輸出が増え、茶は中国が主流となる。18世紀からイギリス東インド会社はコショウに代わって紅茶貿易に力を入れ、1760年には620万ポンドと総輸入額の60パーセントを占めた。18世紀初頭では緑茶の割合が多かったが、中頃には紅茶が多くなった。陸路ではロシアにも運ばれ、マカリエフの定期市などで大量に扱われた。やがて、一番茶を運んだ船にプレミアをつけるという習慣が生まれ、速度の出る大型帆船としてクリッパーが普及する。イギリスは輸入超過が続いて中国へ銀が流出したため、その解決策としてアヘン貿易が行われる。イギリスの茶貿易は植民地との対立も生み、アメリカ合衆国の独立につながった。

#### 日本の貴金属

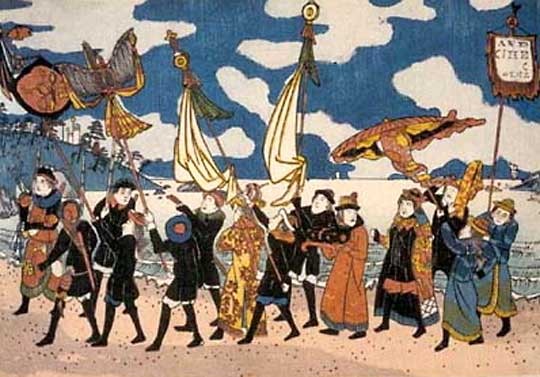
カピタン江戸参府のオランダ人を描いた浮世絵

日本は灰吹法によって精錬が向上して、貴金属の産出が増加する。朱印船貿易以降は、中国からの生糸を買い付けるために金、銀、銅で支払いを行った。平戸と長崎には華僑が住み、その住まいは唐人屋敷と呼ばれた。朝鮮の釜山には日本人の応接や貿易のために倭館が建設され、朝鮮人参や生糸の支払いに銀を用いた。こうして日本からの貴金属はアメリカからの銀と並んで世界の貿易に大きな影響を与えた。ポルトガルは江戸幕府の鎖国令で取り引きが禁じられて、ポルトガルの次にはオランダ東インド会社が幕府と長崎貿易を行った。やがて幕府では貴金属の減少が問題となり、貿易量を制限する定高貿易法や、元禄以降の貨幣改鋳へとつながった。

#### 明清代の海上貿易

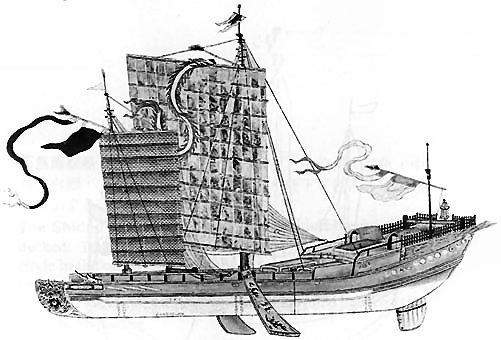
清代のジャンク船

中国ではボルネオ島を通ってモルッカ諸島へ行く香料貿易のルートが知られており、東洋航路と呼ばれた。明の文人の張燮は商船員からの情報をもとに『東西洋考』を書き、ボルネオ島北部のブルネイは東洋の尽くる所、西洋の起る所と呼んでいる。元末から明にかけては、東洋と西洋の基準としてボルネオ島が用いられていた。明の時代には陶磁器がヨーロッパにも輸出され、中国の青花や日本の伊万里焼の影響を受けて、デルフト陶器やマイセン陶磁器などが作られた。
明が海禁を敷いている頃から牙行と呼ばれる仲買人の集団が活発となり、1567年に海禁が緩和されると、牙行から貿易や徴税の特権を得る者が出た。鄭芝竜はアモイや杭州を根拠地として5000隻の船を所有して財をなし、息子の鄭成功は台湾のオランダ東インド会社を攻撃して鄭氏政権を建国して、1683年に清が攻撃をするまで繁栄を続けた。清の成立当初は海禁政策がとられたが、中期以降はヨーロッパやアメリカと管理貿易が行われて広東貿易体制と呼ばれた。これはヨーロッパ商人との取り引きを広東に限定する制度で、1720年以降は広東十三行と呼ばれる特権商人のギルドが取り引きを独占した。

#### アヘン貿易
イギリスは清との貿易で赤字が続き、その解決策としてインドでケシを栽培してアヘンを清へ輸出した。アヘンは17世紀からオランダが持ち込んでおり、イギリス東インド会社がアヘンによる三角貿易を確立した。イギリス東インド会社は、まず個人商人であるカントリー・トレーダーに中国でアヘンを販売させて、アヘン購入には銀を定めた。次に、入手した銀で中国茶を購入してヨーロッパへ運ぶという方法をとった。こうしてイギリスは赤字を解消するが、清では銀の流出とアヘン中毒の拡大が問題となる。清はアヘンを禁止しようとしたため、イギリスとの間で1840年にアヘン戦争が起きた。インドからのアヘン輸出は、1870年には1300万ポンドに達して、対中国貿易黒字の3分の1を占めた。
日本は日清戦争後の台湾でアヘン専売を始めて、台湾総督府の初期の財政を支えた。その後も日露戦争後の関東州でアヘン専売が拡大し、上海を経由したペルシアやトルコ産のアヘン密貿易には日本の商社も関わった。内蒙古や華北でケシ栽培とアヘン専売が進められて、熱河地方のアヘンが北京にも密輸された。利益は満州国の財政収入や占領地経営の経費にあてられており、満州国の一般会計の1割以上はアヘンからの税収となった。日中戦争以降の占領地における通貨価値の暴落も、アヘンによる物資調達の増加を招いた。

#### 朝貢の終了と門戸開放

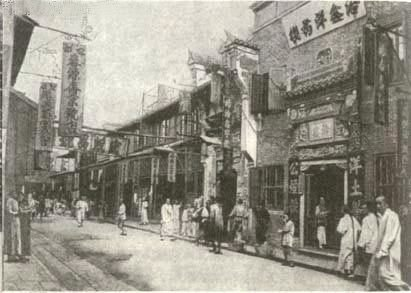
19世紀の上海

アヘン戦争終結のための1842年の南京条約により、清の統治原理からはヨーロッパ諸国は互市国として位置づけられ、これまで非公認であった華僑の存在が認められた。同時に香港島の割譲、5港の開港、貿易自由化が決定して不平等条約にもつながった。清への朝貢国は、ヨーロッパ諸国と条約を結ぶ一方で清との朝貢関係も残した。やがて清では財政不足の解消のために朝貢の増量を求めつつ、回賜には紙幣を用いるようになる。これにより朝貢貿易の利益が減り、加えて私貿易が増加するにつれて朝貢貿易は衰退した。南京条約の影響で上海や香港が急拡大を続け、香港は東南アジアやアメリカとの中継貿易や金融で栄える。上海は生糸や絹織物を産する蘇州や杭州、茶の集積地である漢口に近い位置にあり、最大の貿易港となった。上海の貿易商は、欧米諸国と取り引きする西洋荘、日本と取り引きをする東洋荘、東南アジアと取り引きをする南洋荘に分かれて活動した。西洋商人との仲介をして買弁と呼ばれる者もいた。
東アジアの貿易をめぐる各国の競争や対立は、戦争の原因ともなった。李氏朝鮮では日本と清が進出をして、清はイギリスの綿製品を朝鮮に輸出する一方で、朝鮮からの輸出は1885年から1893年にかけて90%が日本向けとなる。日本の穀物買い占めは朝鮮で穀物不足と価格高騰をまねき、凶作対策として穀物の域外搬出を禁じた防穀令に対して、日本側が損害賠償を求める争いも起きた。日清戦争で清が敗北すると、朝鮮は朝貢を終えるとともに、中国はヨーロッパや日本による分割が進んだ。日本は朝鮮の植民地化をすすめ、朝鮮の輸出の80パーセントから90パーセント、輸入の60パーセントから70パーセントが日本向けとなった。満州ではロシアが占領を行い、日本も日清追加通商航海条約などで満州への経済進出をはかって衝突し、日露戦争が起きた。中国への進出を求めるアメリカは、門戸開放通牒を各国へ送り、港湾の使用や中国の主権尊重を主張した。九カ国条約では門戸開放政策の継続が確認されたが、満州事変を条約違反とする批判があがり、日本と各国との対立が深刻となる。

### アフリカ

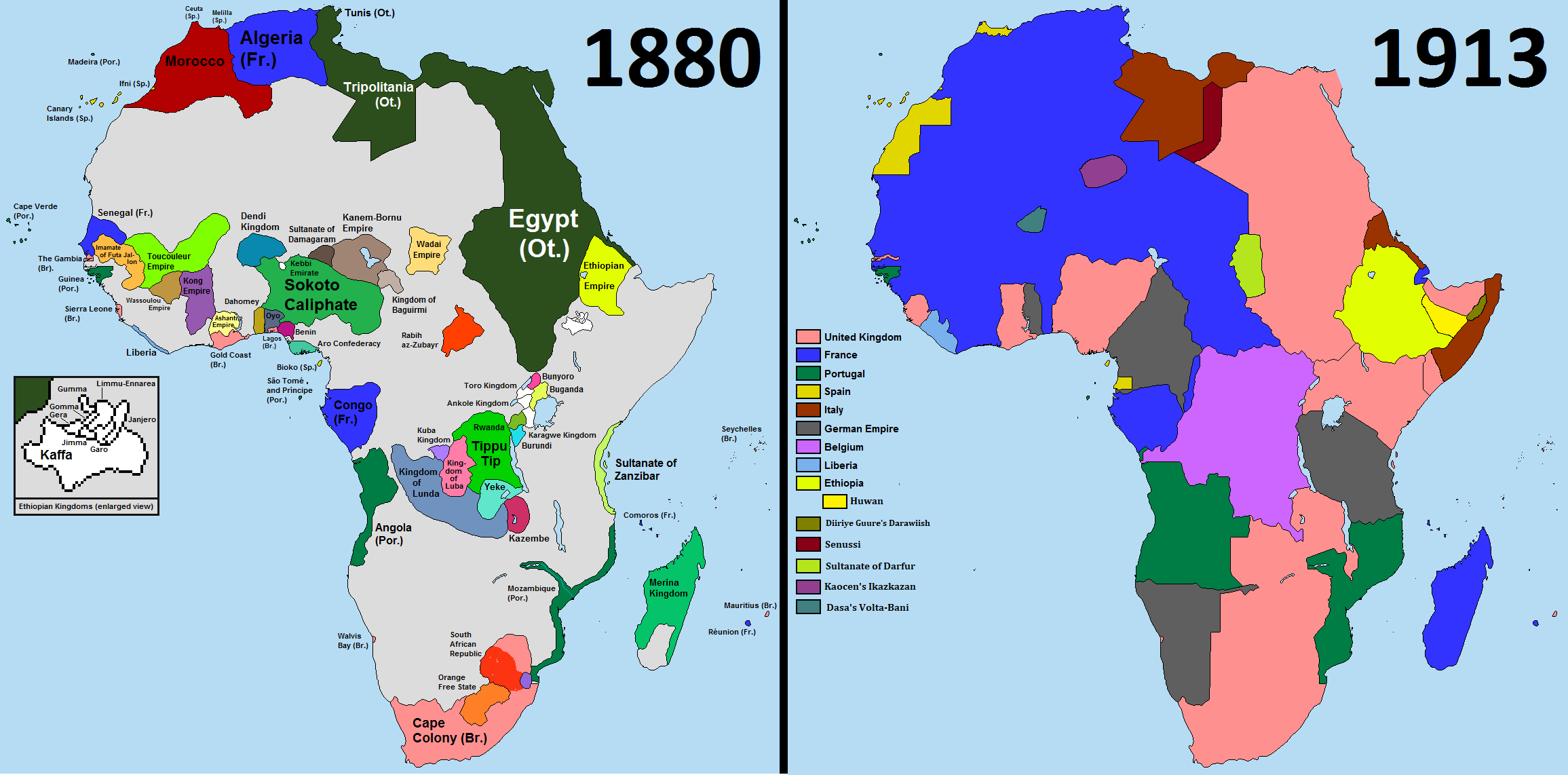
1880年と1913年のアフリカの比較

アフリカ各地の奴隷貿易は、熟練労働力の減少や、ヨーロッパからの製品輸入による現地産業の衰退などの影響を及ぼした。ヨーロッパは奴隷との交換として銃器も輸出しており、アフリカ人にとっては武器貿易の面も持っていた。輸入した銃器は隣国との戦争と、さらなる奴隷の捕獲に用いられ、地域の荒廃や人口減少による共同体の破壊にもつながった。アフリカの君主は奴隷貿易についての対応が分かれ、ダホメ王国のように定期的に出兵して奴隷を捕獲する国がある一方で、ヨーロッパ人に奴隷貿易の縮小を訴えたコンゴ王国のンジンガ・ムベンバのような王も存在した。
奴隷貿易の禁止がすすむと、ヨーロッパ諸国は沿岸での奴隷貿易にかわり、内陸に進出してアフリカ人に農産物の栽培や鉱物の採掘を行わせた。輸出品を運ぶための鉄道が建設されて、セネガルやナイジェリアでは落花生鉄道、ケニアでは綿花鉄道、ザイールでは銅鉄道などと呼ばれた。ヨーロッパの7カ国によるアフリカ分割が進み、植民地政策は独立後の貿易にも大きな影響を与える。

#### 東アフリカ
スワヒリのイスラーム商人が東アフリカ沿岸部とインド洋沿岸部をつなぎ、象牙や奴隷を運んだ。キルワなどの貿易港や、内陸のコンゴ川のマニエマに進出して米の栽培を始め、米はこの地方の主食にもなった。19世紀に入ると、アラビア半島南端のオマーンからブー・サイード朝のサイイド・サイードが東アフリカ貿易に進出する。その理由は、ペルシア湾貿易での勢力低下にあった。サイードはザンジバルを貿易の拠点としてクローブ栽培を始め、ヨーロッパとの良好な関係も築いて繁栄した。19世紀には奴隷の需要も高まり、ティップー・ティプのようなアラブ・スワヒリ商人は奴隷狩りを大規模化した。奴隷の中には、フランスによってレユニオンやマダガスカルの大農場へ送られる者もいた。
内陸のサバンナには、ニャムウェジ族の商人がタンガニーカから隊商で往来して、ケニアからはカンバ族の隊商が沿岸のモンバサまで出向いていた。19世紀からアラブ人の交易ルートを用いてヨーロッパ人が進出して、イギリス領東アフリカやドイツ領東アフリカとなる。ウガンダでは綿花の輸出でアフリカ人の独立農家が増えるが、ケニアでは白人入植者がアフリカ人のコーヒー栽培を禁止させ、原住民登録条例でアフリカ人の独立をさまたげた。

#### 西アフリカ
西スーダンではモロッコのサード朝がソンガイ王国を征服して、17世紀から18世紀にかけてサハラ交易を支配する。サハラ交易の終着地であるハウサランドの都市は独立してハウサ諸王国となり、サハラ交易を主導した。各都市国家は藍染で有名なカノ王国の染色や、織物、陶器などの特産物を生み出した。ハウサ人は各地で商人として活動して、ハウサ語は商業用語としても広まる。金を産出しない中央スーダンでは、非イスラーム教徒の戦士階層とイスラーム商人の協力のもとで奴隷貿易が拡大する。カネム・ボルヌ帝国やハウサ諸王国は奴隷貿易も行い、ハウサ諸王国では互いに奴隷を略奪した。奴隷貿易の標的となったサハラの南縁地域では、奴隷貿易を行うイスラーム国家に対抗するために18世紀から19世紀にかけて牧畜民のフルベ族が聖戦を行う。フルベ族はソコト王国を建国して、ハウサ諸王国を支配下においた。
沿岸地域では、ヨーロッパとの貿易で取引された貿易品にちなんだ地名がつけられ、奴隷海岸、黄金海岸、胡椒海岸、象牙海岸などがある。ダホメ王国の交易港ウィダーや、ガンビアのクンタ・キンテ島は奴隷貿易の拠点となった。

#### 中部アフリカ
ベルギーのレオポルド2世は、隣国オランダの植民地経営に関心をもち、国力増強を目的としてコンゴ盆地へ進出する。レオポルド2世は探検家ヘンリー・スタンリーを派遣して各地の首長から貿易の独占権を得たのちに、コンゴ国際協会を設立して領域内での無関税を定めた。この政策によってベルリン会議でコンゴは認められ、コンゴ自由国が建国される。コンゴ自由国はレオポルド2世の私有領であり、輸出用の象牙や天然ゴムが採集されて、1901年にゴム輸出は6000トンとなり世界総生産量の10%を占めた。その一方で現地における強制労働などの過酷な状況が批判され、1908年にベルギーに併合されてベルギー領コンゴとなった。

#### 南部アフリカ
グレート・ジンバブエやモノモタパ王国の時代に繁栄を支えていた貿易品が、チャンガミレ王国の時代には減少する。18世紀までに金の産出が減り、象を乱獲したため象牙も減少した。輸出が衰えるにつれて、貿易に代わって経済力を獲得するための家畜、人間、土地をめぐる争いが激しくなった。17世紀からはオランダ東インド会社による移民が始まり、19世紀にはボーア人の国家が建国された。オレンジ自由国ではダイヤモンド鉱山が発見され、1886年にはトランスバール共和国で金鉱が発見される。イギリスはこれらの国をボーア戦争によって領地とした。1910年には南アフリカ連邦が成立してイギリスの支配下に置かれ、南アフリカ連邦では非白人を差別する政策としてアパルトヘイトが進められる。

### アメリカ
ヨーロッパの進出で、プランテーションや鉱山が建設されて一次産品がヨーロッパへ輸出された。ヨーロッパから天然痘をはじめとする病原菌が持ち込まれると先住民の大量死をまねき、ミシシッピ文化のようにヨーロッパ人との武力衝突が比較的少ない地域でも交易ルートや居住地の消滅を引き起こした。労働力の不足は、アフリカから運ばれる奴隷によって補われた。

#### メソアメリカと南アメリカの鉱物
メソアメリカのアステカや、南アメリカのインカは、スペインのコンキスタドールに征服される。住人はヨーロッパ人の支配下におかれ、各地のプランテーションや鉱山で働かされた。16世紀には、ペルー副王領のポトシやヌエバ・エスパーニャ副王領のサカテカスの鉱山からの銀が、ヨーロッパとアジアへ運ばれる。アメリカからヨーロッパへの大量の銀の流入は価格革命と呼ばれる現象を引き起こし、日本の銀とともに世界貿易に影響を与えた。
17世紀後半から砂糖貿易の中心はカリブ地方へ移り、ポルトガル領ブラジルでは1693年にミナスジェライス州で金脈が発見された。金採掘の労働はサトウキビ農園よりも過酷であり、絶えず新しい奴隷が金鉱へ送られた。1703年にポルトガルのブラガンサ朝はイギリスとメシュエン条約を結び、互恵的な通商条約となった。イギリスの毛織物などの工業製品はポルトガル領ブラジルとの貿易で利益をあげて、イギリスへと金が流れた。ミナスジュライスの奴隷が採掘した金は、イギリスに発祥する国際金本位制を整えることにもなった。

#### 南アメリカ

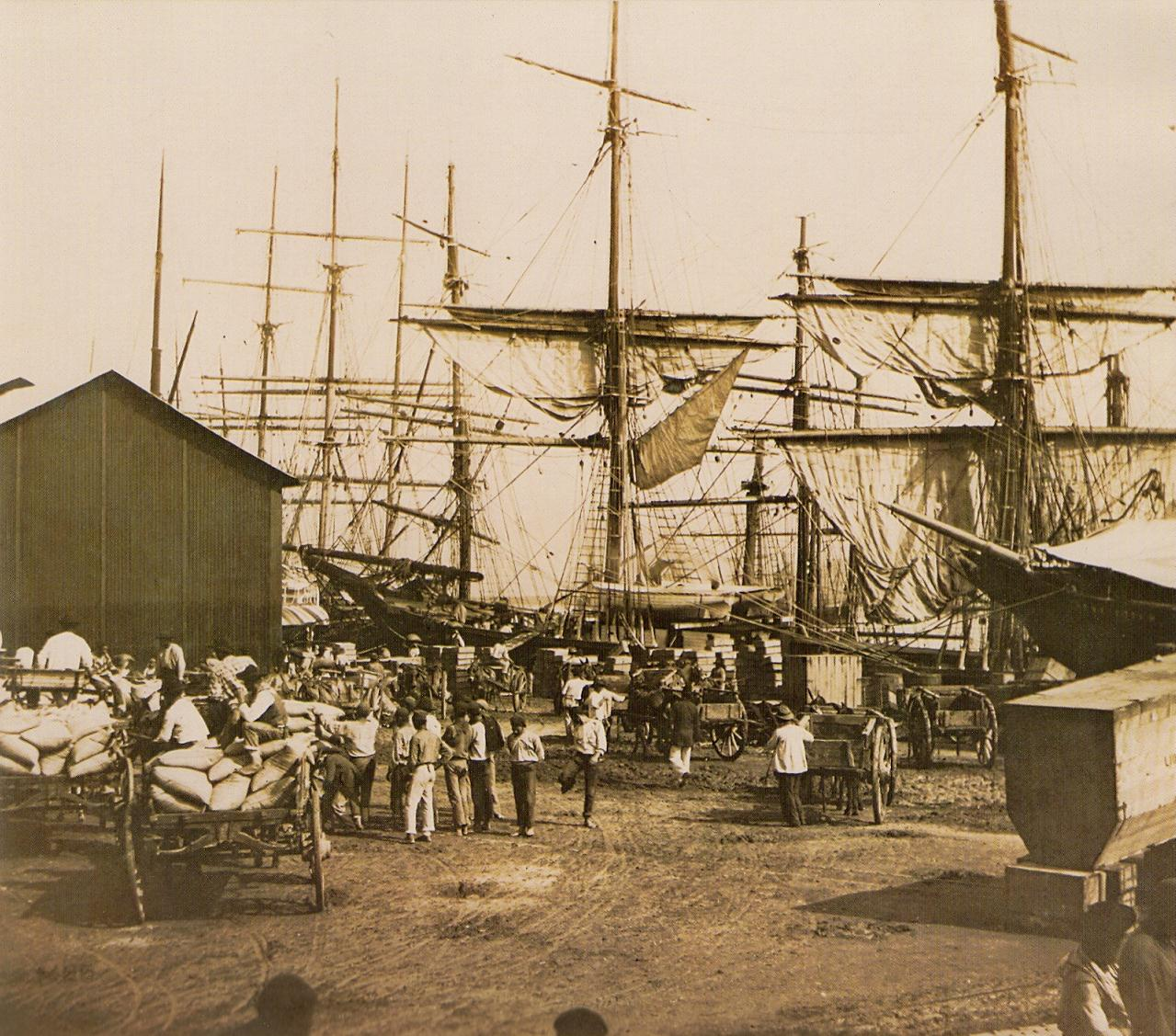
サントス港のコーヒー出荷。1880年

プランテーションと奴隷制度は、サトウキビの次にコーヒー栽培において盛んになり、ブラジルは世界恐慌が起きるまでコーヒー貿易の中心となった。20世紀初頭には外貨収入の90パーセントをコーヒーが占めるが、次第に生産過剰となり、第一次世界大戦が起きたためドイツやオーストリア向けの輸出も停止する。在庫を抱えたブラジルを救うためにアメリカ合衆国はコーヒーを買いつけるが、交換条件としてブラジルに第一次大戦の参戦を取り付けた。その後もブラジルの過剰在庫は続き、禁酒法でアメリカのコーヒー消費量が激増して一次的にしのぐが、世界恐慌で各国の購買力が低下したため大量のコーヒーが廃棄された。
アマゾンに生息しているパラゴムノキは天然ゴムの原料として輸出され、自動車のタイヤ使用量の増加にともなってゴムブームとなり、東南アジアのプランテーションでも栽培されるようになる。アルゼンチンでは平原のパンパに持ち込まれた牛が増え、牛肉の輸出産業が急成長した。
やがてメソアメリカや南アメリカ各地では独立が相次ぎ、スペインやポルトガルを中継せず、ロンドンを中心としてヨーロッパ各地と直接に取り引きをするようになる。ヨーロッパ人による征服は、密貿易の商品も生み出した。インディオの重労働の疲労緩和のためにコカの葉が大量に消費され、1860年にはコカの葉からコカインが製造されるようになる。1918年の国際協定によって医療目的以外のコカイン使用が禁じられたが、収益性が高いために非合法な製造と国際的な取り引きが続いた。

#### 北アメリカの毛皮貿易

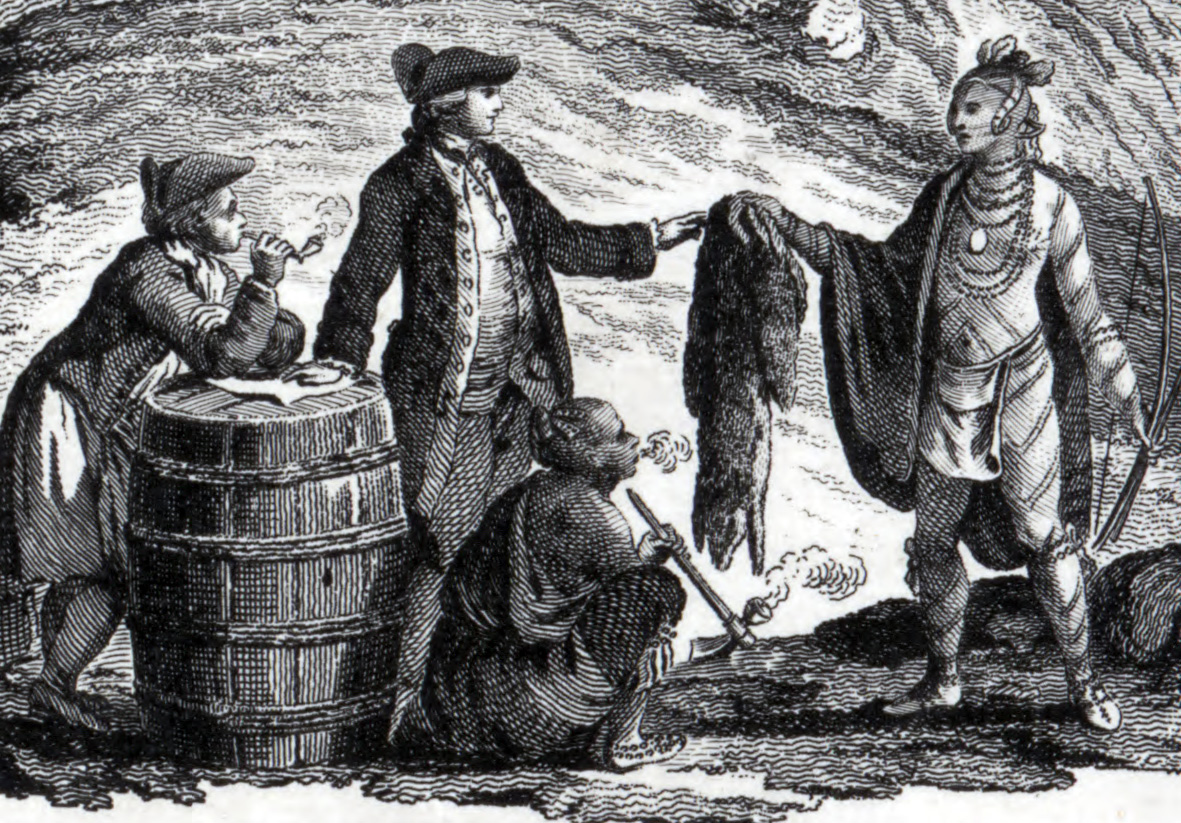
1777年のカナダの毛皮交易

北米に移住した初期のヨーロッパ人にとって、先住民との毛皮貿易が重要となった。東海岸には先住民6部族の国家集団であるイロコイ連邦があり、セントローレンス川とサグネ川に面したタドゥサックにはインヌ族の交易ルートがあった。フランス人が建設したヌーヴェル・フランスでは、インヌ族や五大湖沿いのワイアンドット族から毛皮を入手して、ナイフや針、調理器具などのヨーロッパ製品と交換した。北米には、ヨーロッパで絶滅に近かったビーバーが多く生息しており、上流階級の毛皮ファッションの流行もあって毛皮貿易は隆盛した。取り引きが増えるにつれて、交易の利益を得ようとする諸部族や、交易ルートの支配を望むヨーロッパ人の間で紛争が大規模化して、ビーバー戦争と呼ばれる戦争も起きた。イギリス人が建設した13植民地でもビーバーは重宝され、ほかに鹿皮が多く扱われた。
組織面ではハドソン湾会社と北西会社の2社が毛皮貿易の中心となり、毛皮をもたらす先住民と互恵的な関係を築いた。毛皮貿易は、その商品の性質から、先住民とヨーロッパ人の比較的対等な交換をもたらした。ヨーロッパ産の針、鍋、ナイフなどの鉄製品は、先住民に歓迎される生活用具となった。当初は女性の渡航が許されておらず、毛皮交易者たちは協力関係にある先住民の女性を伴侶とした。先住民の女性は旅の同行者や交渉役として貿易の実務でも活躍した。のちには、ロシアの勅許会社である露米会社がアラスカに進出して毛皮貿易を行った。

#### アメリカ合衆国の独立

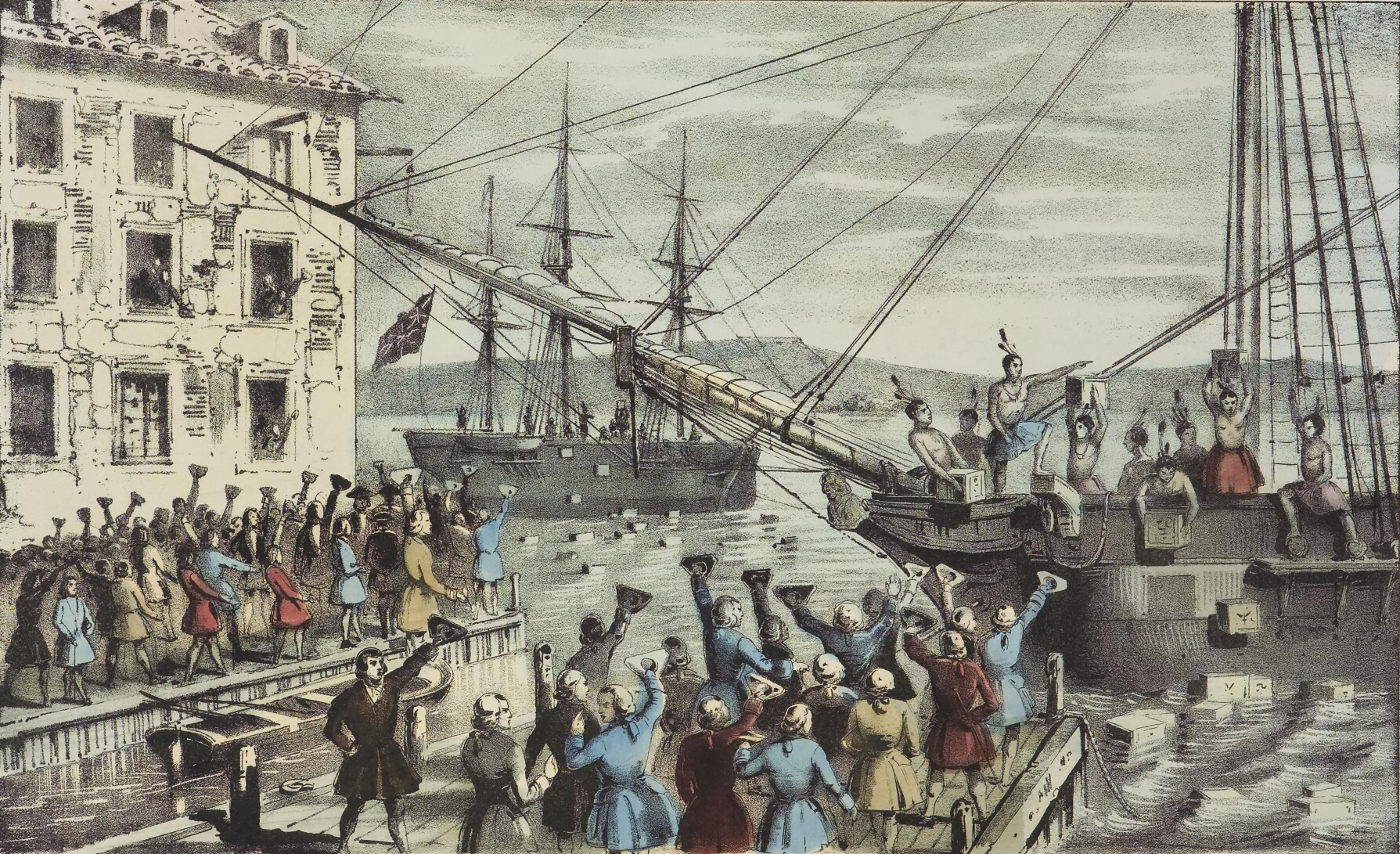
ボストン茶会事件を描いたリトグラフ（1846年）

13植民地は、宗主国であるイギリスのグレートブリテン王国と植民地政策をめぐって対立する。貿易においては、1773年の茶法をきっかけとしてボストン茶会事件が起きる。イギリスはこの事件を受けてボストンを軍政下においたためアメリカ独立戦争のきっかけとなり、アメリカ合衆国の独立につながった。イギリスはアメリカの商船に対して海賊行為を行い、アメリカは対抗するために通商禁止法で海外への全面禁輸を行った。禁輸によってイギリスの損害が期待されたが、アメリカの実質所得が約8パーセント減少して、アメリカの損害の方が大きかった。

#### アメリカの保護主義と工業

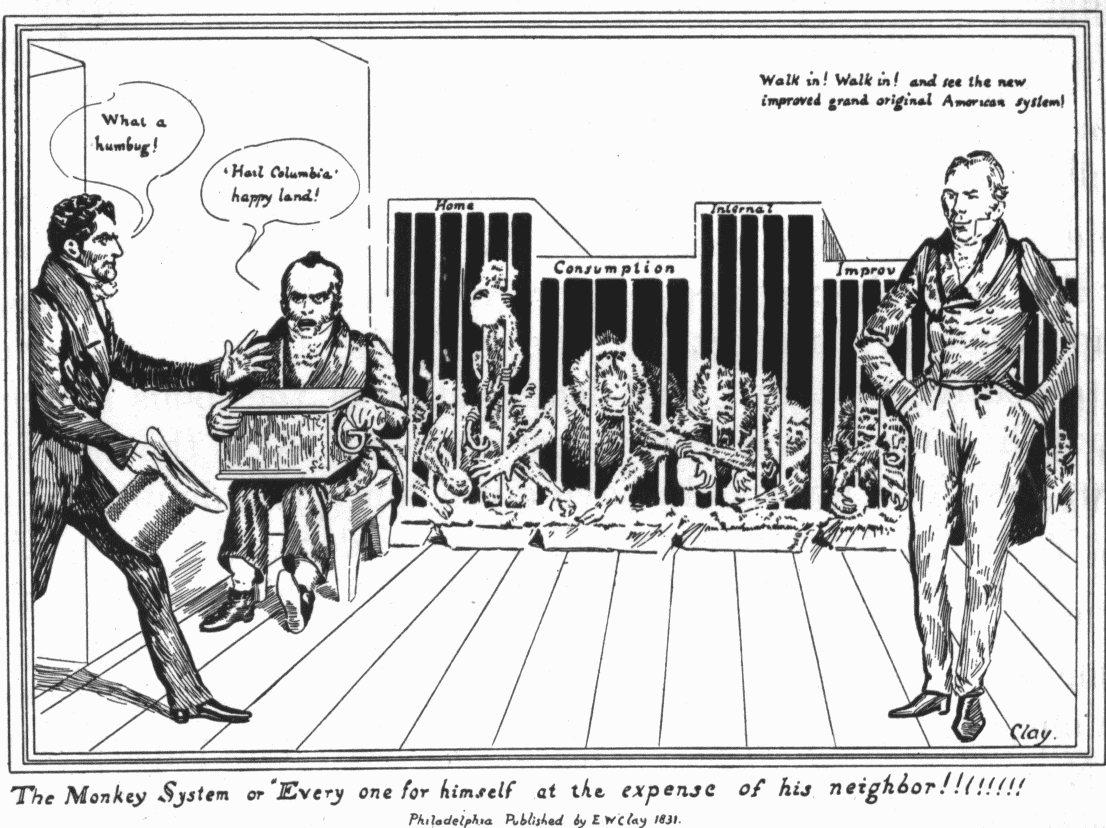
アメリカ・システムを風刺した漫画。檻のなかのサルは、経済の側面である「家庭、消費、国内、改良」を表しており、資源を奪い合っている（1831年）

アメリカは独立後もイギリスとの貿易が最も多く、保護主義が影響力を持った。アメリカ独立時の政治家で初代財務長官であるアレクサンダー・ハミルトンは、『製造業に関する報告書』で重商主義にもとづく保護貿易を主張して、自由貿易を推進するイギリスを批判した。ハミルトンの主張は経済政策に取り入れられ、アメリカ・システムと呼ばれるようになる。1816年から1846年にかけては保護主義の影響が大きく、1846年から1861年には自由主義時代となる。1850年代には灯油産業が最盛期となり、原油から灯油を精製する技術と、掘削技術の発達で、1860年代には石油精製事業が急成長をして、スタンダード石油が石油業界を支配した。
1861年の南北戦争の時代には、北部の産業資本家や商人は保護貿易を支持して、南部のプランテーション所有者や農民は自由貿易を支持した。南北戦争で北部が勝利すると貿易政策は保護主義が中心となり、関税率が上げられた。南北が統一されて奴隷制廃止になると、プランテーションでの農業から工業へとうつる人口が増えて、工業製品の輸出増加にもつながった。1880年代の不況期には合理化が図られて、フレデリック・テイラーによる管理法が工業の大量生産を確立し、ヨーロッパへ工業製品が輸出されてアメリカは世界貿易における主要国となる。フロンティアが消滅したのちのアメリカは、貿易の輸出先を求めて太平洋からアジアへと進出する。米西戦争でカリブ海やフィリピンなどのスペイン領を得て、中国の門戸開放を求めてヨーロッパや日本と対立した。

### 世界貿易の拡大

#### 国際金本位制
19世紀後半からは、イギリスを中心として国際金本位制が成立した。金本位制のもとで決済手段が統一されると取り引きが迅速化して、金との交換を保証する1国1通貨の制度も普及した。貿易で各国の金の保有量と通貨発行量が自動的に調整されるため、勢力均衡の国際関係にも合致した制度とされた。しかし実際には先進国が途上国を資金的に支援する必要があり、途上国は貿易赤字を防ぐために保護主義を採用した。第一次大戦以前の40年間は、アメリカをはじめとする各国は自国市場を保護しながら、保護されていないイギリスへの輸出で利益を受けた。このためイギリスが輸入を増やして自由貿易を支えている面があった。

#### 大量生産と世界大戦
アメリカの鉄道への貸付が原因で1873年恐慌が起きると、公的介入が図られ、各国の農業と工業で保護主義の支持拡大のきっかけとなる。その一方で、20世紀の初頭にはアメリカの工業製品が大量にヨーロッパへ輸出されて、電話、タイプライター、ミシン、カメラ、蓄音機、包装食品などが人気を呼んだ。石油はアメリカ、ルーマニア、ロシア、オランダ領インドネシア、ペルシアで採掘がすすみ、世界各地で油田を求める動きが活発となる。1914年に第一次世界大戦が勃発すると貿易は縮小して、各国の金本位制も停止された。
第一次世界大戦まで貿易の中心だったイギリスに代わって、1920年代にはアメリカが世界最大の貿易国となり、輸出では1位、輸入ではイギリスに次いで2位になる。しかしアメリカは国内総生産（GDP）に占める貿易の割合が輸出5パーセント、輸入3.4パーセントと低かったため世界貿易の安定には関心が低く、国際連盟にも加盟しなかった。このアメリカの孤立主義は、貿易や金融を不安定にする。まず貿易面では、農産物で問題が起きる。第一次大戦で食料需要が急増してヨーロッパ諸国は農産物の自給率を高めたが、アメリカやほかの農業国も増産をしたため、農産物価格が1920年代に下落する。これがさらなる保護主義のきっかけとなった。アメリカはヨーロッパの戦後復興を投資で援助していたが、連邦準備銀行が投機の抑制のために公定歩合の引き上げを行った。戦後賠償が困難となったドイツではナチ党の政権が成立して、アウタルキー（自給自足）にもとづく一国主義的な政策として四カ年計画を進めた。

### 世界恐慌と保護貿易

#### スムート・ホーリー法
1929年に世界恐慌が起きると、アメリカは関税を引き上げて世界貿易を縮小させる。1930年のスムート・ホーリー法で、アメリカの関税率は平均13パーセント引き上げられて59パーセント近くになった。この法案の目的は、当初は恐慌の対策ではなく、1920年代の農産物価格の下落対策だった。大統領候補だったハーバート・フーヴァーが農業を保護する関税引き上げを公約しており、フーヴァーの大統領就任後に世界恐慌が起きて、工業業界も加わる形で立案されるという経緯があった。この法案が世界経済を悪化させるという意見もあり、アメリカ内外の経済学者や関係者1000人以上が反対声明に署名をして、30カ国以上の政府が抗議を行ったが、議会では賛成が大勢を占めて法案は成立した。

#### ブロック経済と政治対立
スムート・ホーリー法の成立後は、各国も関税を上げる。ドイツやフランスは平均40パーセントとなり、イギリスも自由貿易政策から保護貿易に転じて平均20パーセントとする。イギリスは連邦諸国に特恵関税を与えて連邦内貿易の強化を始め、アメリカも互恵通商協定でカリブ諸国や中米諸国と経済圏を作った。こうして国内経済の保護を目的とするブロック経済が進み、通貨圏をもとにしてスターリングブロック、ドルのブロック、ライヒスマルクのブロック、金本位制を維持するブロック、日満経済ブロックなどが形成された。ブロック間での輸入制限や排他的な関税措置がとられて国際貿易が分断され、近隣窮乏化政策という言葉も生まれた。アメリカでは1929年の生産を100とすると、1932年には54まで落ち、輸出は3分の1に縮小して、失業率は1933年に25パーセントに達した。大恐慌後の世界貿易の縮小は、各国の政治に影響を与える。南アメリカでは1930年から1931年の間に12カ国で政変が起きた。一次産品価格の下落で植民地政府への不満が高まり、カリブ地方、西アフリカ、エジプト、インドなどで政治運動が活発になる。

#### 石油獲得競争

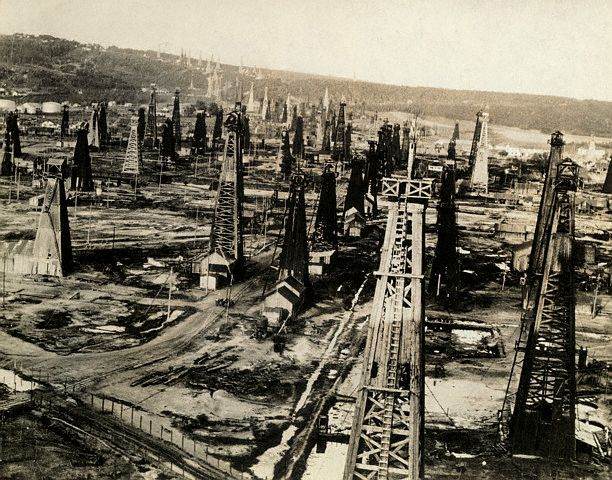
ルーマニアのモレニ油田（1920年代）

第1次大戦後も石油への関心は高まり続け、豊富な埋蔵量が予想された西アジアでは獲得をめぐって各国が争った。1928年の赤線協定では、西アジアにおける石油貿易の枠組みが決定された。アメリカはテキサスなど国内の採掘を盛んにする一方で、スムート・ホーリー法の対象にも石油は含まれずに輸入が続けられた。サウジアラビアではアメリカ主導の採掘が始まり、ペルシャ湾に面するクウェートは、大恐慌が招いたマッカ巡礼の激減と、日本の養殖真珠による天然真珠の輸出減で財政難に陥り、イギリス主導で石油利権協定が調印された。
日本は石油の貿易依存が高く、アメリカから国内消費の80パーセント、オランダ東インド領から10パーセントを輸入していた。日本とアメリカは中国の門戸開放をめぐって対立がすすみ、満州事変や日中戦争が起きると、日本の軍事行動にアメリカの石油が使われることに反対が高まる。アメリカの石油業界や世論は日本への禁輸を求めて、日本が東南アジアへの軍事行動を開始すると、1941年にアメリカは石油禁輸措置をとり、日米の開戦の一因にもなった。ドイツは石油をルーマニアに依存しており、占領地の拡大で石油の消費が増えるにつれ、特に1941年から逼迫した。

## 現代
第二次世界大戦の一因にもなった保護貿易による対立を教訓として、自由貿易を進めるための国際機関が設立される。

### 輸送技術の発達

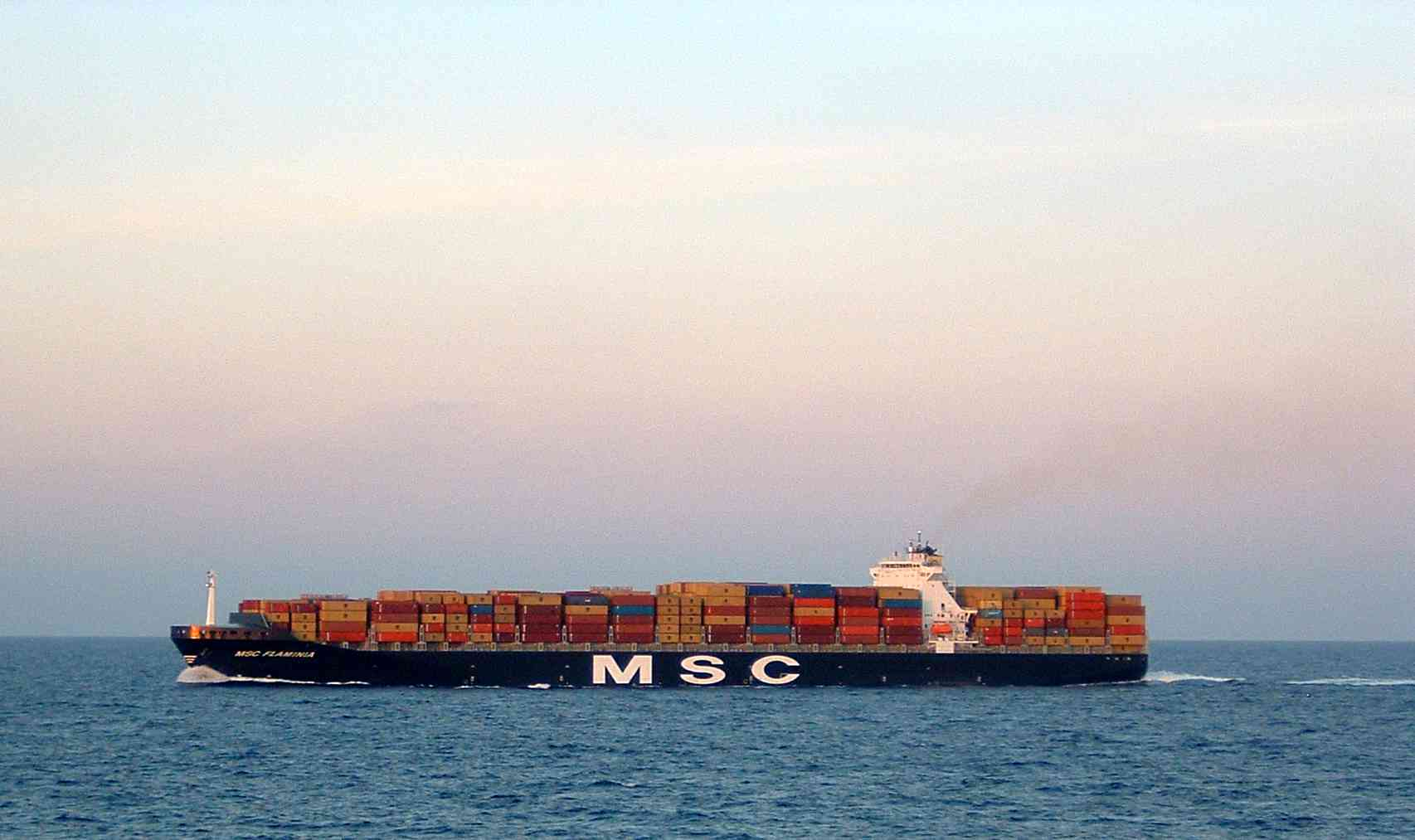
コンテナを満載し海を行くコンテナ船

第二次世界大戦後に、海上コンテナによって複数の輸送機関を接続するインターモーダル輸送が世界的に普及する。大戦前の1930年代からコンテナについての研究が行われ、アメリカ連邦政府の運輸委員会などによってコンテナを用いた鉄道、道路、水上交通の連携が指摘された。しかし採用はされず、代わりにトラックを鉄道に載せるピギーバック輸送が用いられた。1950年代にアメリカのトラック運送業者のマルコム・マクリーンは海運業に進出をして、トラックと海運の両方に使えるコンテナを採用した。これによってタンカーからトラックへのコンテナの積み替えが容易になり、海上輸送と陸上輸送の連携が迅速になった。コンテナによって港湾も影響を受け、それまで沖仲仕が担っていた港湾での運搬は機械化され、大量のコンテナの積み降ろしの可能な港湾が貿易で台頭する。1960年代には国際標準化機構（ISO）がコンテナについての国際規格を決定して標準化し、輸送コストの低下が物流や貿易に大きな変化をもたらした。製造業では原材料や最終製品の他に部品などの輸送が増加して、生産が世界規模に拡大した。

### 世界貿易機関

#### ブレトン・ウッズ体制
国際貿易を改革するために、1944年にアメリカとイギリスの主導でブレトン・ウッズ会議が開催された。会議では国際通貨基金（IMF）と国際復興開発銀行（IBRD、世界銀行グループ）の設立が決定して国際通貨の枠組みが定められ、アメリカのUSドルを基軸通貨とした固定相場制度が確立された。ブレトン・ウッズ体制のもとで、特に日本と西ドイツは急速な経済成長をとげる。
第二次世界大戦後の1945年12月、公正な貿易ルールを定めるための組織として国際貿易機構（ITO）が発案され、アメリカは「世界貿易および雇用の拡大に関する提案」を行った。アメリカのハリー・トルーマン政権は無差別な自由貿易の推進を意図していたが、議会はITOが国内産業の発展を妨げるという視点から反対をする。1948年にはITOのためのハバナ憲章に54カ国が調印したものの、提案側であるアメリカが議会の反対を受けて批准できず、ハバナ憲章は挫折に終わった。
ITOの代わりとして、ハバナ憲章の一部であった関税及び貿易に関する一般協定（GATT）が貿易拡大の機関として暫定的に具体化した。GATTの原則には最恵国待遇の無差別適用、関税の引き下げ、数量制限の禁止、通商政策の事前協議などがある。ただし、条件付きでの輸出入制限や輸出補助金の容認もあり、漸進的な貿易の自由化を目指した。後述するヨーロッパの経済統合も、GATTの例外規定として認められた。1948年のGATT発足時の参加国は33カ国であり、1970年には77カ国まで増加して、暫定的だったGATTの役割について機能強化が求められるようになった。アメリカ連邦議会の1993年のNAFTAと1994年のGATTについての法案では、支持する企業と反対する労働団体が対立して、議員に対する企業や労働団体からの献金が可決を左右した。

#### 世界貿易機関の設立

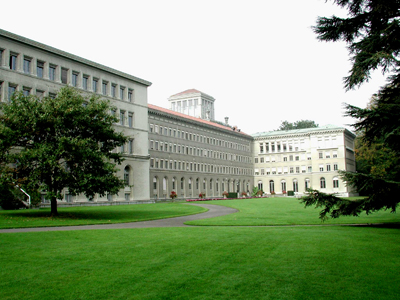
ジュネーヴのWTO本部（旧GATT本部）

国際貿易を進展させるための多国間交渉は、貿易ラウンドと呼ばれている。1986年に多角的貿易交渉としてウルグアイ・ラウンドが実施され、その合意を実施する機関として1995年に世界貿易機関（WTO）が設立された。これによりGATTはWTOへと発展的解消をとげ、WTOでは機能が強化された。正式な国際機関となり、取り扱う分野にはサービスの貿易に関する一般協定（GATS）や、知的所有権の貿易関連の側面に関する協定（TRIPS）も含まれた。貿易をめぐる紛争解決のためにはWTO紛争解決機関が設立された。
しかしWTO参加国が増えるにつれて、交渉の長期化や参加国の対立が問題となる。ウルグアイ・ラウンドは1986年から1994年までかかり、基本合意書は補足資料を合わせると2万2000ページに及んだ。また途上国は、貿易拡大や経済成長が見込めるという先進国の主張によってウルグアイ・ラウンドの合意を受けいれたが、先進国と途上国の経済格差は拡大を続けた。合意内容を実施するコストの大きさや、少数の国によるWTOの意思決定プロセスも途上国の不満となり、1999年のシアトルでの第3回世界貿易機関閣僚会議で途上国は新ラウンドに抵抗して、新ラウンドの立ち上げは断念された。2001年に始まった新ラウンドのドーハ・ラウンドは難航を続け、2003年のカンクンの第5回世界貿易機関閣僚会議では交渉が決裂して、2011年のジュネーヴの第8回世界貿易機関閣僚会議において近い将来の合意が断念された。多国間の交渉に代わって、友好国や利害が共通する国家間の自由貿易協定（FTA）が増加した。

### 独立国の増加と貿易

#### 国連貿易開発会議
GATTとは異なる国際的な取り組みとして、1964年に国連貿易開発会議（UNCTAD）が設立された。開発途上国の経済開発と南北問題の経済格差是正を目的とする会議であり、初の第三世界出身の国連事務総長であるウ・タントの主導で実現した。旧植民地から独立をした国々を中心とする開発途上国や、北半球の先進国と南半球の途上国の格差を指す南北問題という語は、UNCTADを通じて普及してゆくことになる。開発途上国による77ヶ国グループも結成された。
UNCTADの初代事務局長であるラウル・プレビッシュは、開発途上国の経済成長のために、世界経済にも重点を置いた。当時の経済発展論では国別に段階をふんで発展するという思想が中心であり、国内政策に重点を置いていた。これに対してプレビッシュの構想はプレビッシュ＝シンガー・テーゼと呼ばれた。プレビッシュ＝シンガー・テーゼの特徴として、インデクセーションがある。インデクセーションの思想は一般特恵関税制度（GSP）として実現して、自由貿易の普及を目指すGATTにおいては例外措置とされた。プレビッシュ＝シンガー・テーゼでは、輸入代替工業化も重視された。

#### 輸入代替工業化
第二次世界大戦後、 多くの発展途上国では工業製品の輸入制限と、国内産業の育成が行われた。これは輸入代替工業化と呼ばれ、製造業の発展を目的としており、輸入財の国産化でもあった。1950年代と1960年代に特に盛んになったが、期待されていたほどの効果は得られず、次第に支持を失った。1985年以降になると、輸入代替を行っていた途上国で関税率の引き下げや輸入割当の廃止が増え、貿易の自由化がなされた。輸出品には農産物や鉱物資源に代わって工業製品と貿易量は増えたものの、途上国間の格差は広がっている。

#### 輸出志向型工業化
貿易と輸出を志向して成長を目指す政策は、輸出志向型工業化と呼ばれており、輸出加工区などの試みも広まった。世界銀行では、こうした政策を取るアジアの国家を、特に高成長アジア経済地域（HPAEs）と呼んでいる。HPAEs諸国の成功の原因は議論となっており、近年では貯蓄率の高さと教育水準の向上という国内的な要因にあるとされる。

### 戦略物資と貿易

#### 軍事技術
第二次世界大戦後は、アメリカを中心とする西側諸国と、ソビエト連邦を中心とする東側諸国は対立して、冷戦と呼ばれた。アメリカの復興計画であるマーシャル・プランに東ヨーロッパ諸国は参加せず、ソ連は1949年から経済相互援助会議（COMECON）によって東側諸国と貿易圏を形成する。COMECONでは、ソビエト連邦は原油を供給して、東側諸国は農産物、工業製品、消費財を輸出した。対するアメリカは1949年に対共産圏輸出統制委員会（COCOM）を設立して、ソ連、東ヨーロッパ、キューバ、中国などへの戦略物資や軍事技術の輸出を規制した。これはアメリカの封じ込め政策に沿うものでもあった。
冷戦終結後の1994年にCOCOMは解散され、旧COCOMを中心とした33カ国で1996年にワッセナー条約が発足した。この条約は、紛争懸念国への通常兵器や関連技術の輸出統制を目的として、大量破壊兵器の開発や製造疑惑のある国家や、テロ支援国家とされる国々に対して輸出規制を行っている。1990年代から通常兵器の国際移転を規制するための提案がなされ、2013年には武器貿易条約（ATT）が採択された。

#### 石油ショック

1861年〜2007年の原油価格
実質（物価変動補正）
名目（当時の金額）

ブレトン・ウッズ体制以降で利益を享受する主要先進国と、その貿易体制のなかで経済成長が困難だった国々の間で対立が起きる。資源国が先進国の政策変更を迫るために、資源の武器化とも呼ばれる手法がとられるようになり、最も大きな影響を与えたのは石油だった。1973年に起きた第4次中東戦争ののち、アラブ石油輸出国機構（OAPEC）は、イスラエル支持国のアメリカとヨーロッパ向けの原油輸出を停止して原油産出量を減らした。1974年には原油価格が約4倍の1バレル約6ドルに急騰して、石油ショックと呼ばれた。1979年にはイラン革命ののちに第二次石油ショックが起き、1バレル約23ドルまで上がった。各国では不況とインフレーションが同時に進行するスタグフレーションが起き、一次産品の需要が低迷する。これは先進国だけでなくラテンアメリカやアフリカの経済に悪影響を与えた。また、貿易は相互的なものであるため原油消費量の減少は産油国にも不利となり、長期的には消費国への依存が高まる結果となった。石油の他にも資源の武器化が行われたが、石油ほどの交易条件の改善は達成できなかった。
石油ショックは、途上国の累積債務問題の原因ともなった。ラテンアメリカをはじめとする諸国は1960年代から輸出による経済成長を目指していたが、原油価格の高騰で輸入額が増えると対外債務が増加した。オイルマネーによって余剰資金があった金融機関はこうした国々に貸し付けるが、第二次石油ショック以降は利払いも困難となる。こうして途上国の対外債務は、1970年の600億ドルから1989年には1兆2000億ドルまで膨張した。

#### レアメタル、レアアース

レアアース産出量 1950年 - 2000年。アメリカ地質調査所のデータより

流通や使用量が少ない鉱物はレアメタルと呼ばれ、その中でも希少な鉱物がレアアースであり、先端技術産業において重要とされている。レアメタルは中国で1980年代から増産され、安価で提供したために他国では鉱山の閉鎖も起きた。のちに中国は国内鉱物資源の輸出制限をするようになり、2009年にアメリカとEUは、中国のレアメタル輸出制限をWTOに提訴している。2010年に中国がレアアース生産の97パーセントを占め、同年には中国のレアアース輸出量の4割削減による価格の高騰や、レアアースの対日通関を遅らせる出来事も起きた。2012年には、日本とEUが中国のレアアース輸出制限をWTOに提訴した。北アメリカ、オーストラリア、アフリカでは、レアアース鉱山の再開や鉱区の開発があり、分散調達の動向が加速化した。

#### 紛争鉱物
天然資源が武力紛争の原因や武装勢力の資金源とされることがあり、紛争鉱物とも呼ばれる。紛争鉱物を用いた製品が製造される可能性があるため、アメリカでは紛争鉱物の開示規制も進んでいる。

### 新興国の発展

#### NIEs、ASEAN
アジアの新興工業経済地域（NIEs）や東南アジア諸国連合（ASEAN）の諸国は、工業製品の輸出が急増した。高い貯蓄率による国内投資、輸出促進策、アメリカとの貿易の拡大が輸出の後押しとなった。韓国、台湾、香港、シンガポールをはじめとするNIEsは1960年代から急成長して、1980年代にも8%前後の経済成長率があった。ASEANのタイ、インドネシア、マレーシアも1970年代に7%以上の成長率を示した。アジア域内での貿易は、1985年の26.2パーセントから1994年の37.8パーセントと上昇し、所得の伸びを上回るペースで国際分業関係が進展する。上記7カ国に中国、フィリピン、ベトナムを加えた10カ国は、1980年から1995年の実質成長率が平均6.9パーセントを維持した。世界銀行では1993年に『東アジアの奇跡』という報告書も書かれている。

#### 中国
中国は1978年から鄧小平が改革開放政策を初めて、経済特区や経済技術開発区が定められて、外国資本や技術を積極的に導入した。中国は製造業の成長とともに資源の輸入が急増して、資源の調達をするために1990年代からアフリカとの関係を強める。輸出額では2004年に日本を超え、製造業生産額は2006年に日本、2008年にはアメリカを超えた。

#### インド
インドは1948年にイギリスから独立したのちに輸入代替工業化を続け、1970年代には輸出入がGDPの5パーセントとなっていた。1980年までは、インドの輸出市場はソ連圏が15から20パーセントを占めていたが、1991年のナラシンハ・ラーオ政権のもとでマンモハン・シン財務大臣はインドの経済改革を進めて新経済政策とも呼んだ。1994年にWTOに加盟し、最高で300パーセントだった輸入関税は1995年に50パーセントへ引き下げられる。2005年の輸出入の対GDP比は、それぞれ20パーセントを超えた。

#### アフリカ
アフリカでは1960年代に植民地からの独立が相次ぎ、多くの国家が誕生した。アフリカ諸国は経済の自立をはかり、輸入していた製品を自給するための輸入代替工業化や、外貨を得るための輸出志向型工業化が行われたが、工業化の進展は難航する。人口の少ない国が多く、アフリカ域内の国際分業や貿易の相互依存も低かったので、工業製品を大量生産する利点を活かせない状況が続いた。さらに、各国の国境は民族などの事情を無視して宗主国が決めたものであり、政変や紛争が多発したことも障害となった。
1970年代から農産物と鉱産物が輸出不振となり、工業製品と食料の輸入増で貿易赤字が続き、歳入の減少で財政赤字も深刻となる。1980年代からは、世界銀行とIMFは構造調整プログラムを作成し、支援の条件としてアフリカ各国に実施を求めたが、構造調整プログラムは目的を達成できなかった。
2003年のイラク戦争を機に始まった資源価格全般の上昇が、アフリカ諸国の成長につながった。1980年代から続いていた資源安にもとづく貿易は変化して、アフリカ諸国は石油を中心とする資源貿易で利益を上げ、投資も増加した。インフラストラクチャーが未整備の地域も多かったが、価格の上昇で採算が取れるようになり、石油メジャーや資源メジャーの巨大化や採掘技術の発達も後押しとなった。赤道ギニアをきっかけに各国で開発が続き、2002年から2008年にかけてのサブサハラ・アフリカの年平均経済成長率は6.4パーセントとなった。一方で、アフリカは人口増加で食料輸入が増えている。植民地からの独立をとげた1960年代には穀物が総輸出額の70パーセントであったが、2013年にはザンビアなどを例外として輸入超過となり、農業の生産性向上が課題となっている。

### 貿易摩擦
ブレトン・ウッズ体制のもとで、アメリカを中心とする西側諸国の貿易は1960年代まで安定して発展を続けた。しかし、国際競争が激しくなるにつれてアメリカの主要産業はシェアが低下して、他国との間で貿易摩擦として外交問題になった。1960年代には、アメリカの鉄鋼産業は日本とヨーロッパの成長によって競争力が低下して、日本は1966年に対米輸出自主規制を行い、ヨーロッパは1969年に同様の自主規制を行う。1970年代には最低価格輸入制度、1980年代には国別輸入割当が実施され、アメリカの鉄鋼業は保護主義を強める。日米間の問題は日米貿易摩擦と呼ばれた。1980年代からは、アメリカとアジアのNIEsとの間でも貿易摩擦が起きた。2005年には、中国がアメリカ向け繊維製品の輸入割当に合意した。
WTO紛争解決機関では国家間の貿易ルールをめぐる提訴を扱い、専門家グループが審議をして訴えを起こした国に報復措置の権利があるかどうかを決定する。最初の提訴は1995年にアメリカの大気汚染基準をめぐってベネズエラから出され、ベネズエラに有利な裁定がくだされた。これは経済的な大国が協定に違反する基準を導入して、小国が提訴して認められた先例となった。2002年にはアメリカの鉄鋼製品輸入への関税率30パーセントについての提訴や、2005年にブラジルによるアメリカ綿花生産者への補助金についての提訴などがあった。近年では環境、電子商取引、労働基準などの従来は国内問題とされてきたことも注目されている。

### 産業内貿易
異なる産業部門での貿易を産業間貿易と呼び、同じ産業部門で行われる双方向の貿易を産業内貿易と呼ぶ。産業内貿易は経済発展が似たような国々の間で効果が大きく、規模の経済が大きく働き、製品の多様化で貿易からの利益も大きくなる。そのために地域主義や自由貿易協定は、産業内貿易とも関連がある。西ヨーロッパは1957年から欧州経済共同体（EEC）内の貿易が拡大して混乱も予想されたが、産業間ではなく産業内の貿易で拡大が起きたため混乱は少なかった。1964年にアメリカとカナダは自動車産業の自由貿易圏を設け、自国の生産物の種類は減るかわりに両国間でのトータルの製品数は多様化して、輸出入がともに増加した。

### 多国籍企業
国境を越えて業務を行う多国籍企業が増加を続けている。金融業をのぞく多国籍企業のうちで海外資産の多い100社の本社所在地は、1990年の14カ国から2008年には22カ国となり、多国籍企業は経済協力開発機構（OECD）の非加盟国も含めて増加している。企業の多国籍化が増えている理由として、資源が国ごとに異なる点、現地生産で輸送費を節約できる点、貿易障壁を回避できる点がある。内部化の観点からは、製造技術や経営能力で優位に立っている企業ならば、他企業との取り引きよりも自企業が外国に進出するほうが有利となりうる。生産工程が国境を越えることをオフショアリングと呼ぶ。多国籍化が進むことで、同一企業内での国境を越える企業内貿易も増加している。

### 環境問題
環境と貿易の関係については、1970年代から関心が高まっている。環境に関する多国間貿易協定として、1975年には絶滅の恐れがある野生動物の取り引きに関するワシントン条約、1992年には有害廃棄物の取り引きに関するバーゼル条約が発効された。WTOの紛争解決でも環境が取り上げられるようになり、貿易制限にあたるケースが出ている。たとえば1998年には、ウミガメ保護政策を行うアメリカが、ウミガメを混獲するエビ漁法をしている国からのエビ輸入を禁止した。これに対して4カ国が貿易制限であると訴えて、WTOの紛争解決ではアメリカの貿易制限は認められなかった。2007年にはEUで化学物質の規制についてREACHが実施されており、貿易にも影響を与えると考えられている。炭素排出権も貿易問題となり、2006年にはフランスが温室効果ガスの排出制限を設けていない国からの輸入品に税金をかけようとした。輸出側である中国、インド、ブラジルといった国々は、これを非合法の関税だとして批判している。

### 国際機関への批判

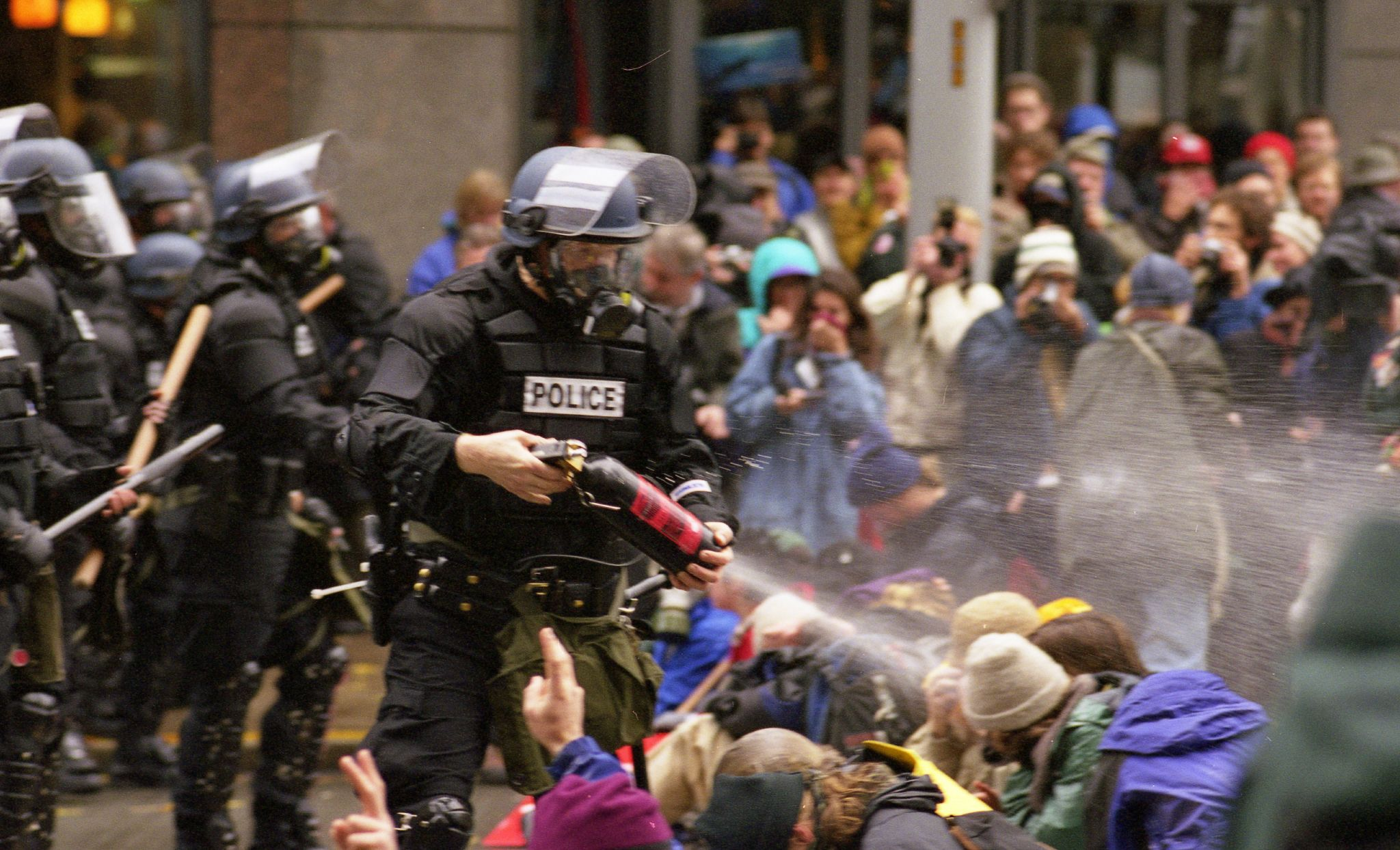
WTO閣僚会議への抗議活動と警官隊（1999年11月30日）

1999年6月のケルン・サミットでは、重債務国の債務取り消しを求めるNGOが、サミット会場を包囲する「人間の鎖」を作った。IMFや世界銀行に対しては、途上国への援助の条件となる構造調整政策が批判された。同年11月にシアトルで開催されたWTO閣僚会議は、抗議行動によって開会式が中止された。抗議行動は多角的貿易交渉に反対する環境団体、人権団体、消費者団体などが中心となり、人間の鎖で各国代表の入場を阻止した。抗議デモには、アメリカ労働総同盟・産業別組合会議（AFL-CIO）も参加して、WTOが労働者の権利を守るように主張した。一部の抗議行動は暴動となり、非常事態宣言や夜間外出禁止令が出された。

### フェアトレード

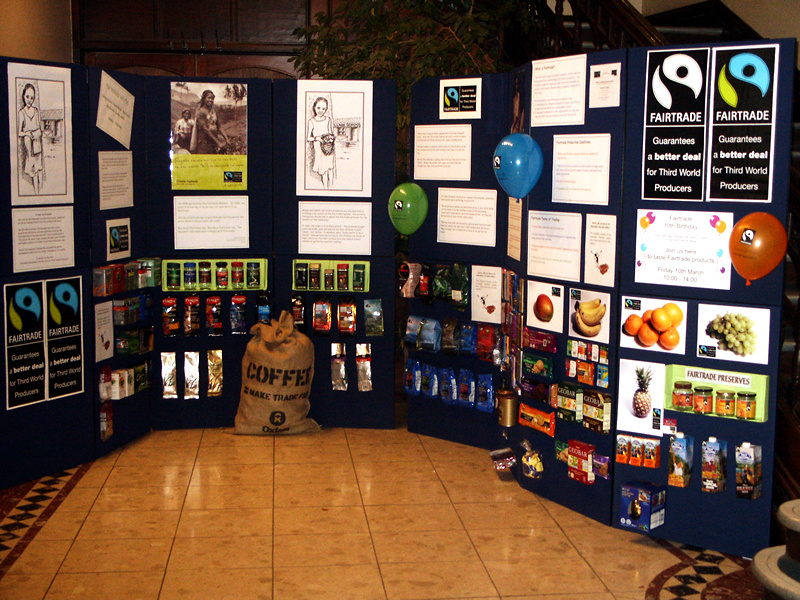
ダービーシャーのフェアトレード・ディスプレイ

途上国の貧困や国際貿易の変革を目的とする運動として、フェアトレードがある。フェアトレード4団体のネットワークであるFINEの定義によれば、公正な国際貿易をめざし、特に途上国の生産者や労働者によりよい貿易条件を提供するパートナーシップとされる。初期にはオルタナティブ・トレードと呼ばれていた。
フェアトレードの起源はチャリティ販売にあるとされる。1946年にアメリカのキリスト教系の援助団体メノナイト中央委員会が、プエルトリコの縫製教室の刺繍製品を購入して販売した。1940年代から1960年代にかけてチャリティ団体や教会が同様の販売や輸入を行い、貿易に参加していなかった途上国の生産者に機会を与えた。1964年に開催されたUNCTADでは、貿易システムを平等にする解決策が提案された。1970年以降にはコーヒーをはじめとして砂糖、紅茶、カカオなどの一次産品も販売され、1985年からフェアトレードという呼称が普及する。一次産品が増えることで専門店以外でも販売されるようになり、1989年にフェアトレード認証ラベルのマックス・ハーフェラー・ラベルが作られて、ラベルのシステムは成功を収める。1998年にはフェアトレード団体のネットワーク組織としてFINEが誕生して、2004年にフェアトレード・アドボカシー（FTAO）が設立されて貿易システムの改善を目的に政策提言活動を行っている。政治面では、フェアトレードを支持する自治体としてフェアトレード・タウンの運動が2001年から始まった。

### サービス貿易
通信技術の発達により、それまで国内で行われていたサービス業が国外に移転できるようになってサービス貿易が拡大した。コールセンターや事務、保険、コンサルティング、ファイナンス、翻訳などが一例であり、サービスのオフショアリングとも呼ばれている。2005年のアメリカでは、遠隔地で取り引きできる仕事は全雇用の40パーセントにあたり、その内訳は製造業の12パーセントよりもサービス業が14パーセントと多い。2005年の世界貿易の構成比は工業製品が59パーセントでサービスが19パーセントだが、サービス貿易の増加が予想されている。WTOでは、サービス貿易についてはGATSで扱われている。

### 知的財産権
貿易における知的財産権の重要性も増している。特許権、実用新案権、著作権、意匠権、商標権などの知的財産権に関わる財の取り引きが急増しており、医薬品、ハイテク製品、CD、映画、ソフトウェア、アパレルなどが含まれる。特許権では1883年のパリ条約、著作権では1886年のベルヌ条約がすでに存在していたが、既存の国際協定だけでは保護が不十分であるとして、TRIPSが成立した。1996年には、世界知的所有権機関と世界貿易機関との協定も発効している。

### 経済統合

#### ヨーロッパ

欧州統合の推移

GATTやWTOが自由貿易を推進する一方で、地域単位の協力関係を制度化する地域主義が活発となった。まず、西ヨーロッパでの取り組みによってヨーロッパの統合が進む。第二次世界大戦後のヨーロッパ経済の復興策として、アメリカによるマーシャル・プランが進められた。1947年にマーシャル・プランのもとで欧州経済協力委員会（CEEC）が設立され、アメリカから西ヨーロッパ諸国へ余剰農産物や生産物の援助が行われた。マーシャル・プランでは貿易決済が簡略化されており、参加国は輸出によって国内通貨が自動的に供給される仕組みになっていた。これによって賠償支払いも容易となり、西ヨーロッパ域内の貿易が急増するきっかけとなる。1951年には欧州石炭鉄鋼共同体（ECSC）が設立され、ドイツ、ベルギー、フランス、イタリア、ルクセンブルク、オランダが参加して成功を収めた。1958年にはECSCの参加6カ国によって欧州経済共同体（EEC）が設立され、1967年に共通の行政組織として欧州共同体（EC）が設立された。1973年にはイギリス、デンマーク、アイルランドがECに加盟して、イギリスはそれまで貿易が多かったアメリカ、カナダ、オーストラリア、ニュージーランドに比べてヨーロッパ向けの貿易が増加した。1993年には欧州連合（EU）が成立して、1999年には単一通貨ユーロによる欧州通貨統合も開始された。

#### 自由貿易協定の増加
自由貿易協定（FTA）は1957年のEECが第1号とされており、1990年代から急増した。WTOの多角的貿易交渉よりも、小規模なFTAが短期間で成果を上げるという認識が各国に広まったのも原因とされる。FTAが関税や流通を主なテーマとするのに対して、知的財産権や投資も含めて関係を強化する条約として経済連携協定（EPA）がある。
北アメリカでは1988年に米加自由貿易協定が締結され、1993年にアメリカ、カナダ、メキシコで北米自由貿易協定（NAFTA）が成立した。南アメリカでは1995年に関税同盟としてメルコスールが発足して、域内での自由貿易を進めている。アフリカではロメ協定ののち、2000年にコトヌー協定が締結されてEPAを目標としている。南アジアでは1985年に南アジア地域協力連合（SAARC）が設立され、当初は政治・軍事問題を中心に話し合われた。1997年の第9回首脳会議では、域内貿易を自由化する南アジア自由貿易圏（SAFTA）の構想について合意がなされ、2006年にSAFTAが発足した。東アジアでは、1989年にアジア太平洋経済協力会議（APEC）、1993年にASEAN自由貿易地域（AFTA）が成立した。2006年からは、環太平洋地域の国々におけるEPAとして、環太平洋戦略的経済連携協定（TPP）が発効している。

### 世界金融危機
2007年のサブプライムローン危機を発端とした世界金融危機は、貿易にも悪影響をもたらした。サプライチェーンが同期しているためにアメリカやヨーロッパの需要減少は各国に波及し、WTOが統計を取る104カ国の全てで輸出入が減少した。2008年にアメリカではクライスラーとゼネラルモーターズが破綻の可能性に陥った。メキシコはアメリカ向けの輸出が2007年には80%に達しており、原油以外の輸出が28%減、輸出加工区のマキラドーラは雇用が20%減少した。ドイツでは輸出が2008年から2009年に輸出が34%減少した。中国は2008年7月時点での輸出が25%増・輸入が30%増・外国直接投資が60%増だったが、6ヶ月後に輸出18%減・輸入が40%減・外国直接投資が30%減となった。日本では、中国・韓国・台湾向けの輸出減によって輸出が50%減となった。
世界の原油価格は76%下がり、産油国で財政赤字が続出した。ロシアではGDPの20%が天然資源の輸出にあったため、原油価格と株式市場の暴落によって新興財閥であるオリガルヒの資産は5200億ドル（2008年）から1480億ドル（2009年）に減少した。